# Cervione
Cervione [tʃɛʁvjɔne] est une commune française située dans la circonscription départementale de la Haute-Corse et le territoire de la collectivité de Corse. Elle appartient à l'ancienne piève de Campoloro dont elle était le chef-lieu.

## Géographie
La ville de Cervione est située dans l'est de la Corse et constitue de loin le principal noyau ancien de peuplement entre Bastia et Aléria, qui sont les deux villes les plus proches. Elle domine la Plaine orientale à l'endroit même où celle-ci est la plus étroite.
L'arrière-pays de Cervione est constitué par la Castagniccia, région humide truffée de nombreux villages et hameaux anciens épousant les pentes du massif du Monte San Petrone (1 767 m), plus haut sommet de la partie schisteuse - c'est-à-dire le quart nord-est de l'île.
La zone d'influence historique de Cervione s'étend de Folelli à la plaine de Linguizzetta et est limitée à l'ouest par le Monte San Petrone et les Caldane (1 731 m). Elle comprend les anciennes pièves littorales de Tavagna, Moriani, Campoloro et Verde ainsi que les trois pièves d'Ampugnani, Orezza et Alesani constitutives de la Castagniccia.

## Urbanisme

### Typologie
Au 1er janvier 2024, Cervione est catégorisée commune rurale à habitat dispersé, selon la nouvelle grille communale de densité à sept niveaux définie par l'Insee en 2022.
Elle est située hors unité urbaine et hors attraction des villes,.
La commune, bordée par la mer Méditerranée, est également une commune littorale au sens de la loi du 3 janvier 1986, dite loi littoral. Des dispositions spécifiques d’urbanisme s’y appliquent dès lors afin de préserver les espaces naturels, les sites, les paysages et l’équilibre écologique du littoral, tel le principe d'inconstructibilité, en dehors des espaces urbanisés, sur la bande littorale des 100 mètres, ou plus si le plan local d’urbanisme le prévoit.

### Occupation des sols
L'occupation des sols de la commune, telle qu'elle ressort de la base de données européenne d’occupation biophysique des sols Corine Land Cover (CLC), est marquée par l'importance des forêts et milieux semi-naturels (48,2 % en 2018), une proportion sensiblement équivalente à celle de 1990 (49 %). La répartition détaillée en 2018 est la suivante : 
zones agricoles hétérogènes (41 %), forêts (37,6 %), milieux à végétation arbustive et/ou herbacée (9,3 %), zones urbanisées (6,8 %), cultures permanentes (4 %), espaces ouverts, sans ou avec peu de végétation (1,3 %). L'évolution de l’occupation des sols de la commune et de ses infrastructures peut être observée sur les différentes représentations cartographiques du territoire : la carte de Cassini (XVIIIe siècle), la carte d'état-major (1820-1866) et les cartes ou photos aériennes de l'IGN pour la période actuelle (1950 à aujourd'hui).

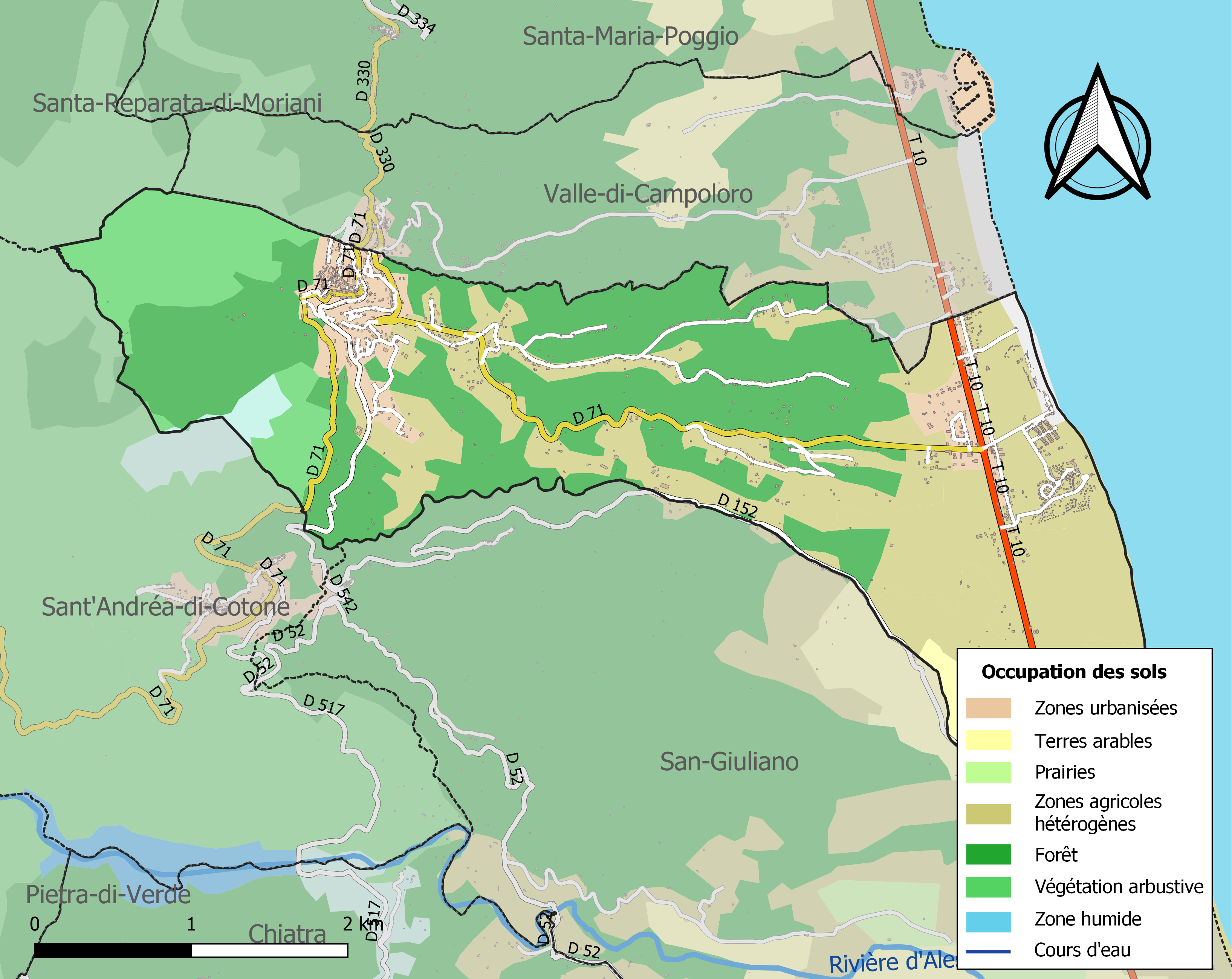
Carte des infrastructures et de l'occupation des sols de la commune en 2018 (CLC).

## Toponymie
Le nom corse de la commune est Cervioni /t͡ʃɛrˈvjɔni/. Ses habitants sont les Cerviuninchi.

### Origine du nom
L'histoire de la commune est liée à celle des cerfs de la région. La disparition des forêts entraîne celle du gros gibier. On a dû réintroduire le cervus corsicanus. Les derniers cerfs, protégés par la loi, s'étaient réfugiés dans le maquis du Fiumorbu et, au cours de la Seconde Guerre mondiale, l'un d'eux, évadé de Vadina, était venu s'embûcher dans la plaine de Cervioni. Il a été tué à Chebbia pendant une battue aux sangliers. Même s'il y a longtemps que les cervi ont déserté le Campulori, Cervioni était considéré comme le « pays des cerfs. » Le nom du chef-lieu du Campulori, actuellement prononcé Cervioni ("v" et non "b"), officialisé en Cervione, a été écrit :
- Cerbione (1533)
- Cerbioni (1582, 1633)
- Cervioni (1616, 1632)
- Cervione (1635, 1642).

### Hypothèses
Il est difficile de se prononcer sur son origine. Dans sa Géographie, Ptolémée, qui vivait au IIe siècle, partageait les habitants de la Corse en douze peuplades. D'après une localisation généralement admise, le Campulori avait été peuplé par la tribu des Makrinoi ou Mariani. Laquelle a pu donner son nom à la pieve de Moriani, sa zone d'influence s'étendant du Campulori à la Casinca.
Cependant, certains auteurs n'admettent pas la distribution géographique de Ptolémée. Mgr Louis Sébastiani de La Porta est catégorique : « Il est incontestable que la position géographique des lieux fixée par Ptolémée n'est pas toujours exacte, et qu'il ne faut pas s'en tenir rigoureusement à cette position quand elle est en désaccord avec celle des lieux désignés par des noms modernes entièrement identiques aux anciens. » Mgr de la Foata se refuse donc à placer les Cervini au pied du Monte d'Oro et les situe soit à Cervioni, soit à Carbini.
Le professeur Francesco Ambrosi rejoint l'érudit prélat d'Ajaccio quant au jugement qu'il porte sur la Géographie de Ptolémée. Il envisage une erreur de localisation des Syrbii, entre le Tavignanu et le Travu, et les place à Cervioni. Mais pourquoi faire mentir Ptolémée pour admettre que des Syrbii ou des Cervini aient fondé Cervioni ? Pourquoi des membres de l'une ou l'autre peuplade ne se seraient-ils pas implantés sur le territoire de Mariani ? Ainsi, quel est le Cervionais d'un certain âge qui n'a connu U Bonifazinu, Cinarchese, A Goghjese ou l'Aschese, et peut-être uniquement sous ces surnoms? Venus s'installer à Cervioni, ils avaient conservé l'appellation d'origine et, s'ils avaient créé un domaine rural, ils auraient pu nous léguer un lieu-dit.
Dans son Dictionnaire des noms de lieux corses, Mgr Jean-Marcel Rodié fait découler Cervioni de Cervius, nom propre latin. Si l'on devait retenir un nom de personne, Cerbonius conviendrait mieux. Ce nom, toscanisé en Cerbone, est celui d'un saint évêque de Populonia (Massa Marittima, Toscane), mort à l'île d'Elbe au VIe siècle. Le culte de San Cerbone a été introduit en Corse au plus tard à l'époque pisane. Les églises qui lui sont dédiées y sont plus nombreuses qu'en Toscane, et plus particulièrement dans l'évêché d'Aleria : Gavignanu, Felicepianu, Campi, Ghjuvellina, Zuani, Guagnu, Guzzone...
Le calendrier diocésain de Massa et Populonia, dédiait deux jours à San Cerbone : le 4 juin, fête du transfert du corps de l'île d'Elbe à la « Terre ferme », et le 10 octobre, anniversaire de la mort. Or Cervioni célèbre Saint Erasme le 2 juin et saint Alexandre Sauli, patron de la cité, le 11 octobre. On serait tenté de conclure que ces deux saints ont chassé l'autre, mais cela n'est qu'une coïncidence. Félix Giacobbi pensait mettre en cause, pour l'étymologie de Cervioni, le mot Cera (cire) qui, avec un augmentatif, donne Cerone, et cela sans doute parce qu'une ou deux fabriques de cierges ont existé à Cervioni. Ce serait envisager l'introduction tardive du  V  dans le corps du mot, alors que ce V  résulte plutôt de l'adoucissement d'un B.
Si l'on retient Cera, il faut aussi envisager Cerro (Quercus cerris), nom italien du chêne chevelu, ou chêne lombard, qui a donné de nombreux lieux-dits dans la péninsule italienne.
Notons enfin que de nombreux toponymes datent de la préhistoire et appartiennent à une langue disparue. Certains sont conservés tels quels, d'autres ont subi l'attraction de mots au sens connu appartenant à des langues postérieures. P. Lamotte rattache Cervioni à une base supposée pré-indo-européenne : KAR, laquelle aurait le sens de pierre, rocher, terrain escarpé ou endroit fortifié. Cette base avait d'ailleurs été étudiée hors de Corse par les linguistes. Charles Rostaing, dans Les Noms de lieux (coll. Que sais-je ? 1961, p. 28), fait état des études faites, depuis Gigi D'Alessio en 1935, sur KAR(R)A, dont « un sens dérivé kar-ione a donné naissance aux multiples Cheiron, Chéron, Chiron, éparpillés sur tout le territoire français. »

## Histoire

### Construction
La construction du village en arc de cercle autour de sa cathédrale Saint-Érasme, à flanc de montagne, date de l'époque médiévale et lui vaut l'attribut de « balcon sur la mer ». 

### Développement auXVIesiècle
Le village est à sept kilomètres du hameau de Prunete, situé sur le littoral, où en octobre 1573, les autorités adjugent à l'entrepreneur "Giacomo Compiano", la construction des tours génoises de Prunete, située dans le périmètre de la commune de San-Giuliano.
Le village se développe au XVIe siècle, quand Alexandre Sauli, évêque du diocèse d'Aléria, fait du village le siège de l'évêché, statut qui va perdurer pendant 200 ans, et sera le siège des évêques d'Aléria.

### Capitale de la Corse
Le village est la capitale de la Corse sous le règne de Théodore de Neuhoff, premier roi de Corse, élu et couronné en 1736.

### Centre de vacances UCPA
La commune accueille sur la plage à Prunete un des deux centres de vacances créés par l'Uni-club, lui-même crée par le syndicat étudiant UNEF et repris au milieu des années 1960 par la Mutuelle nationale des étudiants de France, l'autre étant en Espagne. Ce village de bungalow fait office en cours d'année scolaire de centre d'entraînement au sport et de formation à l'encadrement étudiant au cours de stages. L'Uni-Club est en 1965/66 repris par la MNEF, quatre ans après d'être diversifié, avec une «coopérative de l'Uni-club» qui étend son objet le 1er avril 1962 à «approvisionner en livres, polycopiés (..et comme) centrale d'achats» les étudiants. Il sert deux mois de suite à l'été 1970 à Henri Weber, dirigeant de la Ligue communiste, pour organiser des stages militants réunissant chacun des deux mois près de 250 personnes, avec un professeur de karaté, qui forme les membres du service d'ordre de ce parti, encadré par Alain Krivine, Pierre Rousset, Michel Recanati et Romain Goupil qui y voit « l’ancêtre des universités d’été de la Ligue » communiste, une politique qui est critiquée au sein du syndicat étudiant et entraîne la publication d'un rapport de l'IGAS sur la MNEF. Dès 1970, le congrès de l'Unef organisée à Caen décide à une forte majorité de se séparer de l'Uni-club (252 pour, 38 contre et 21 abstentions). La direction de la MNEF s'exécute et accepte de vendre dès 1971 l'UNI-Club à l'Office du tourisme universitaire (OTU) puis c'est la reprise du camp de Prunete par l'UCPA, qui en a fait un centre d'apprentissage de la voile.
En mars 2011, "Dominique Domarchi", le maire depuis plus d’un quart de siècle du village de Saint-André-de-Cotone, tout proche de Cervione, conseiller du président du Conseil exécutif de Corse Paul Giacobbi, a été assassiné  alors qu’il rentrait chez lui en voiture après la soirée électorale du premier tour des élections cantonales.

## Culture
- l'ADECEC (Association pour le développement des études archéologiques, historiques, linguistiques et naturalistes du Centre-Est de la Corse) : association polyvalente à vocation culturelle. La liste des présidents :
  - Antoine-Dominique Monti, 1970-1997, le fondateur, professeur au collège de Cervioni
  - Dominique Mosca, 1997-1998, instituteur à la retraite qui a assuré l'intérim.
  - Joseph Leoni, depuis 1998, directeur d'école à la retraite.
  - Jacques Paoli, depuis 2008, journaliste.
- Le musée de Cervione : situé au centre de la ville près de la cathédrale Sant'Eramu. Quatorze salles d'exposition permanente ont été aménagées dans l'ancien séminaire des évêques d'Aleria à Cervioni, mises à disposition de l'ADECEC par la municipalité. Le musée est destiné à l'ethnographie (collection de roches de Corse, vitrines d'archéologie, présentation des matériels d'entretien de la vigne, de vinification et de distillation, exposition d'instruments nécessaires au perçage des métaux, d'outils du maréchal-ferrant, etc.).
- Journée de la langue corse devenue "Journée de l'ADECEC" organisée depuis une quarantaine d'années par l'ADECEC.

## Politique et administration

### Liste des maires
| Période                                  | Période   | Identité                      | Étiquette   | Qualité |
| ---------------------------------------- | --------- | ----------------------------- | ----------- | --- |
| 1851                                     | ?         | J. Suzzoni                    |             | Adjoint: G. Benelli |
| 1866                                     | ?         | Ignace Brignole               |             | Propriétaire, Adjoint: Ange-Paul Agostini                                                                               |
| 1874                                     | ?         | Brignole                      |             | Adjoint: Serra |
| 1877                                     | ?         | Ange-Gaëtan Astima            |             | Adjoint: Santolini |
| 1887                                     | ?         | Ange-Gaëtan Astima            |             | Adjoint: Marini |
| 1901                                     | 1905      | Jean-Saint Astima             |             | Adjoint: Charles Joseph Casalta                                                                                         |
| 1905                                     | 1910      | Jean-Saint Astima             |             | |
| 1910                                     | 1912      | Alexandre Grassi              | Républicain | Secrétaire général honoraire Conseiller général du canton de Cervione (1909 → 1916)                                     |
| 1912                                     | 1919      | Pierre Vadi                   |             | |
| 1919                                     | 1925      | Martin Astima                 |             | |
| 1925                                     | 1929      | Joseph-Marie Pollacchi        |             | Général de division |
| 1929                                     | 1930      | Nicolas Mannoni               |             | |
| 1930                                     | 1930      | Lucien Mannoni                |             | |
| 1930                                     | 1935      | Georges Benelli               |             | |
| 1935                                     | 1944      | Martin Casalta                | SFIO        | Médecin Conseiller général du canton de Cervione (1979 → 1985)                                                          |
| 1944                                     | 1945      | Jean Pinelli                  |             | |
| 1945                                     | 1962      | Félix Maggiani                |             | |
| 1962                                     | 1967      | Antoine Filippi               |             | |
| 1967                                     | 1967      | Jean-Louis Pescetti           |             | Délégation spéciale |
| 1967                                     | 1977      | Antoine Filippi               |             | |
| mars 1977                                | juin 1995 | Ange Lovisi                   | MRG         | Enseignant retraité Conseiller général du canton de Campoloro-Moriani (1979 → 1985)                                     |
| juin 1995                                | mars 2008 | Augustin Pierre Louis Nicolai | DVG         | Conseiller général du canton de Campoloro-Moriani (2007 → 2013) Vice-président de la CC de la Costa Verde (2002 → 2013) |
| mars 2008                                | En cours  | Marc-Antoine Nicolai          | DVG-PRG     | Employé Conseiller territorial de Corse (liste Giacobbi) (2010 → 2018) Président de la CC de la Costa Verde             |
| Les données manquantes sont à compléter. |           |                               |             | |

## Démographie
L'évolution du nombre d'habitants est connue à travers les recensements de la population effectués dans la commune depuis 1800. Pour les communes de moins de 10 000 habitants, une enquête de recensement portant sur toute la population est réalisée tous les cinq ans, les populations de référence des années intermédiaires étant quant à elles estimées par interpolation ou extrapolation. Pour la commune, le premier recensement exhaustif entrant dans le cadre du nouveau dispositif a été réalisé en 2007.

En 2022, la commune comptait 2 161 habitants, en évolution de +5,67 % par rapport à 2016 (Haute-Corse : +5,15 %, France hors Mayotte : +2,11 %).
| 1800  | 1806  | 1821 | 1831  | 1836  | 1841  | 1846  | 1851  | 1856  |
| ----- | ----- | ---- | ----- | ----- | ----- | ----- | ----- | ----- |
| 1 008 | 1 182 | 910  | 1 467 | 1 510 | 1 536 | 1 657 | 1 604 | 1 456 |

| 1861  | 1866  | 1872  | 1876  | 1881  | 1886  | 1891  | 1896  | 1901  |
| ----- | ----- | ----- | ----- | ----- | ----- | ----- | ----- | ----- |
| 1 588 | 1 373 | 1 615 | 1 680 | 1 912 | 2 144 | 1 584 | 1 561 | 1 647 |

| 1906  | 1911  | 1921  | 1926  | 1931  | 1936  | 1946  | 1954  | 1962  |
| ----- | ----- | ----- | ----- | ----- | ----- | ----- | ----- | ----- |
| 1 641 | 1 571 | 1 555 | 1 785 | 1 606 | 1 560 | 1 345 | 1 405 | 1 100 |

| 1968  | 1975  | 1982  | 1990  | 1999  | 2006  | 2007  | 2012  | 2017  |
| ----- | ----- | ----- | ----- | ----- | ----- | ----- | ----- | ----- |
| 1 400 | 1 450 | 1 254 | 1 334 | 1 452 | 1 605 | 1 628 | 1 719 | 2 189 |

| 2022  | - | - | - | - | - | - | - | - |
| ----- | - | - | - | - | - | - | - | - |
| 2 161 | - | - | - | - | - | - | - | - |

## Lieux et monuments
- Chapelle Notre-Dame-de-la-Scubiccia de Cervione

### Cathédrale Saint-Érasme

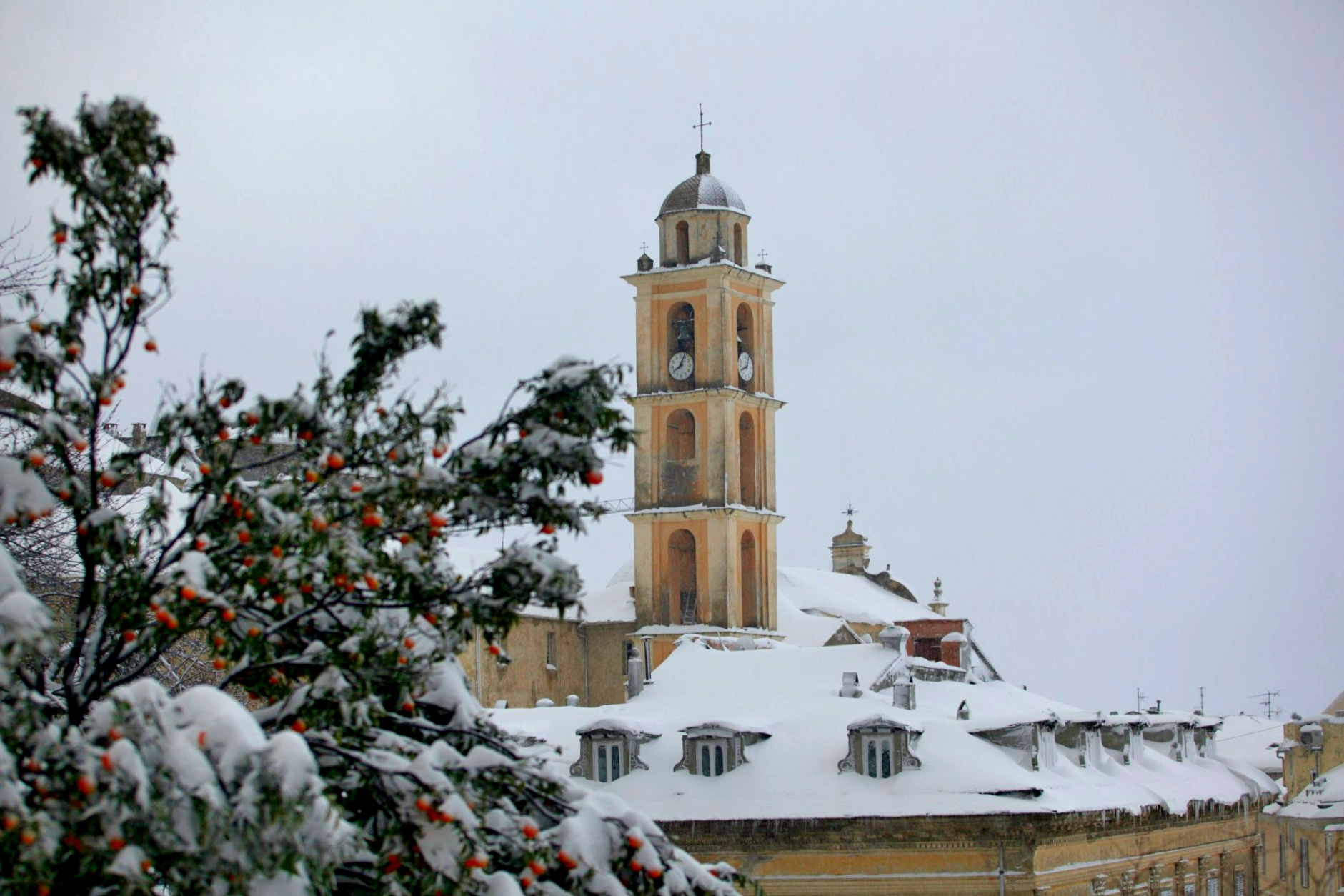
Le campanile à étages de la cathédrale sous la neige.

Cathédrale de style baroque dédiée à Alexandre Sauli datant du XVIIIe siècle.

### Buste de Pasquale Paoli sur la traversa
En hommage à Pascal Paoli.

### La Traversa
Point de vue situé sur la Corniche de Castagniccia

### La Scupiccia
La Scupiccia est une statue de la Vierge en marbre située sur la crête de la Scupiccia, à 750 m d'altitude.

## Personnalités liées à la commune
- Théodore de Neuhoff : roi de Corse qui fit de Cervioni sa capitale.
- Alexandre Sauli : évêque d'Aléria, y fixa la résidence des évêques d'Aleria en mai 1578 avec l'autorisation du pape.
- Pascal Paoli, général corse qui venait souvent à Cervioni pour ses réunions politiques, il logeait au couvent, où il fit installer l’Imprimerie Nationale.
- Saint Érasme
- Prosper Mérimée : il cita la cathédrale de Cervioni.
- Philippe Pescetti : enseignant qui installa dans la commune un enseignement au-delà du certificat d’études primaires en 1929 :
  - 28 septembre 1909 : nommé adjoint à l’école de garçons de Cervioni et en était devenu le directeur.
  - 1927 : il crée un cours complémentaire.
  - 1929 : le nouvel établissement compte 29 élèves
  - 1930 : la réputation du cours complémentaire a immédiatement gagné les cantons voisins. Des élèves de plus en plus nombreux s’installent à Cervioni, souvent accompagnés de leurs parents.
  - 1945 : Philippe Pescetti part en retraite. Depuis le cours complémentaire est devenu collège d’enseignement général.

## Photographies

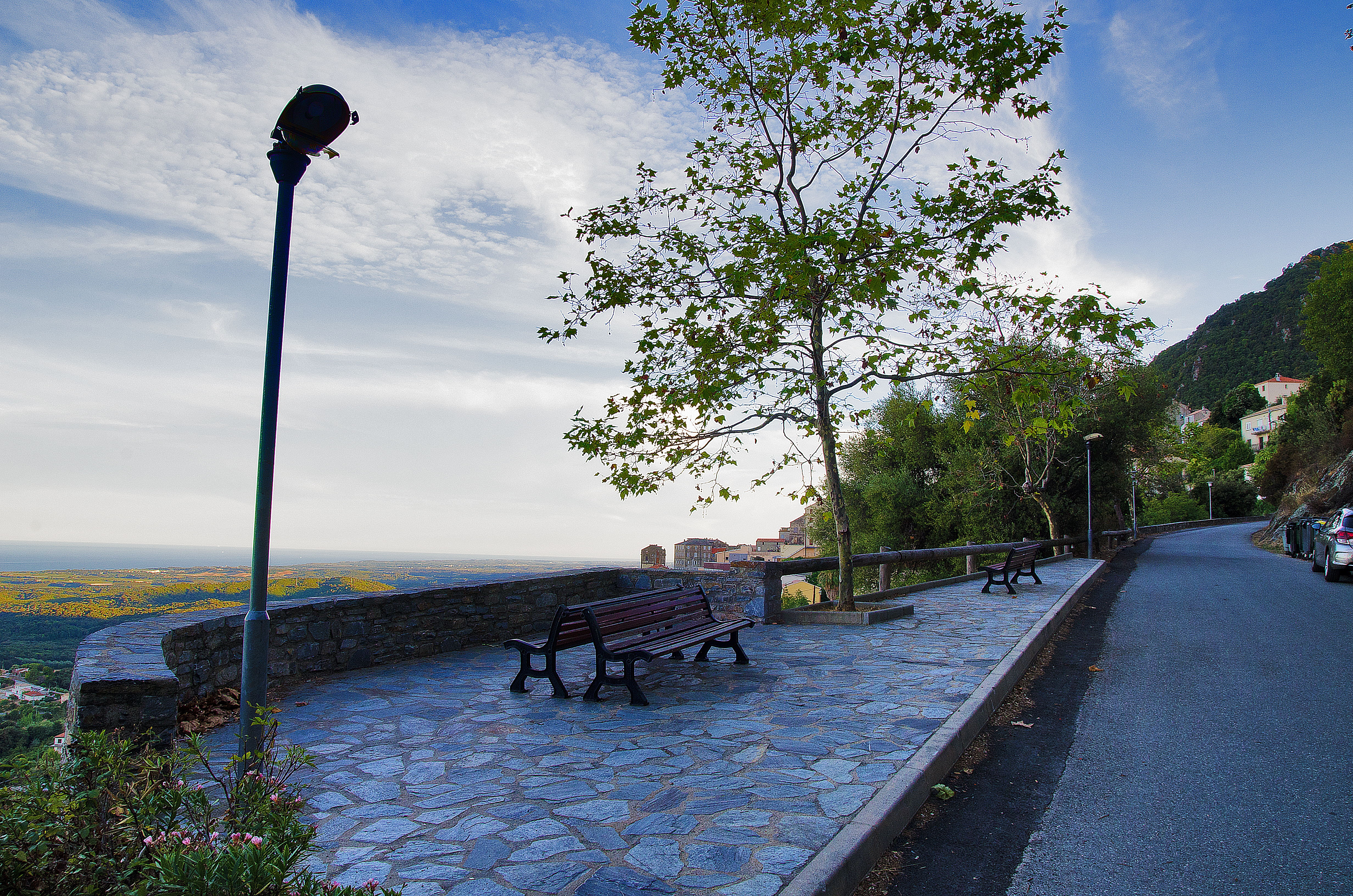
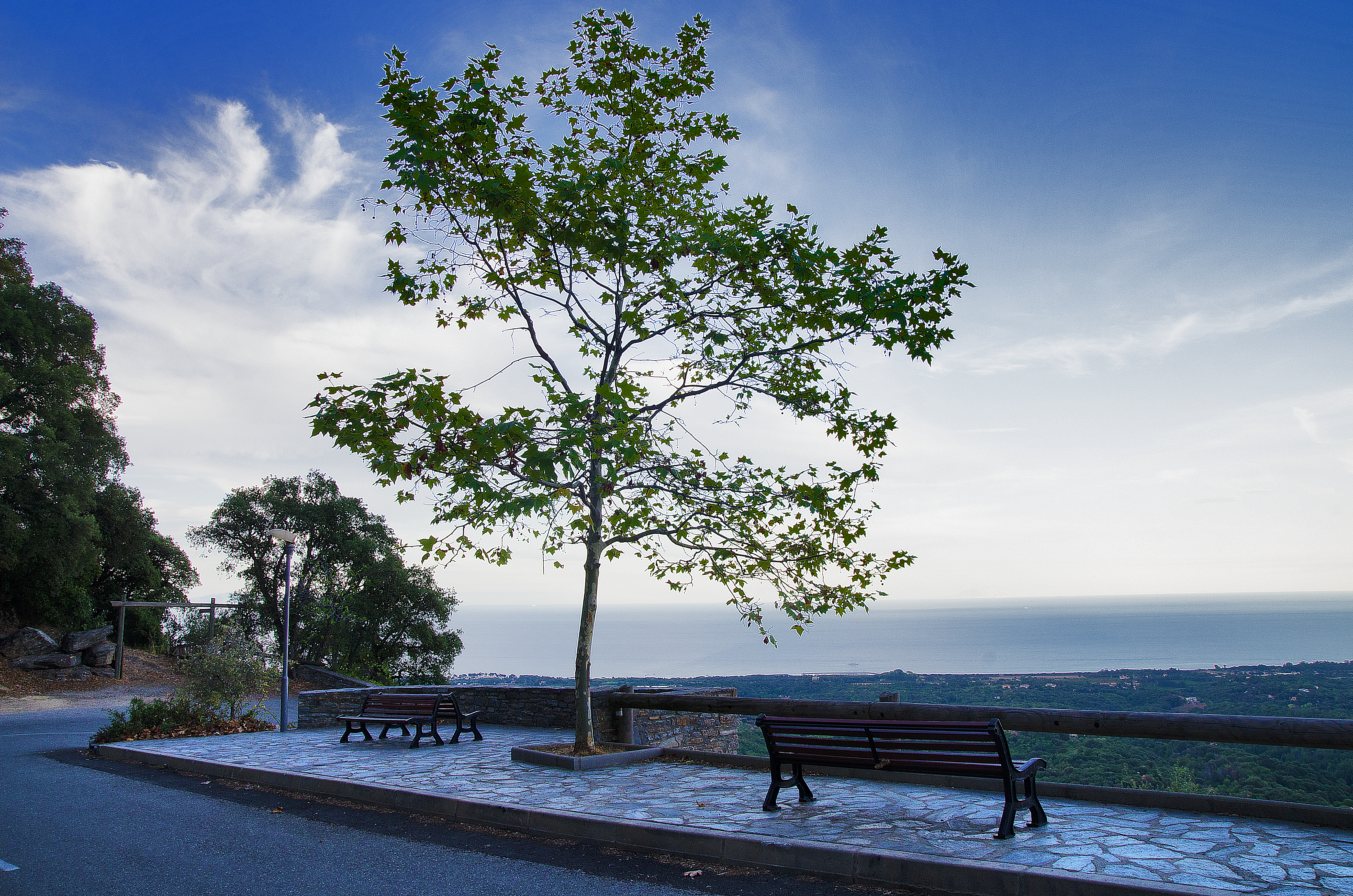
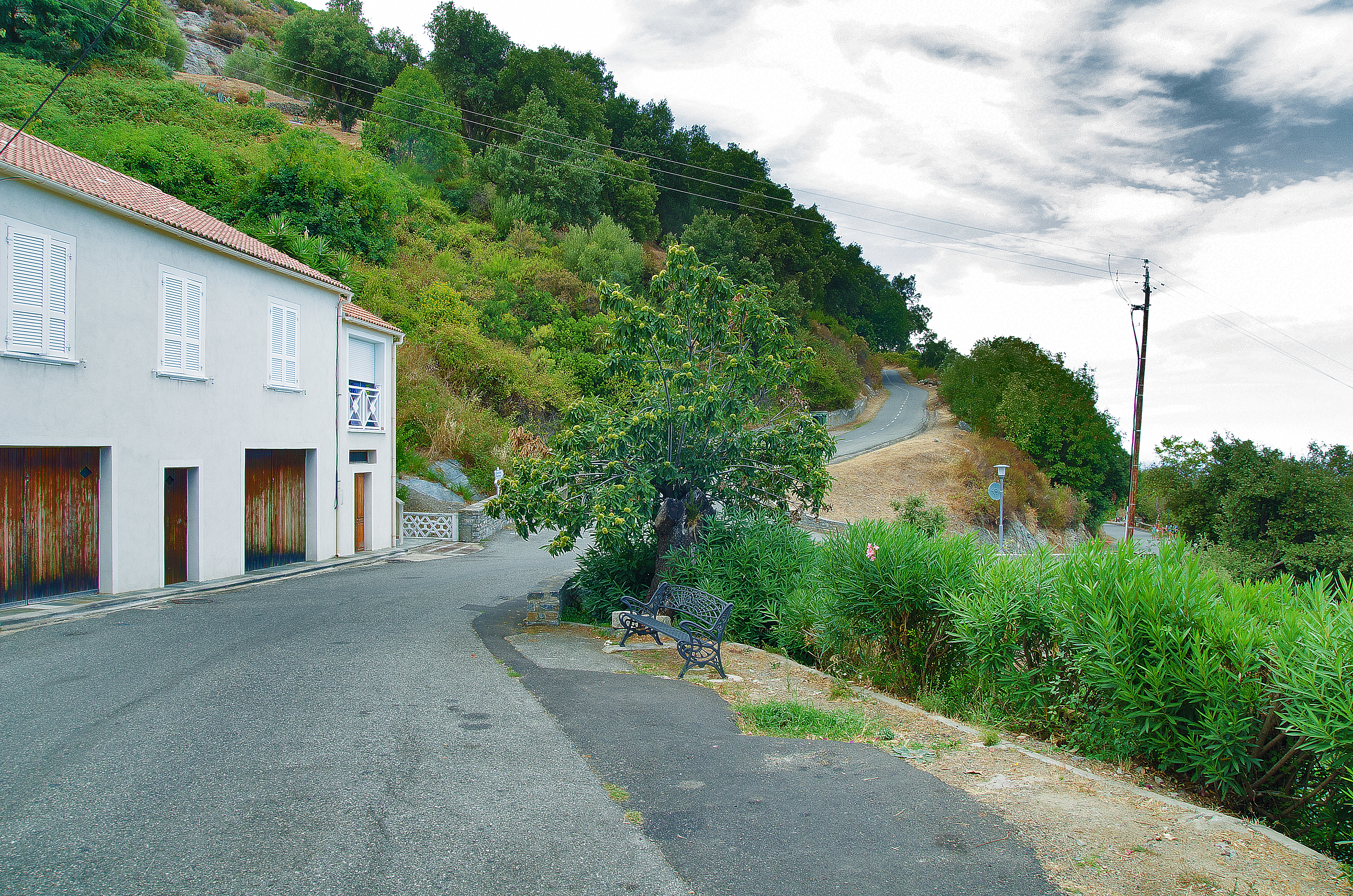
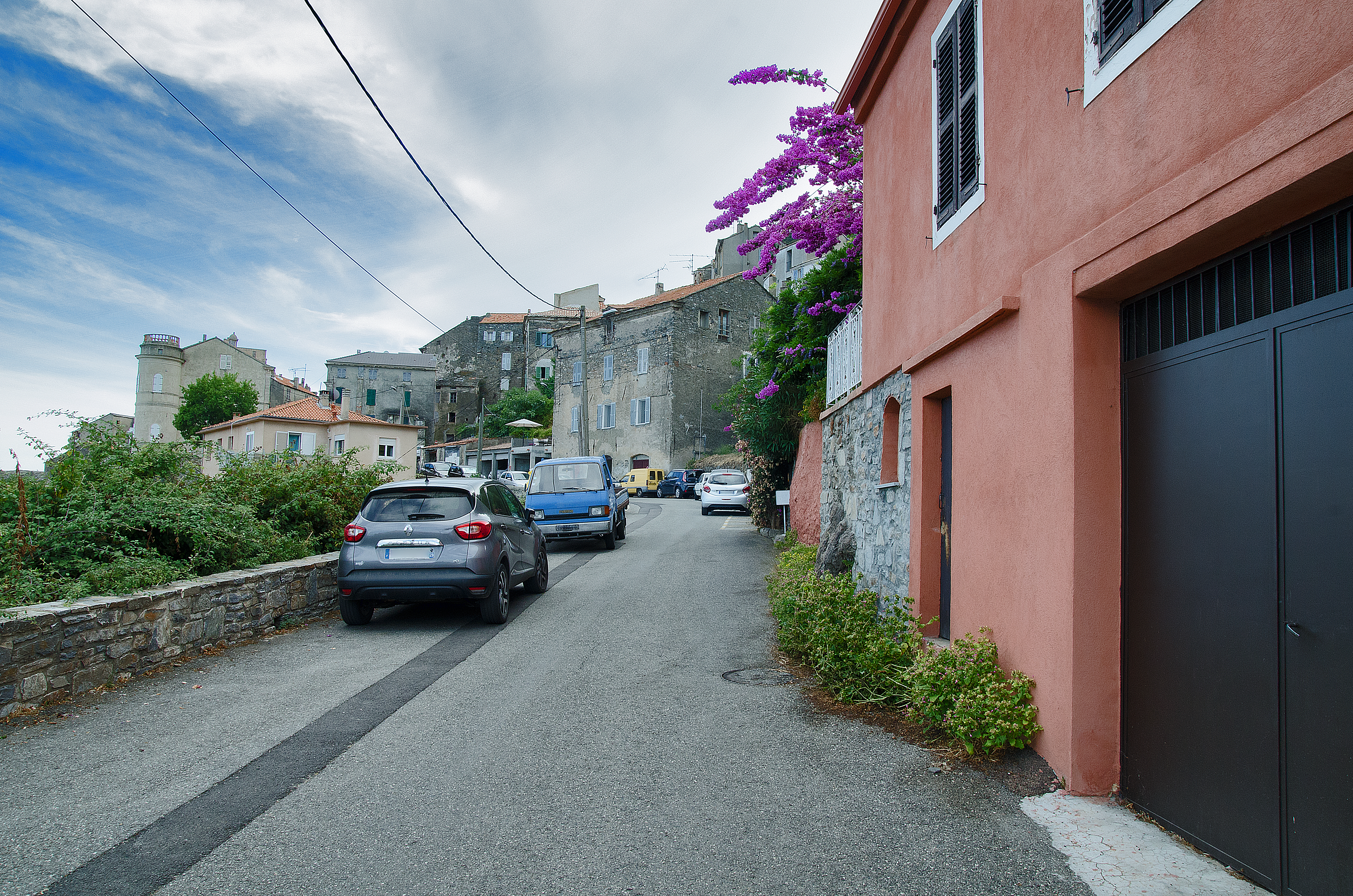
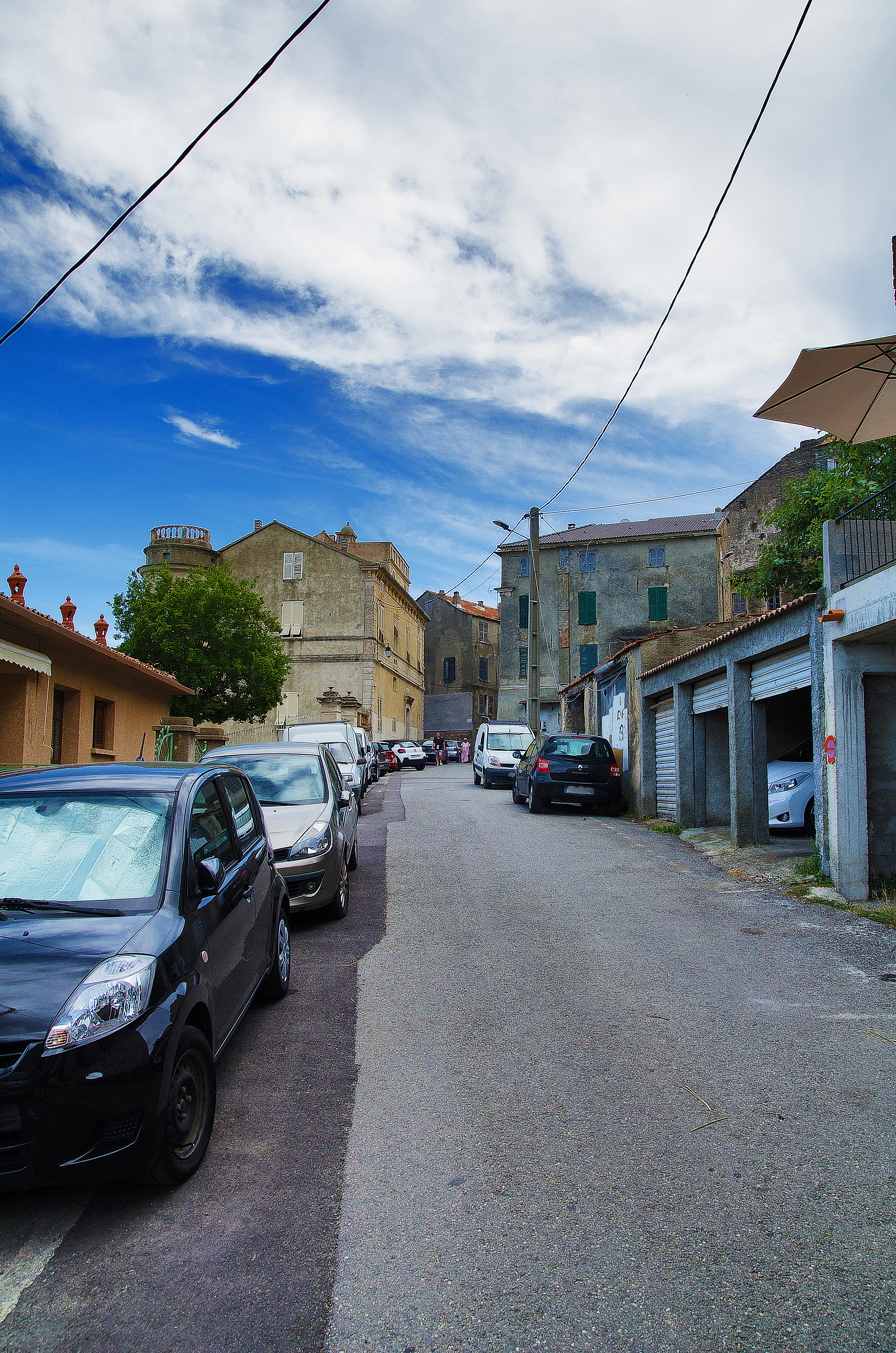
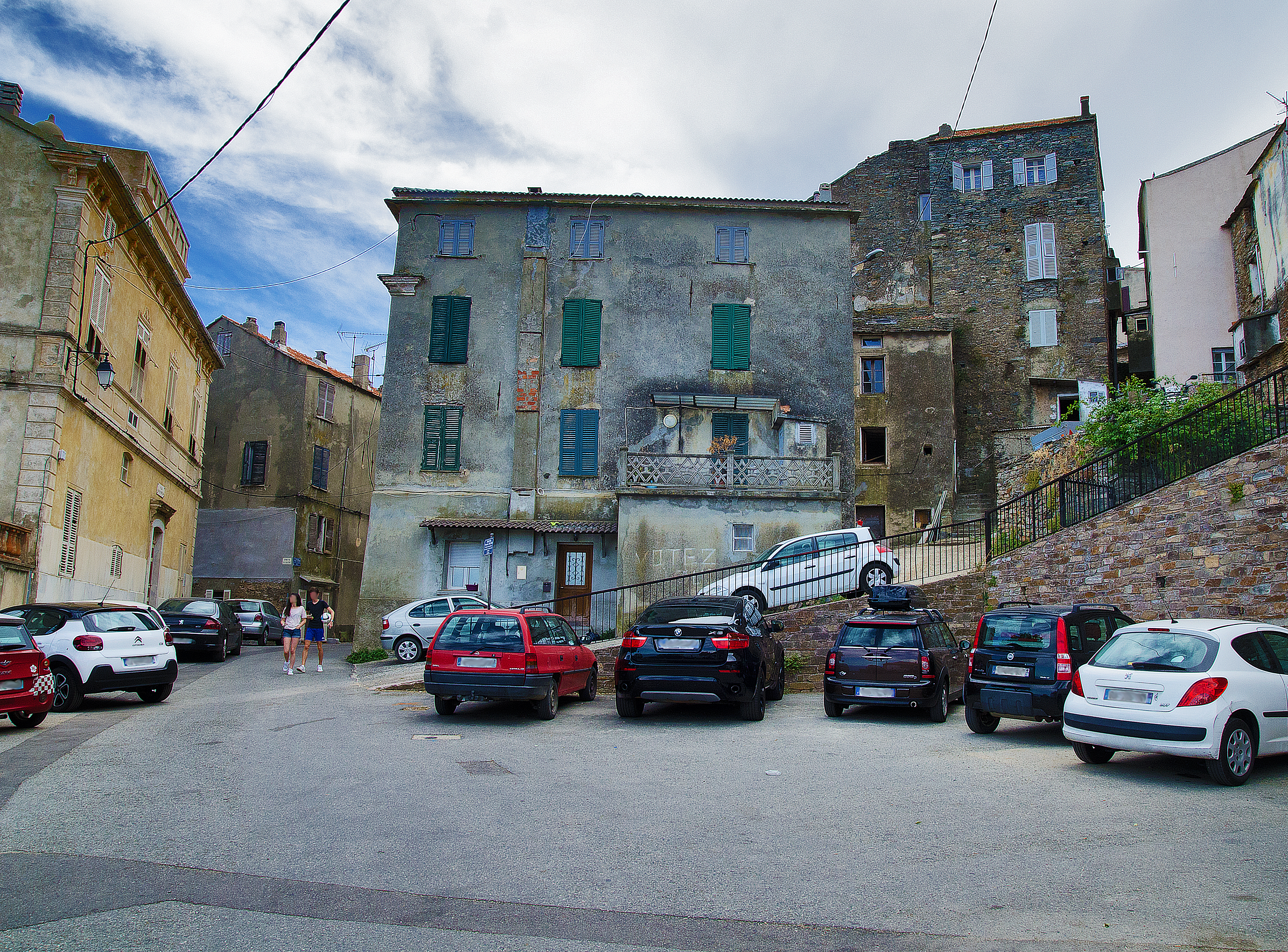
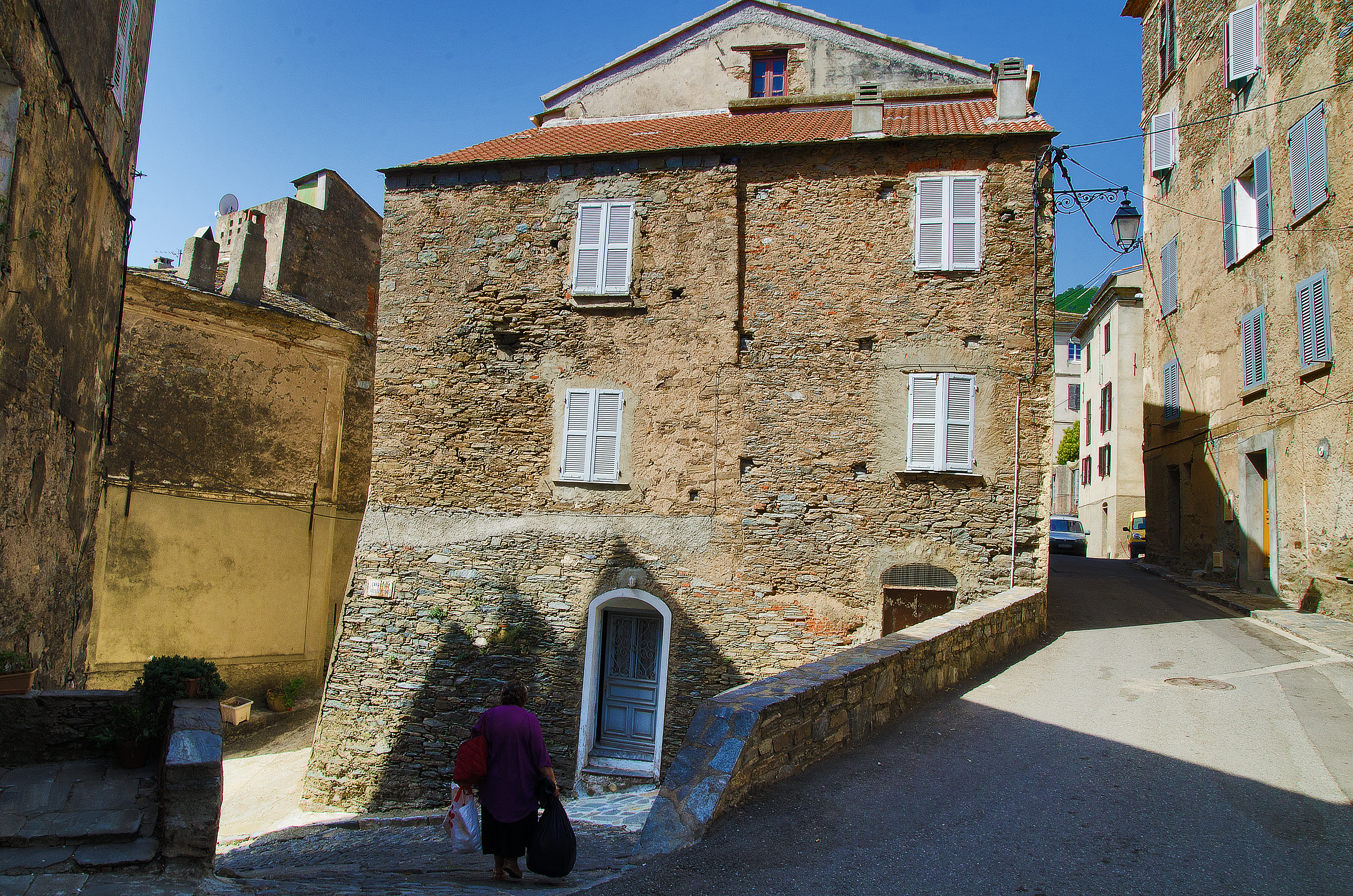
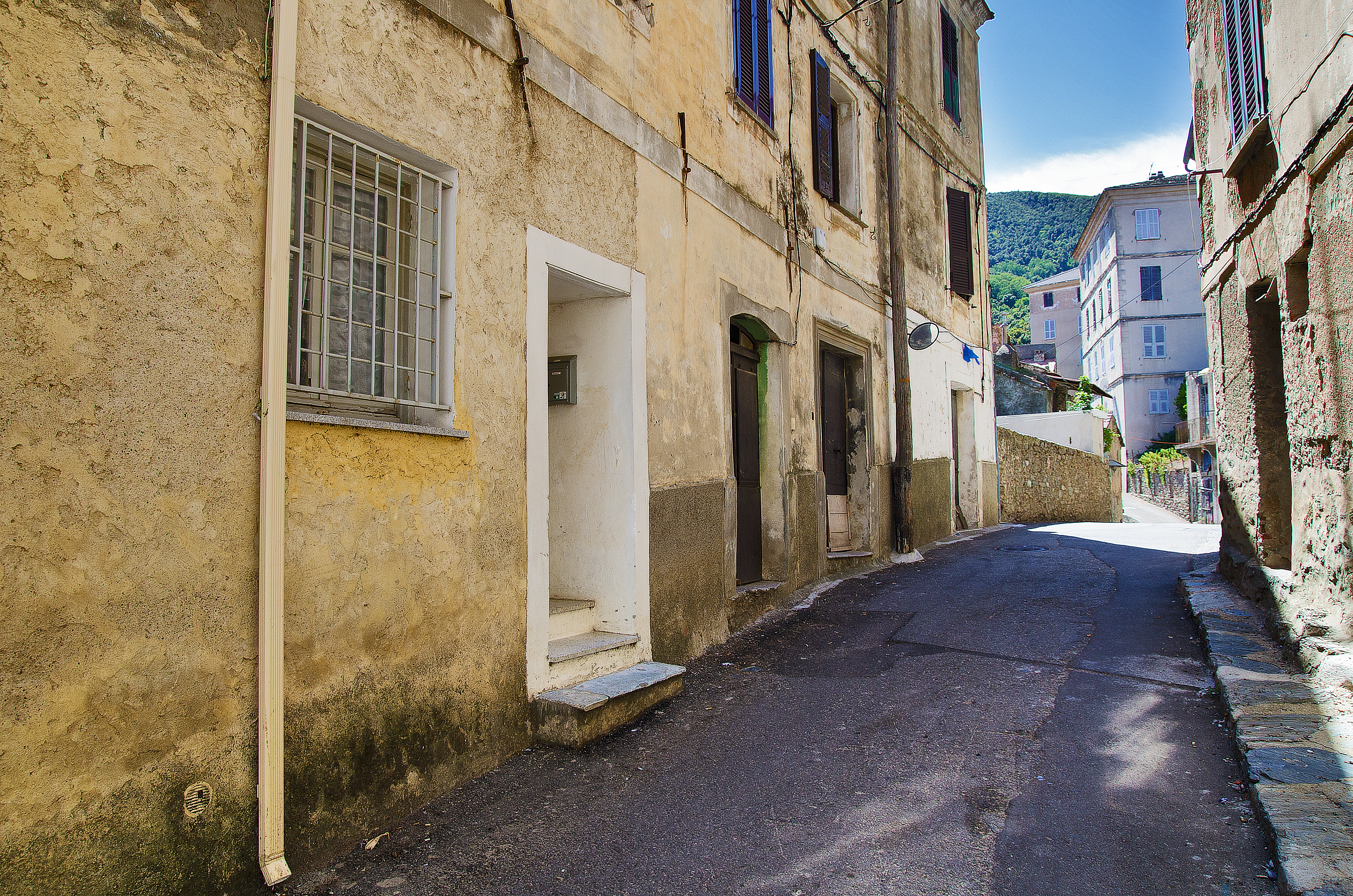
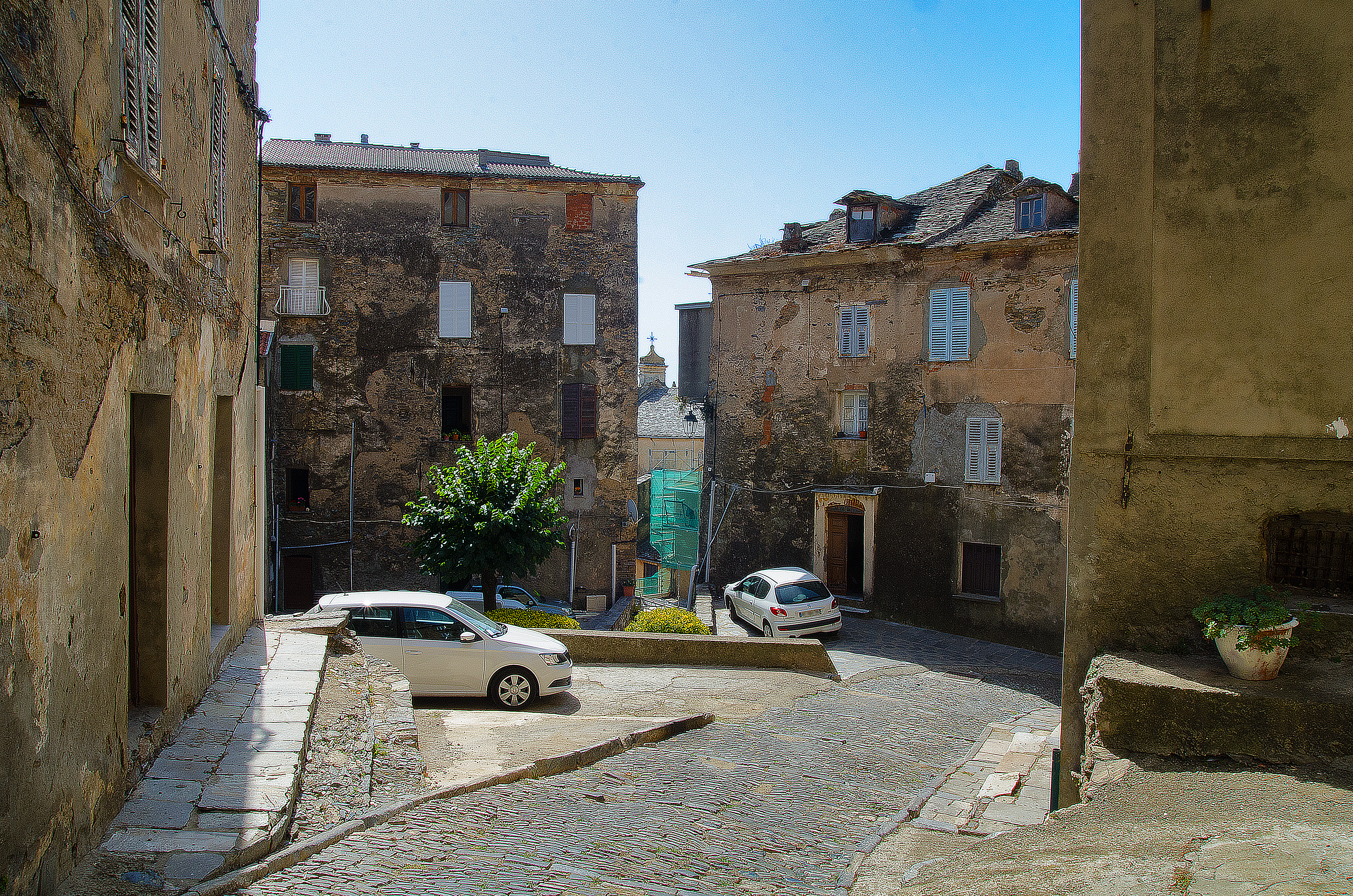
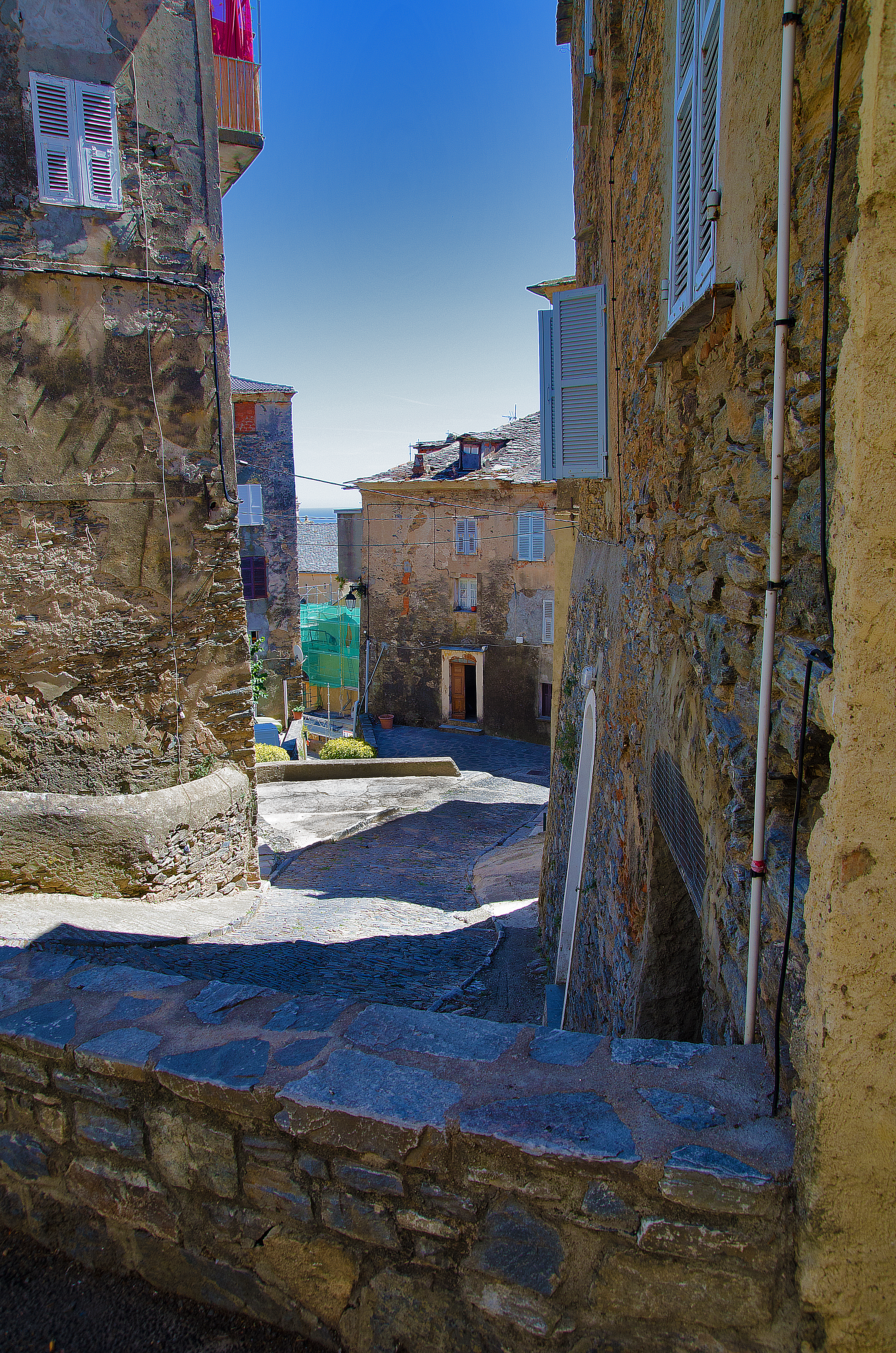
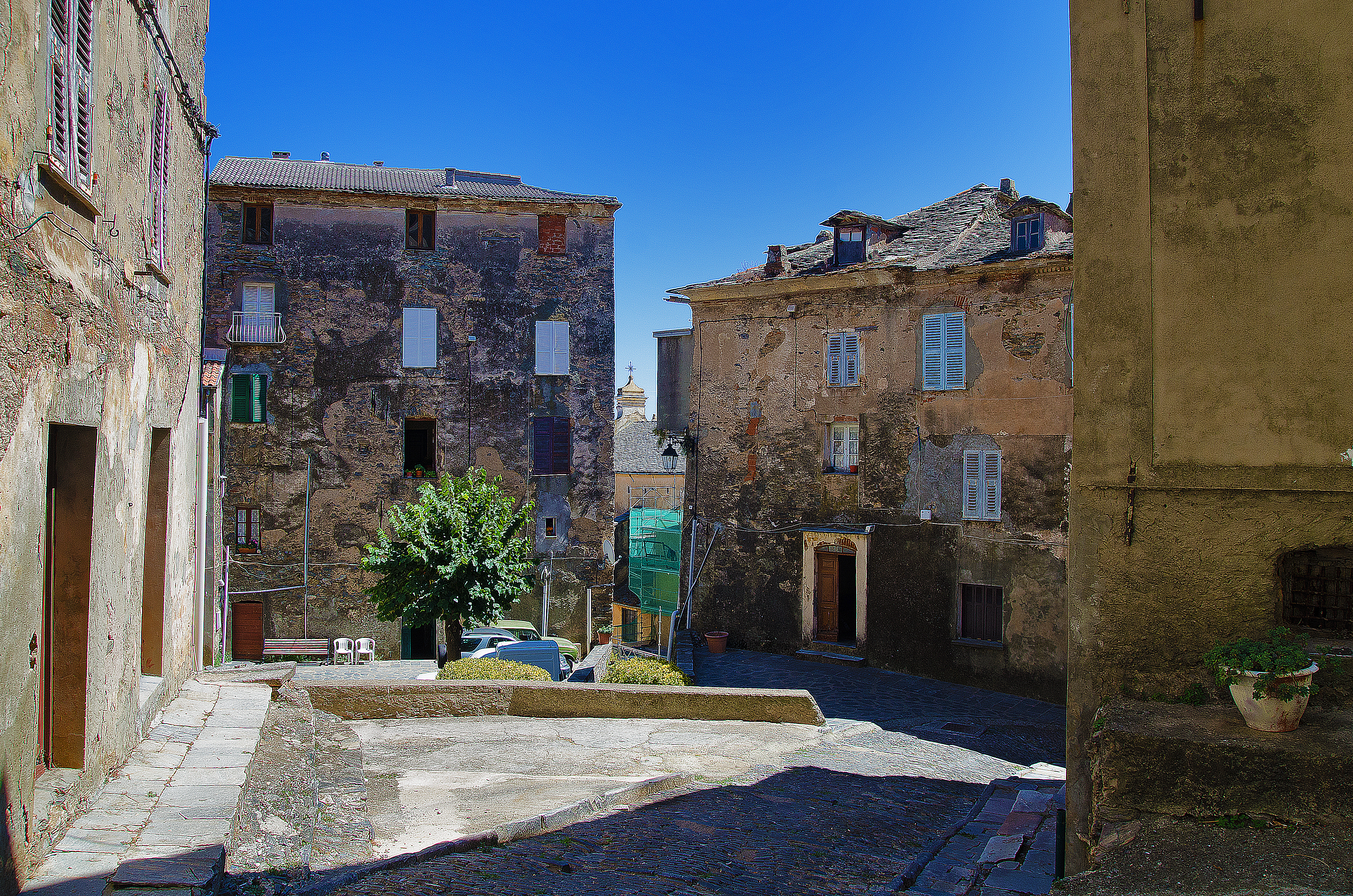
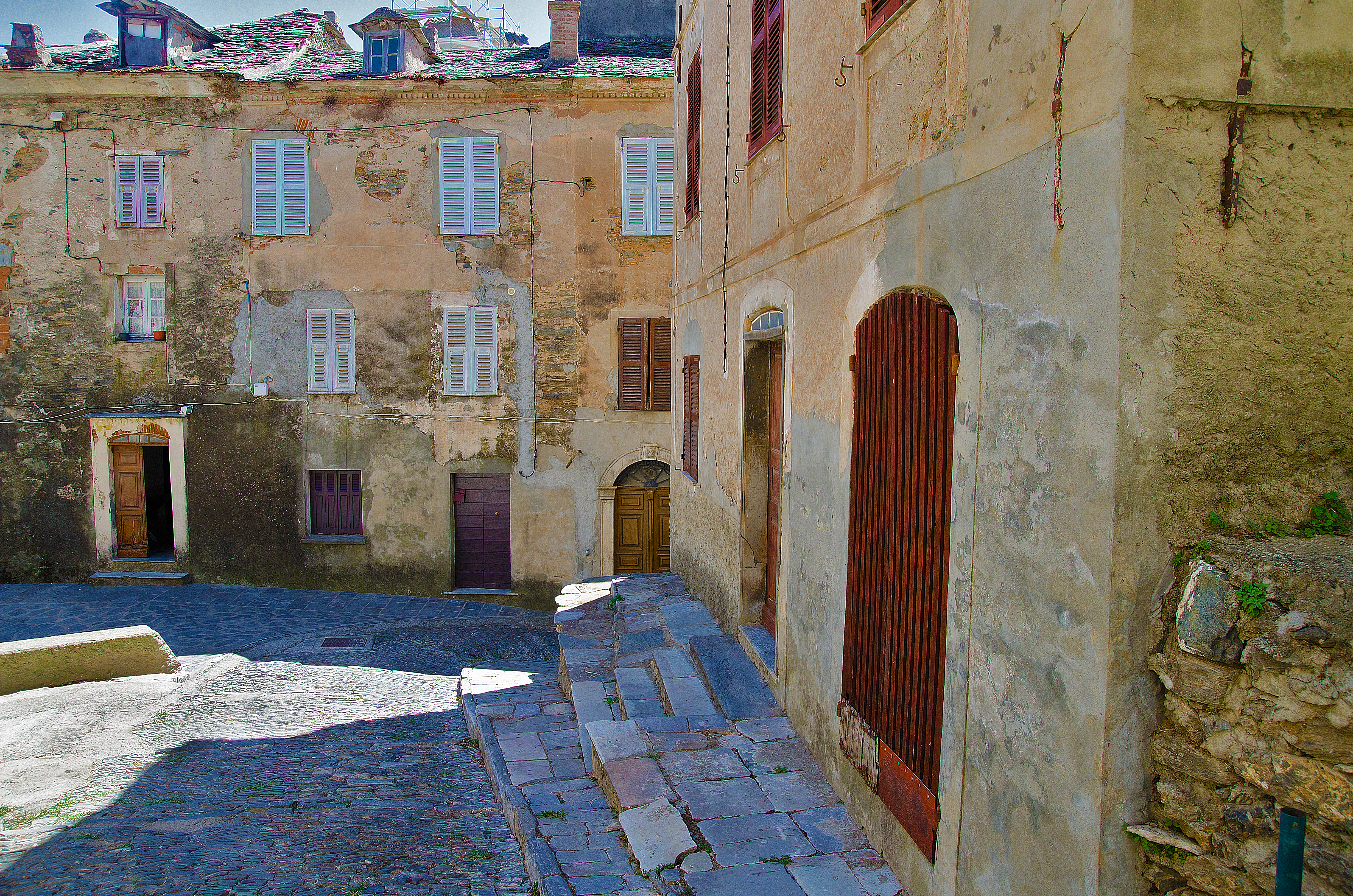
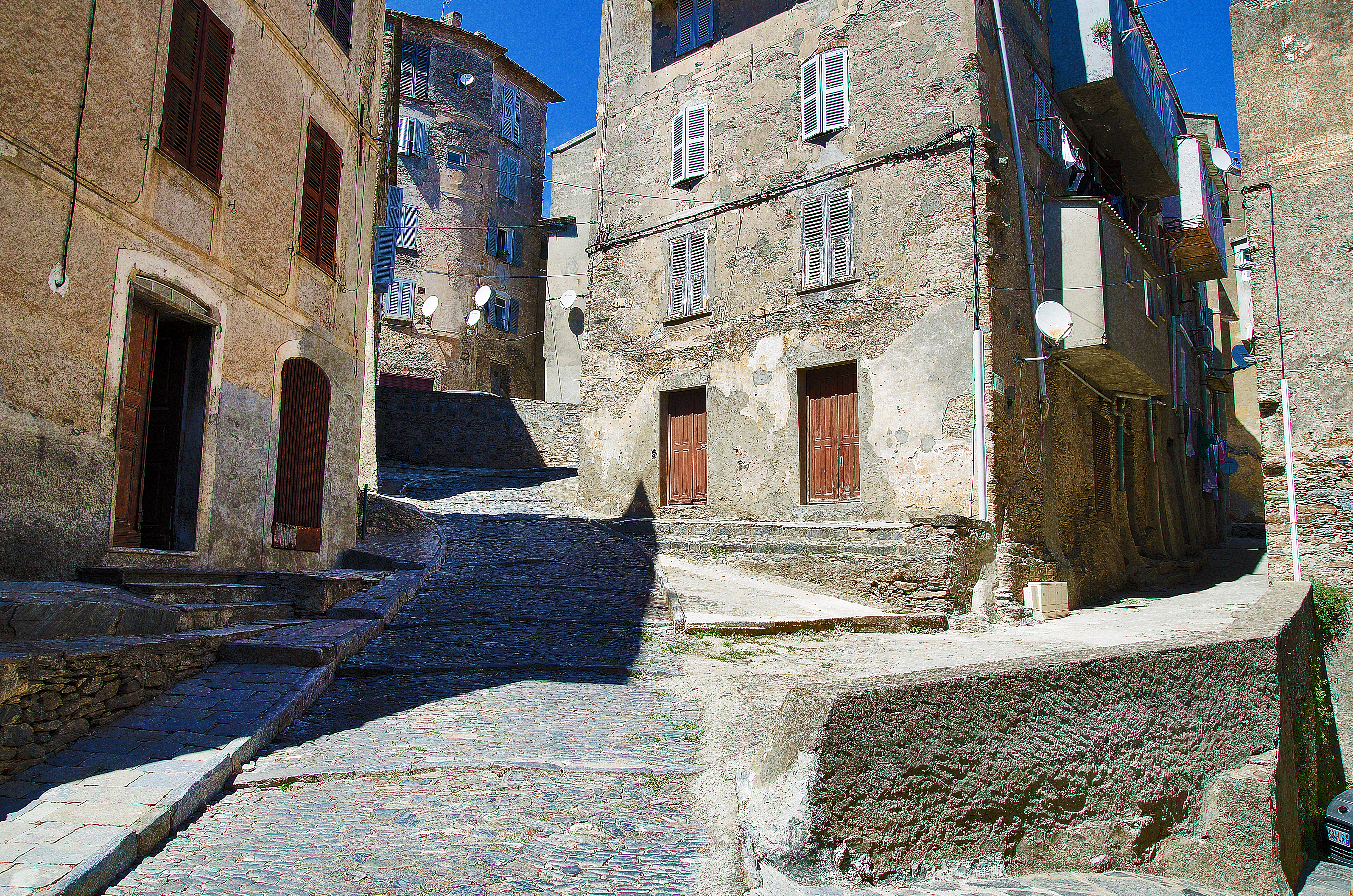
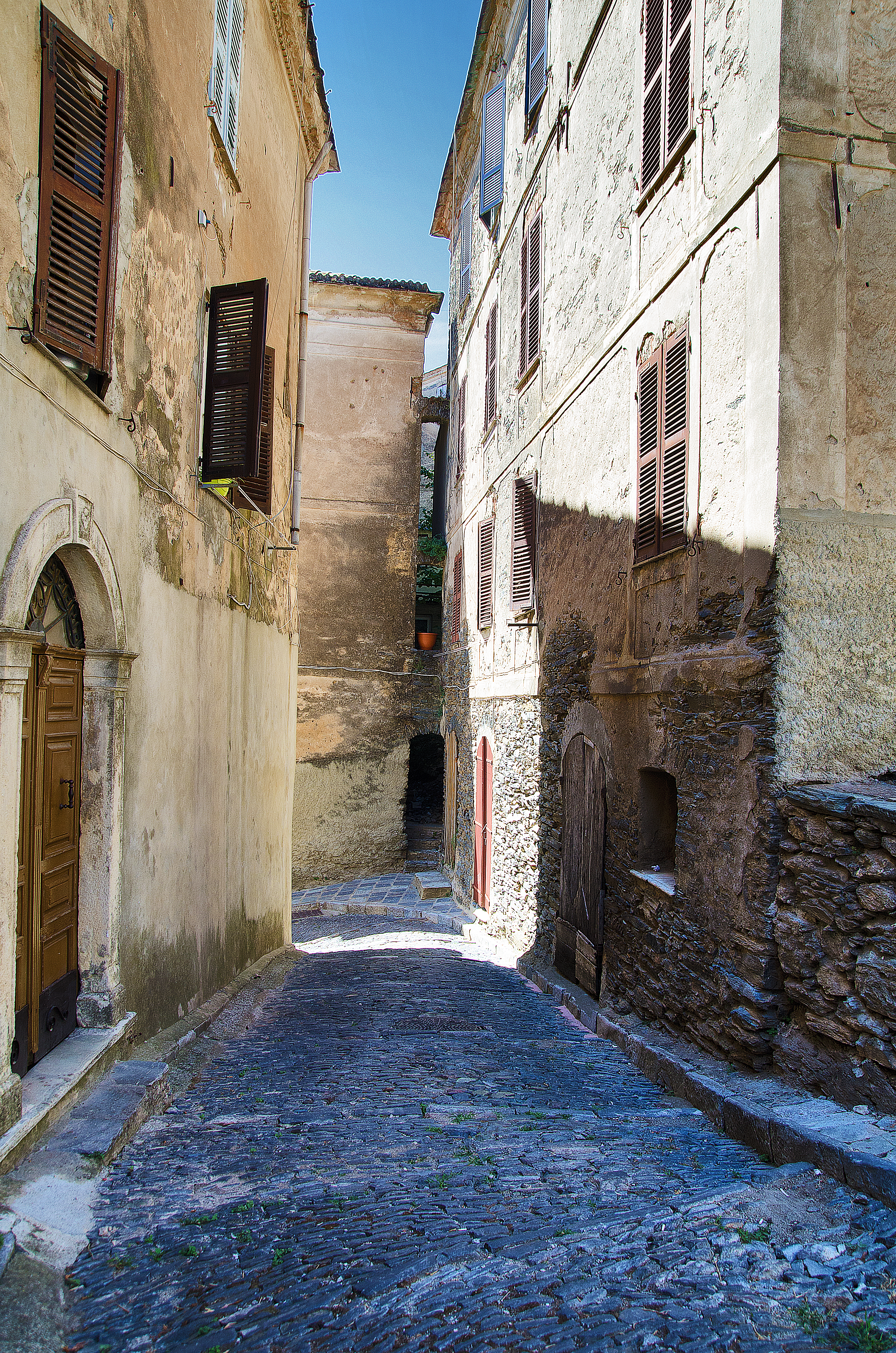
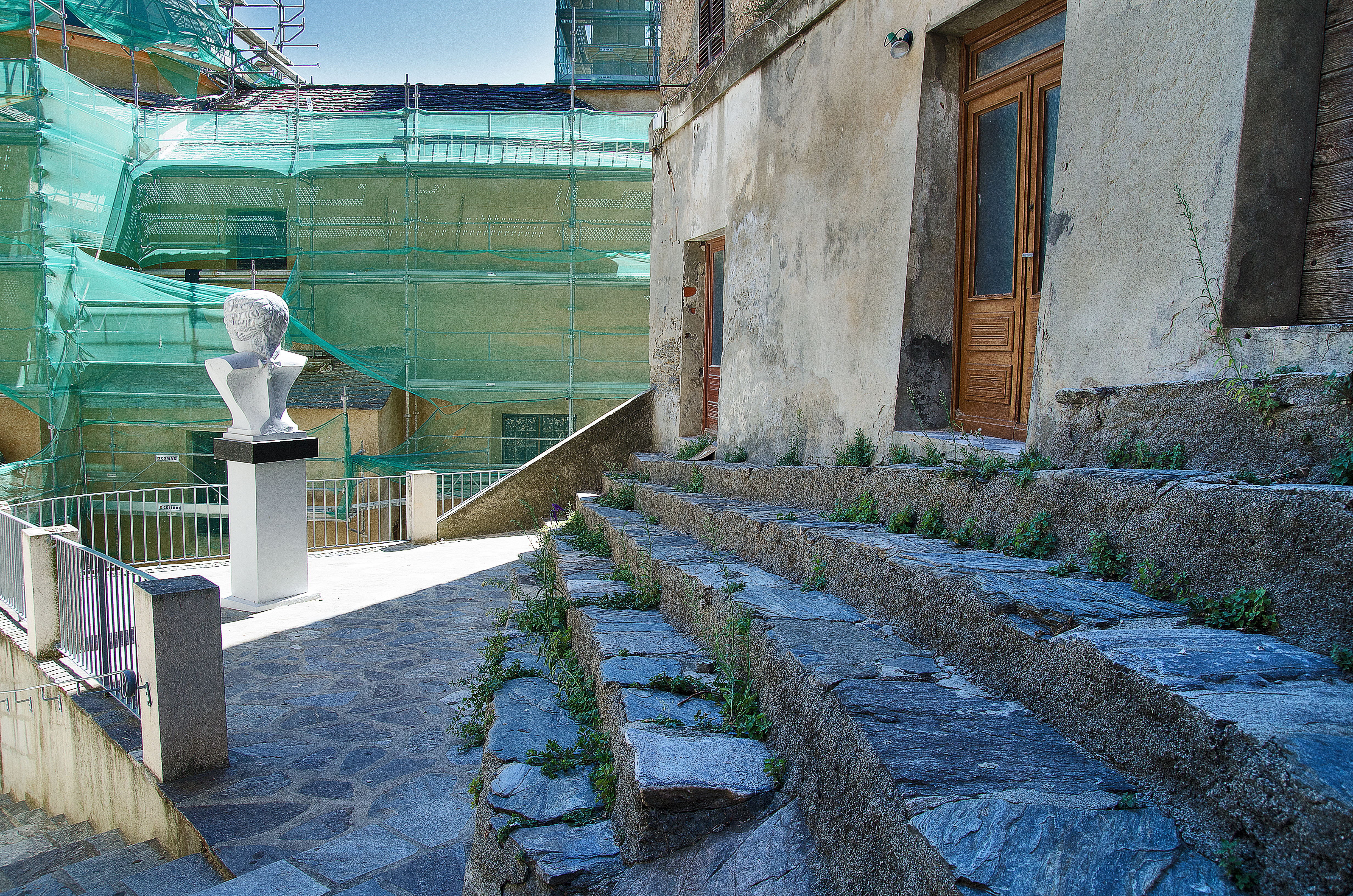
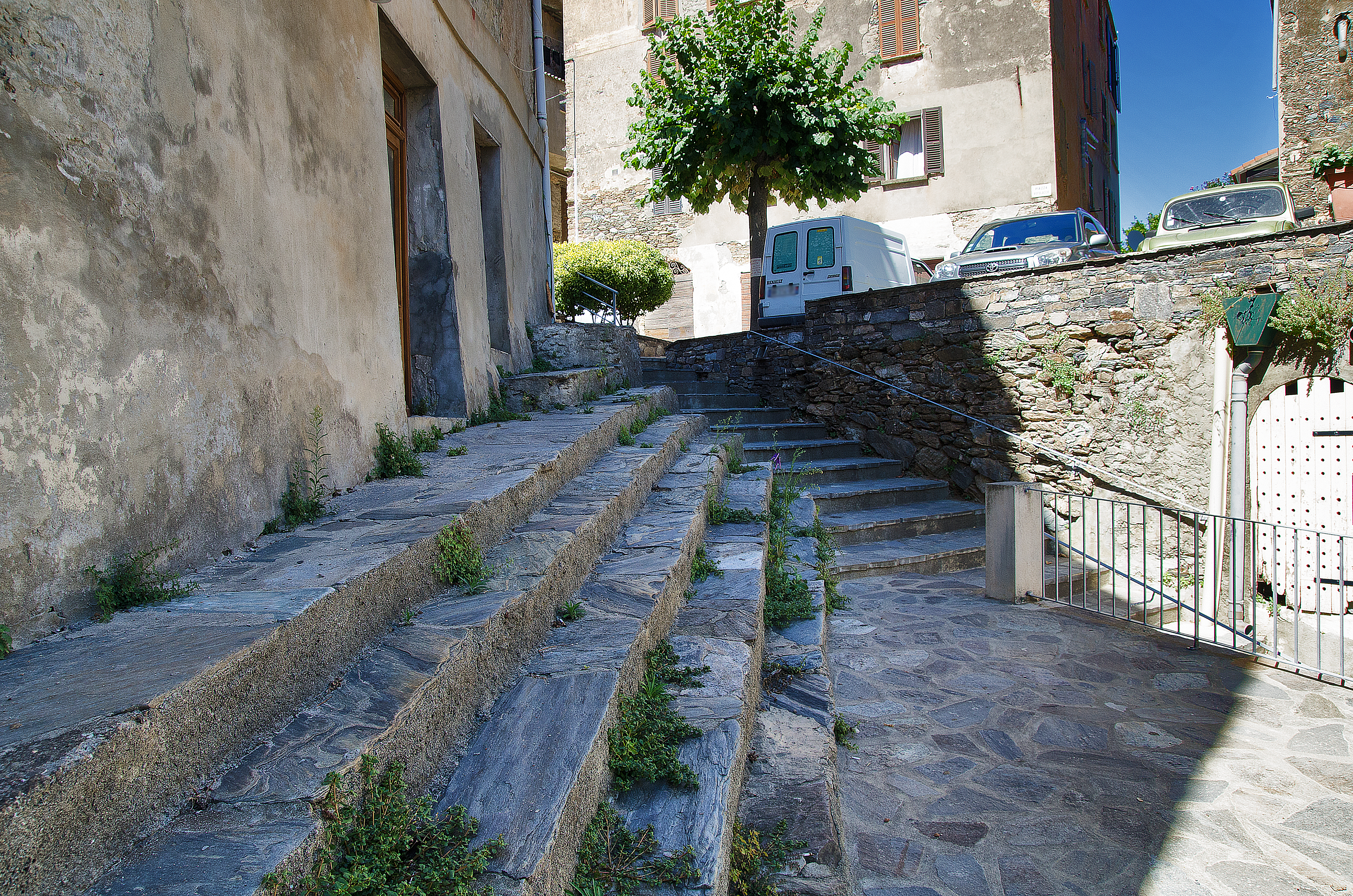
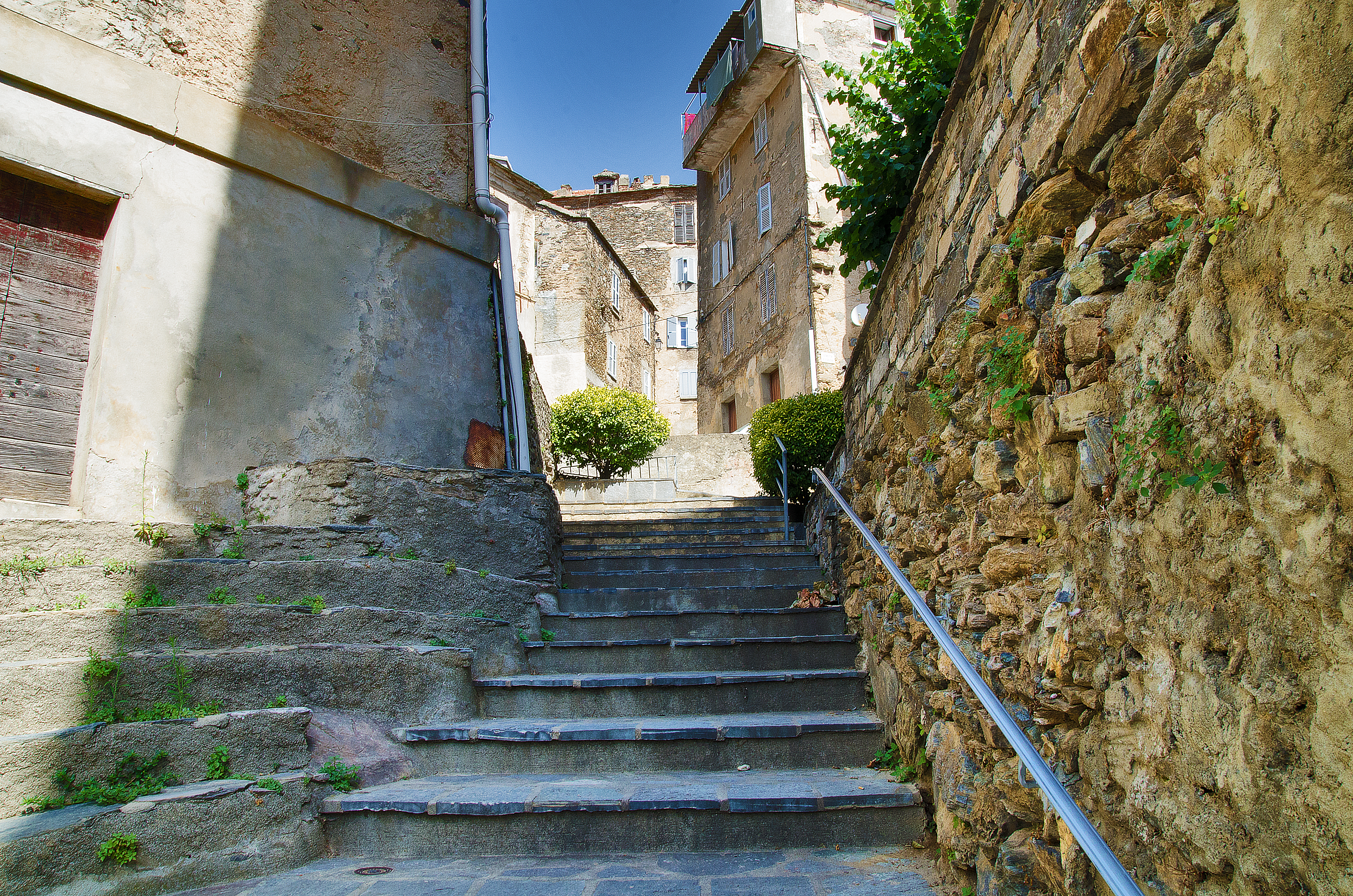
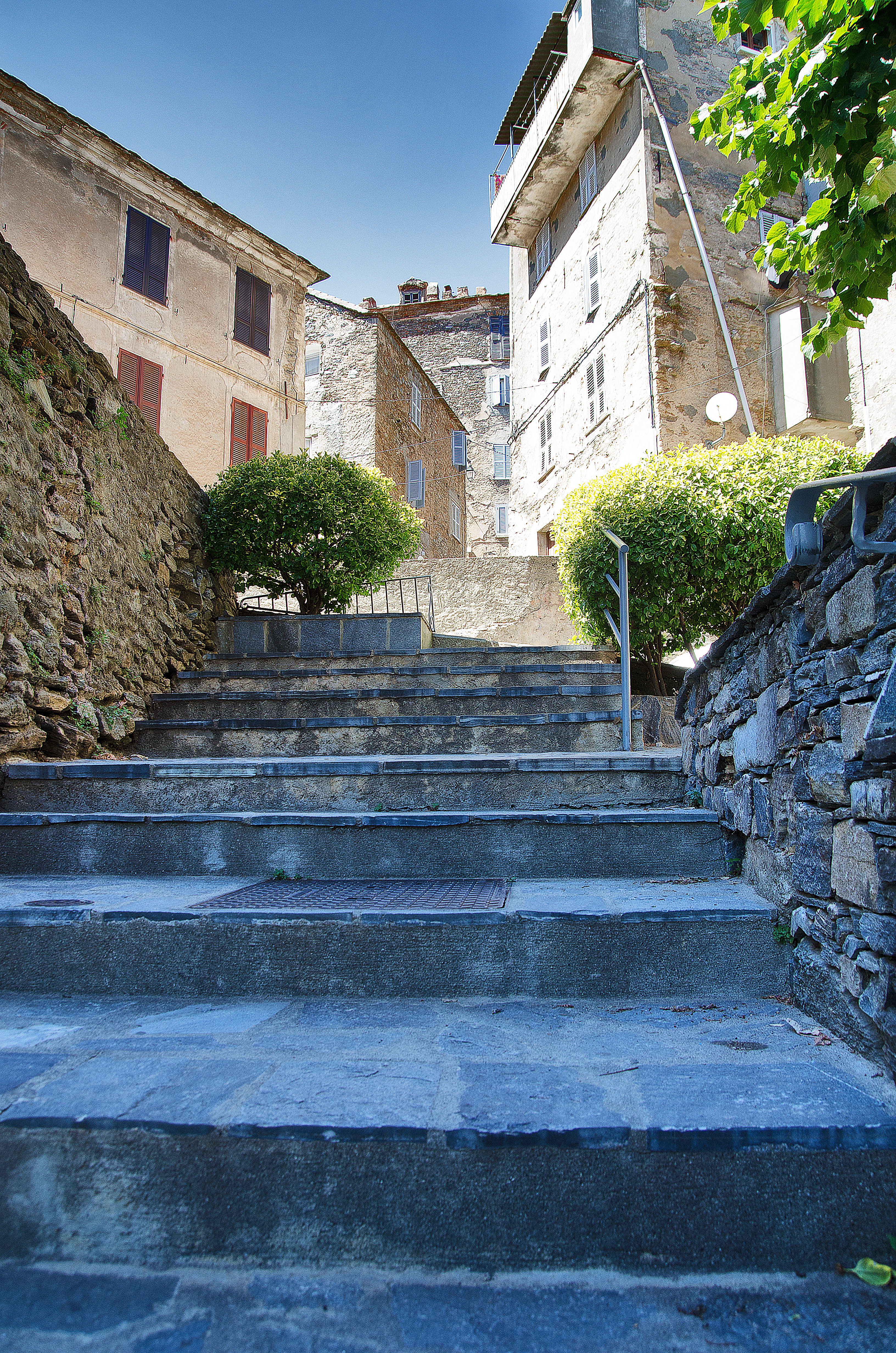
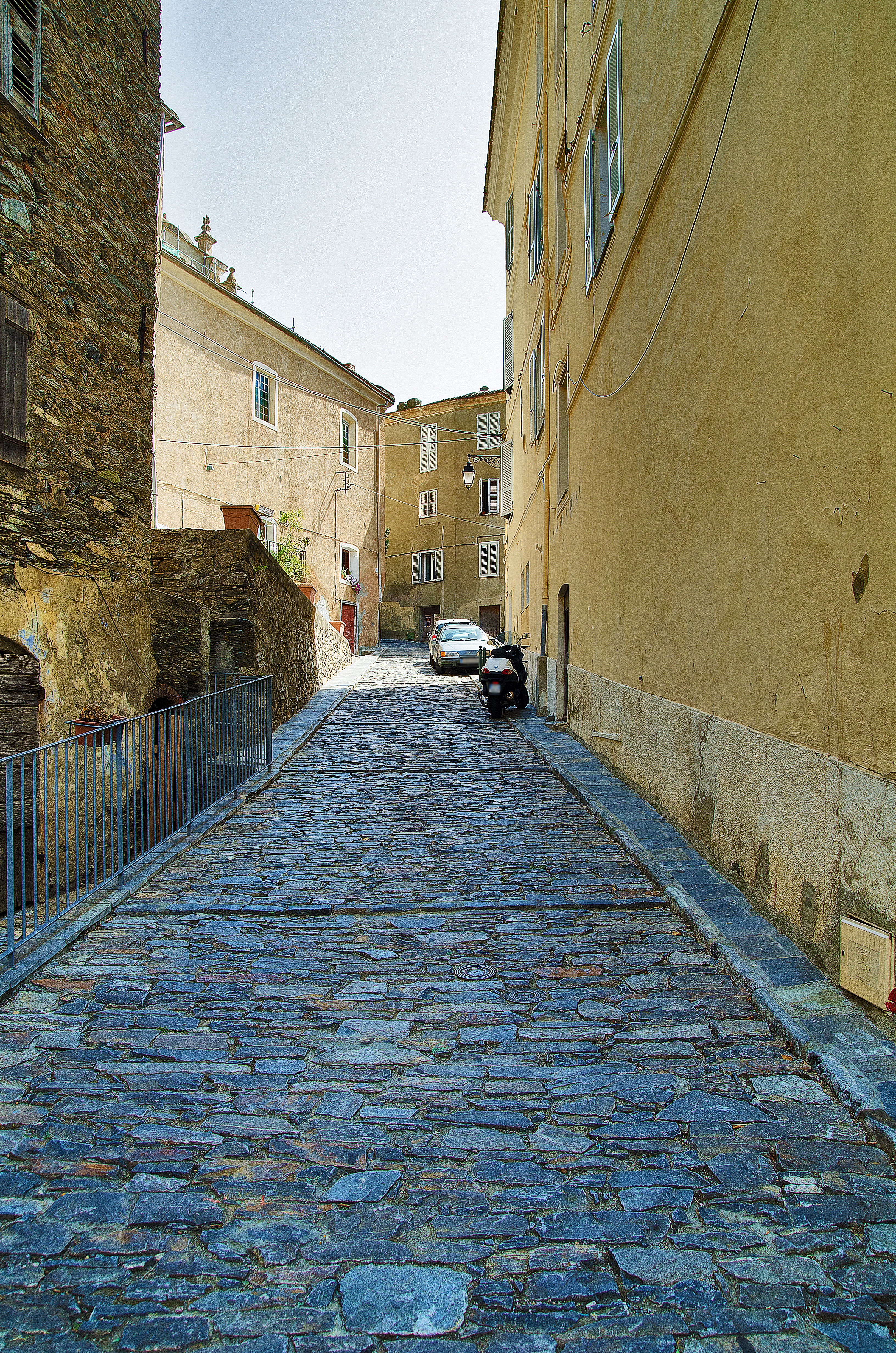
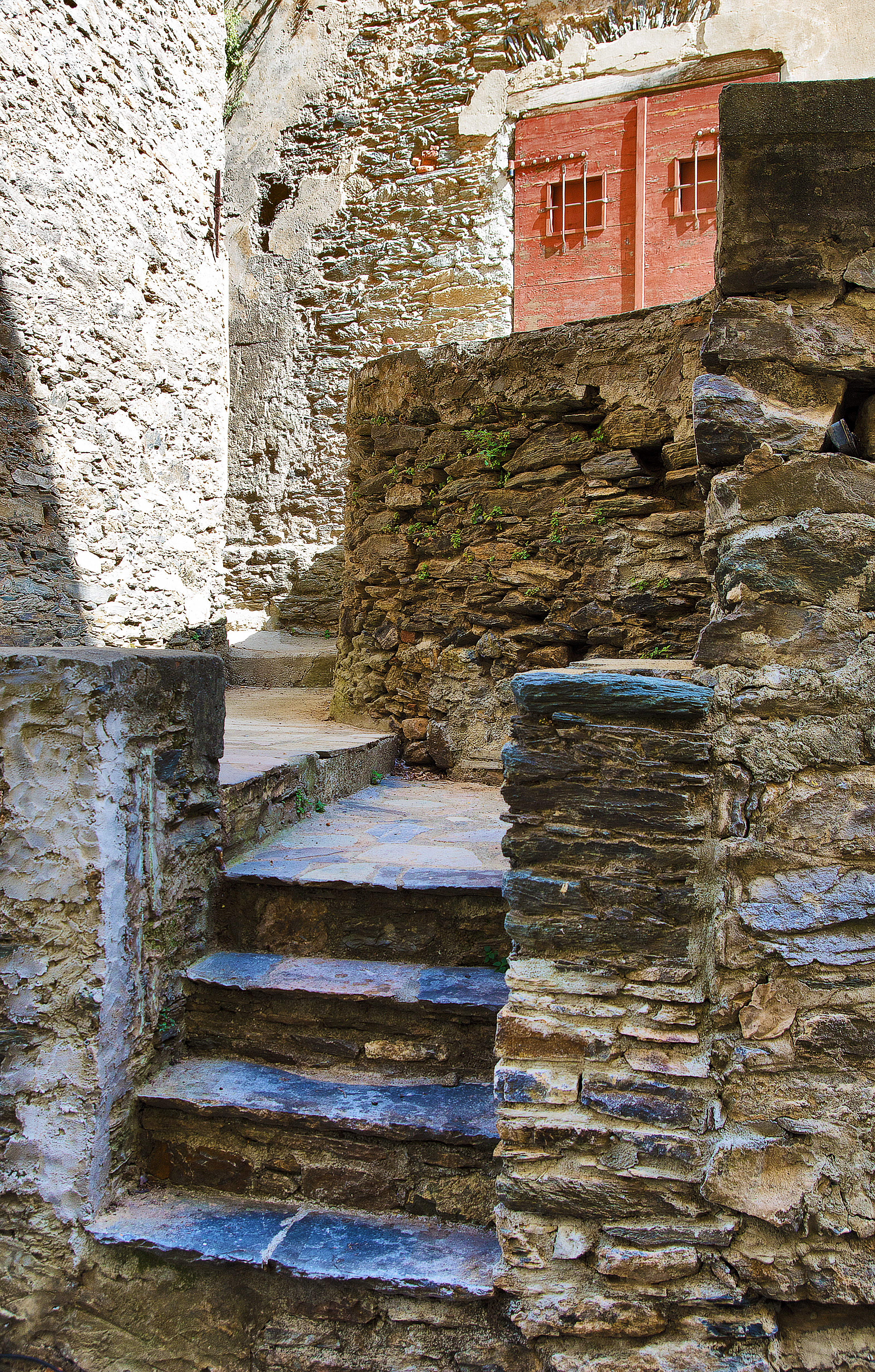
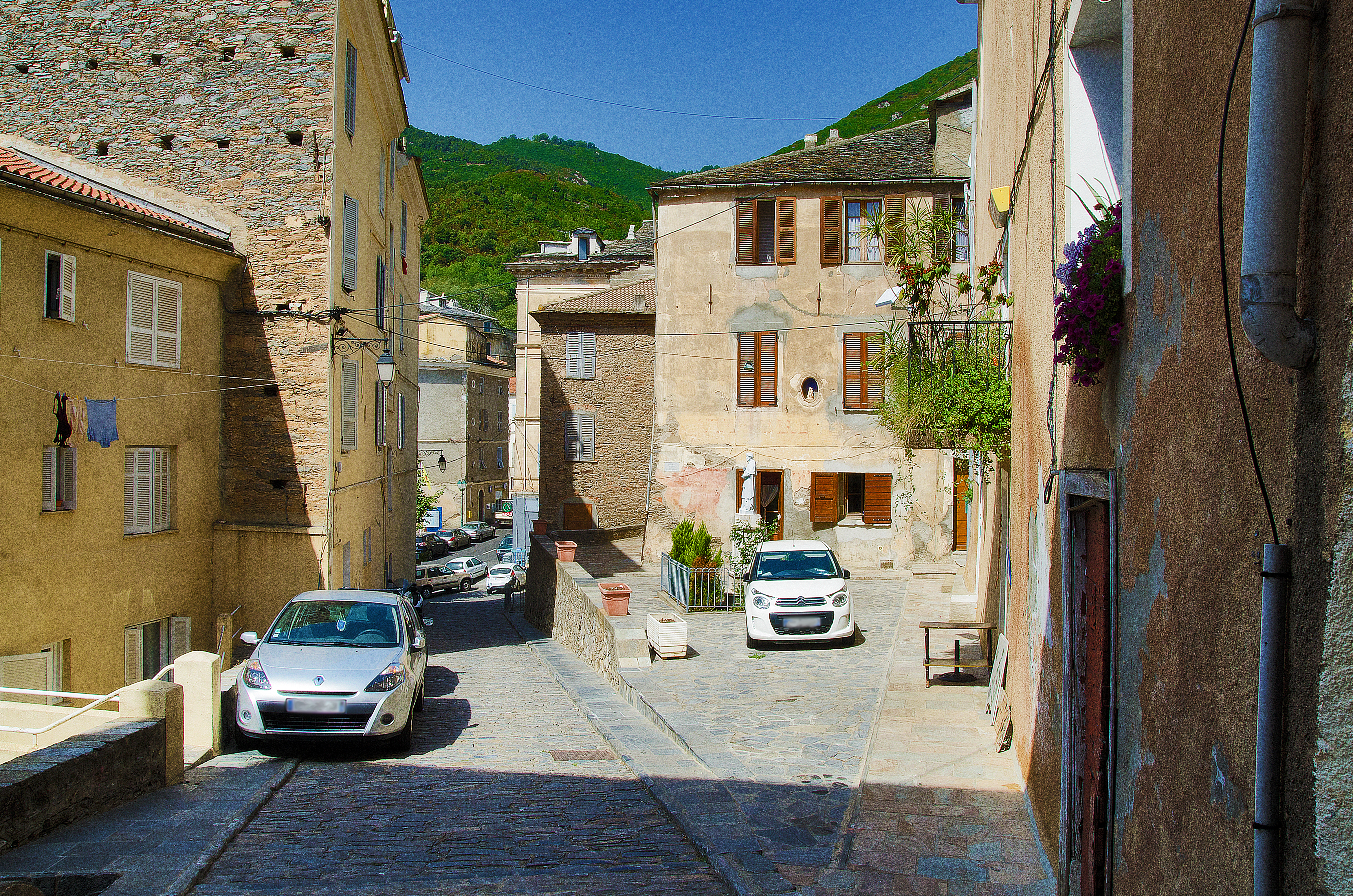
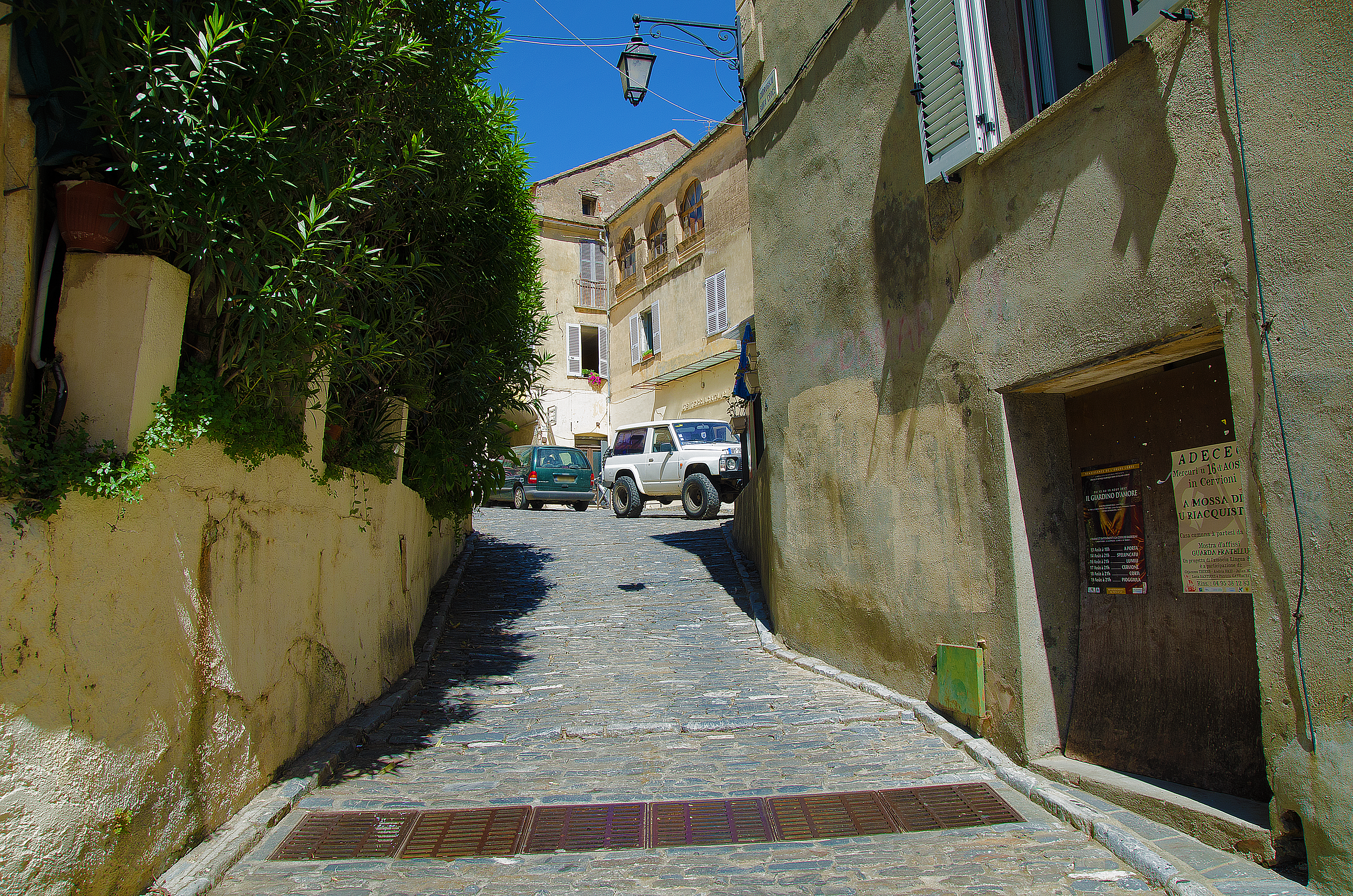
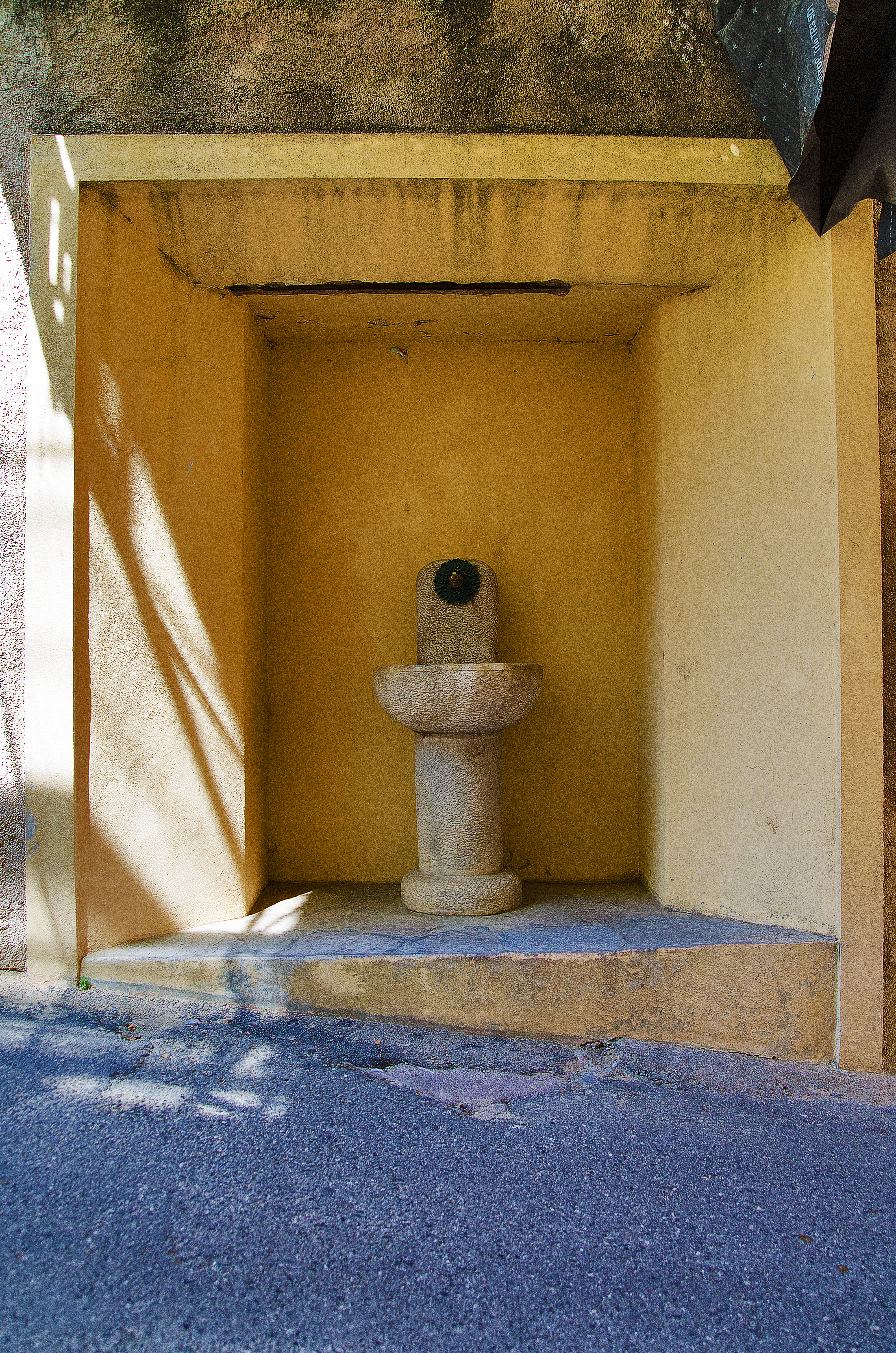
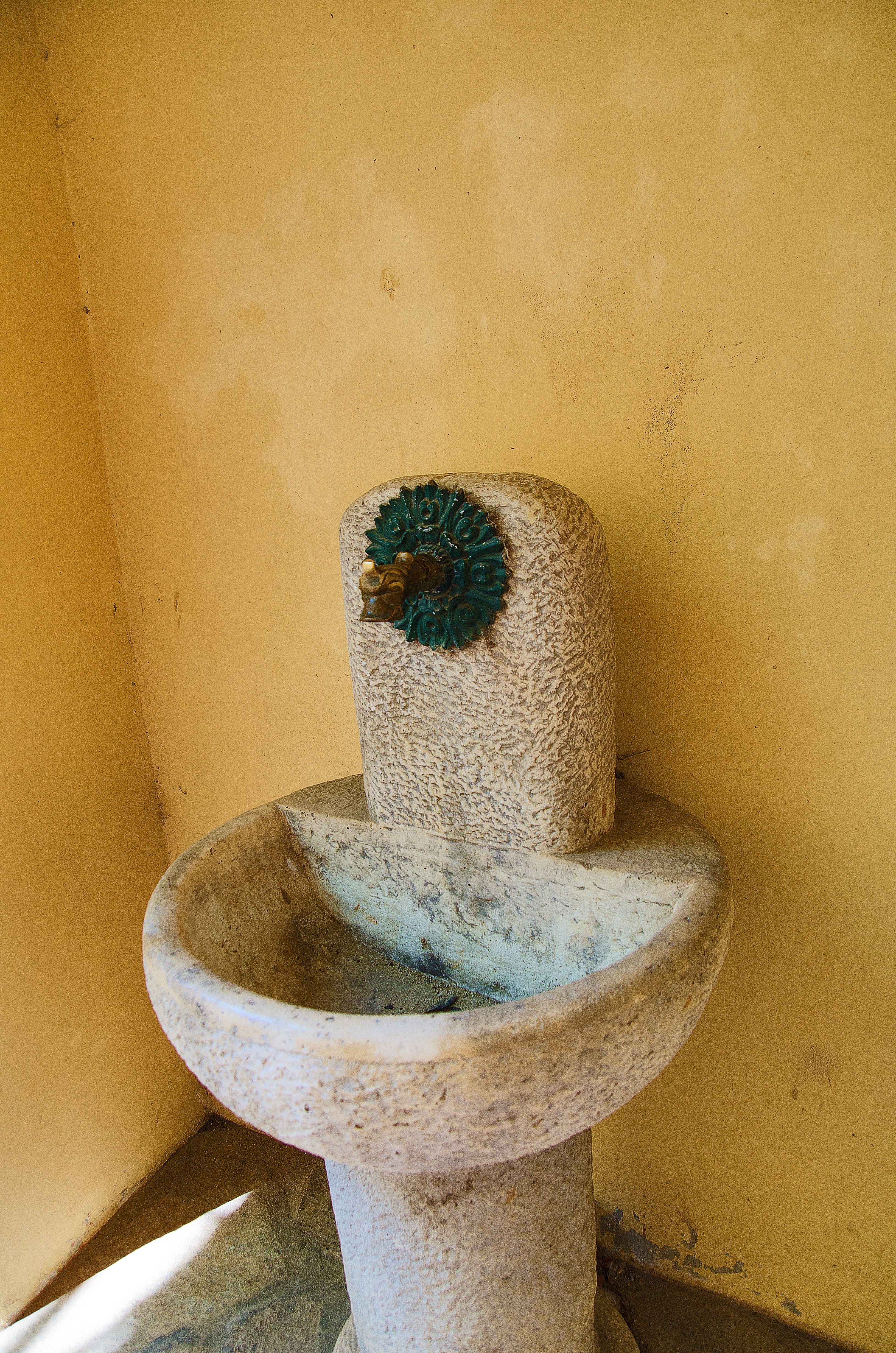
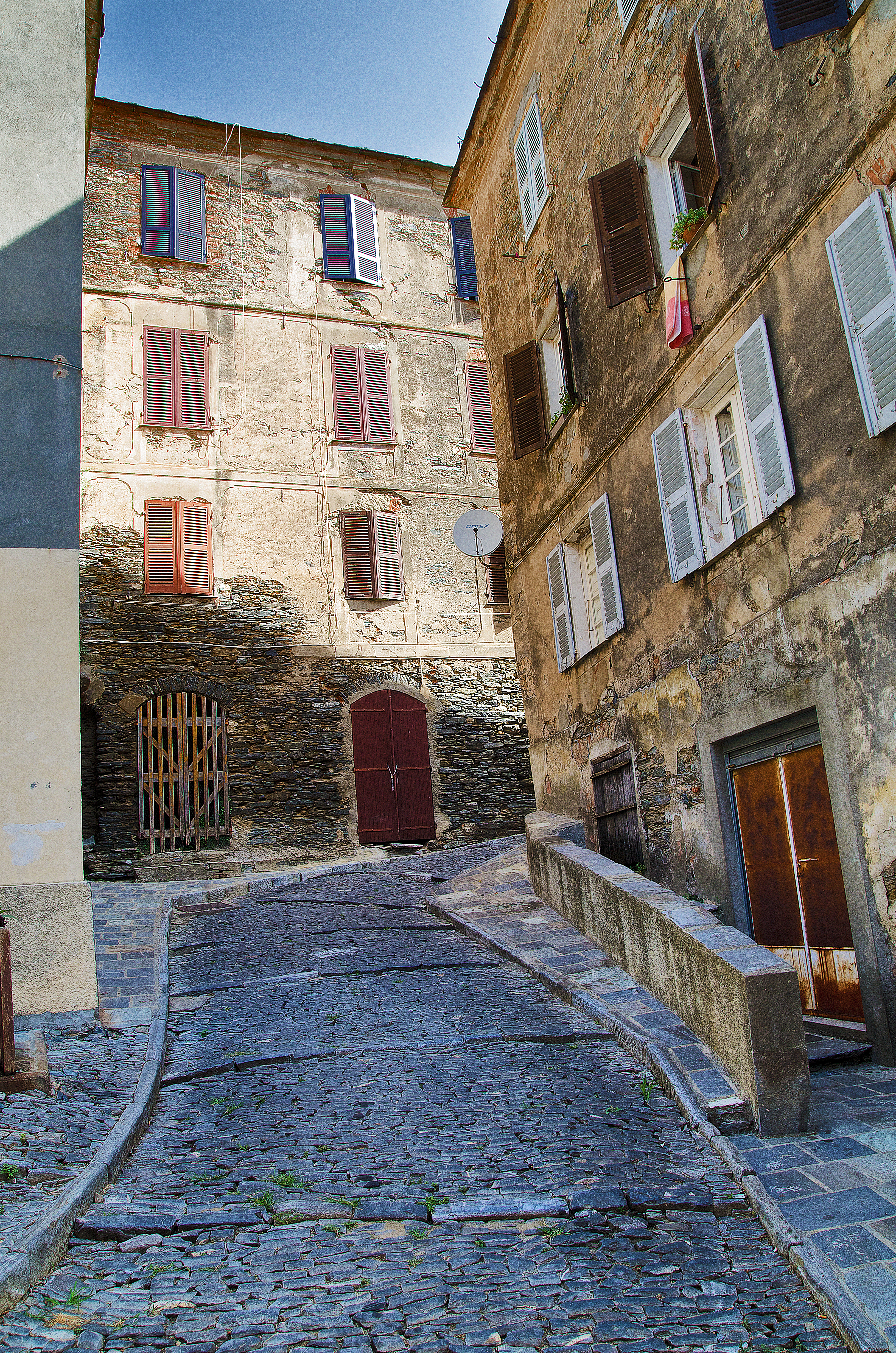
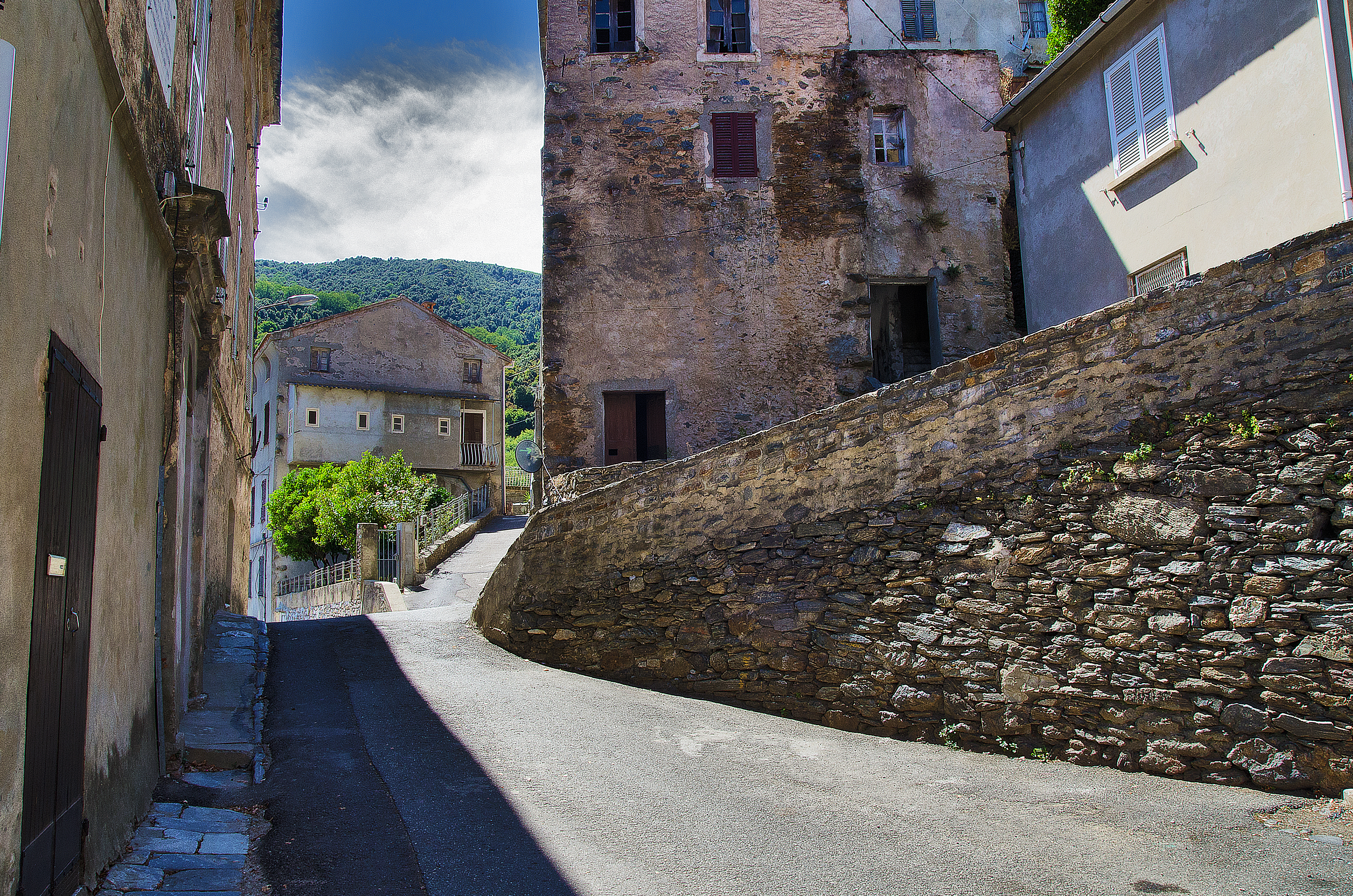
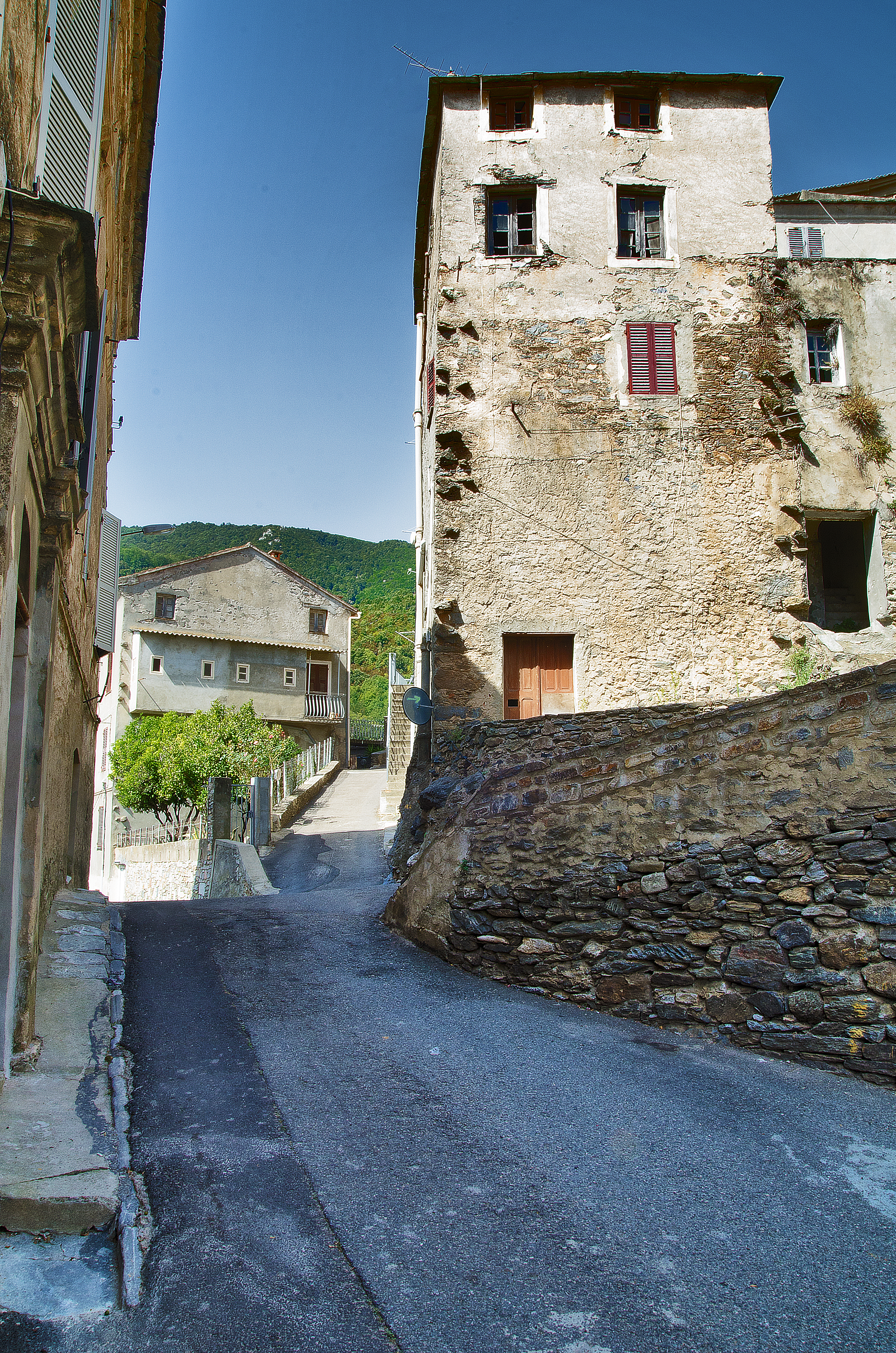
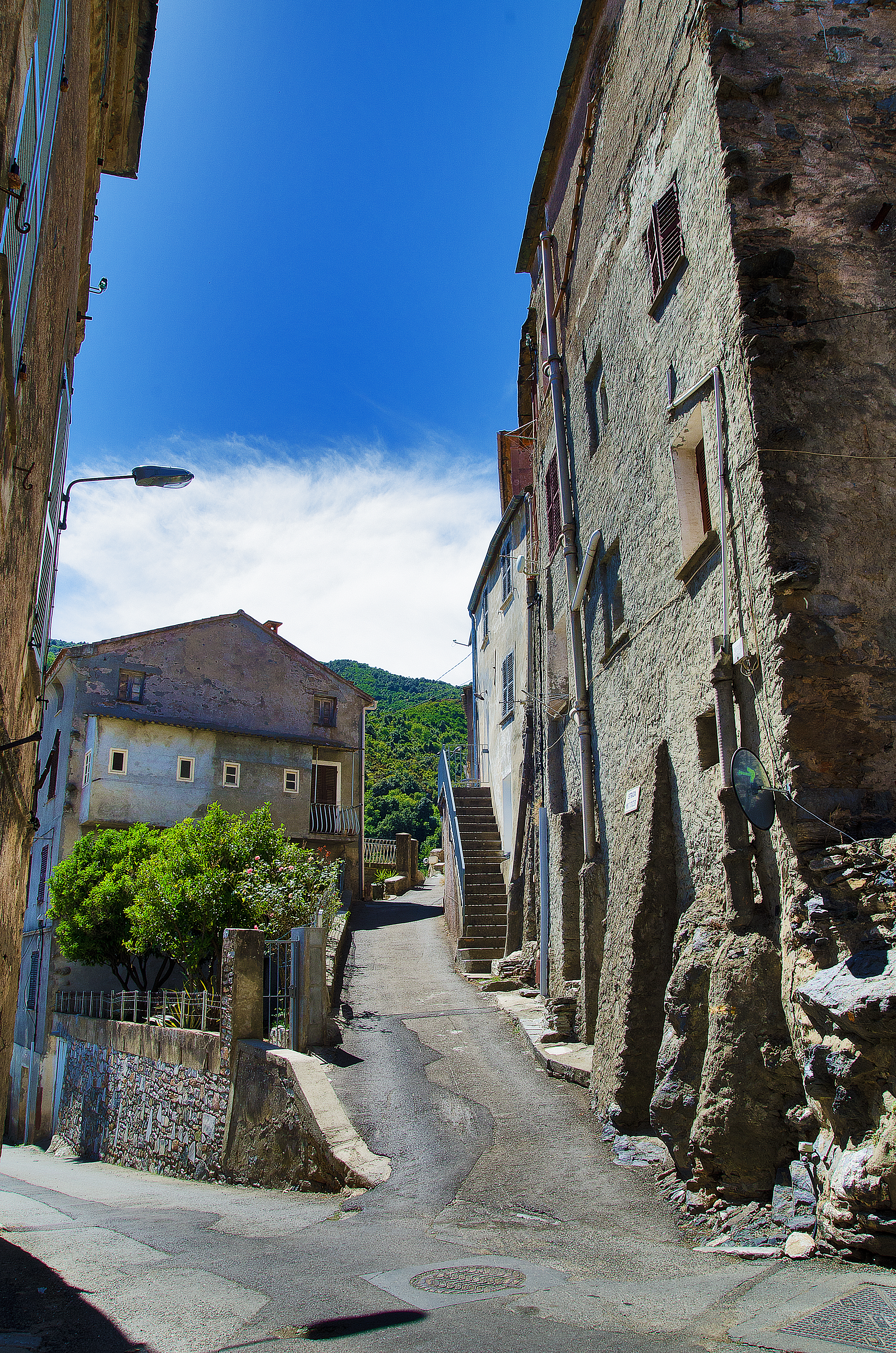
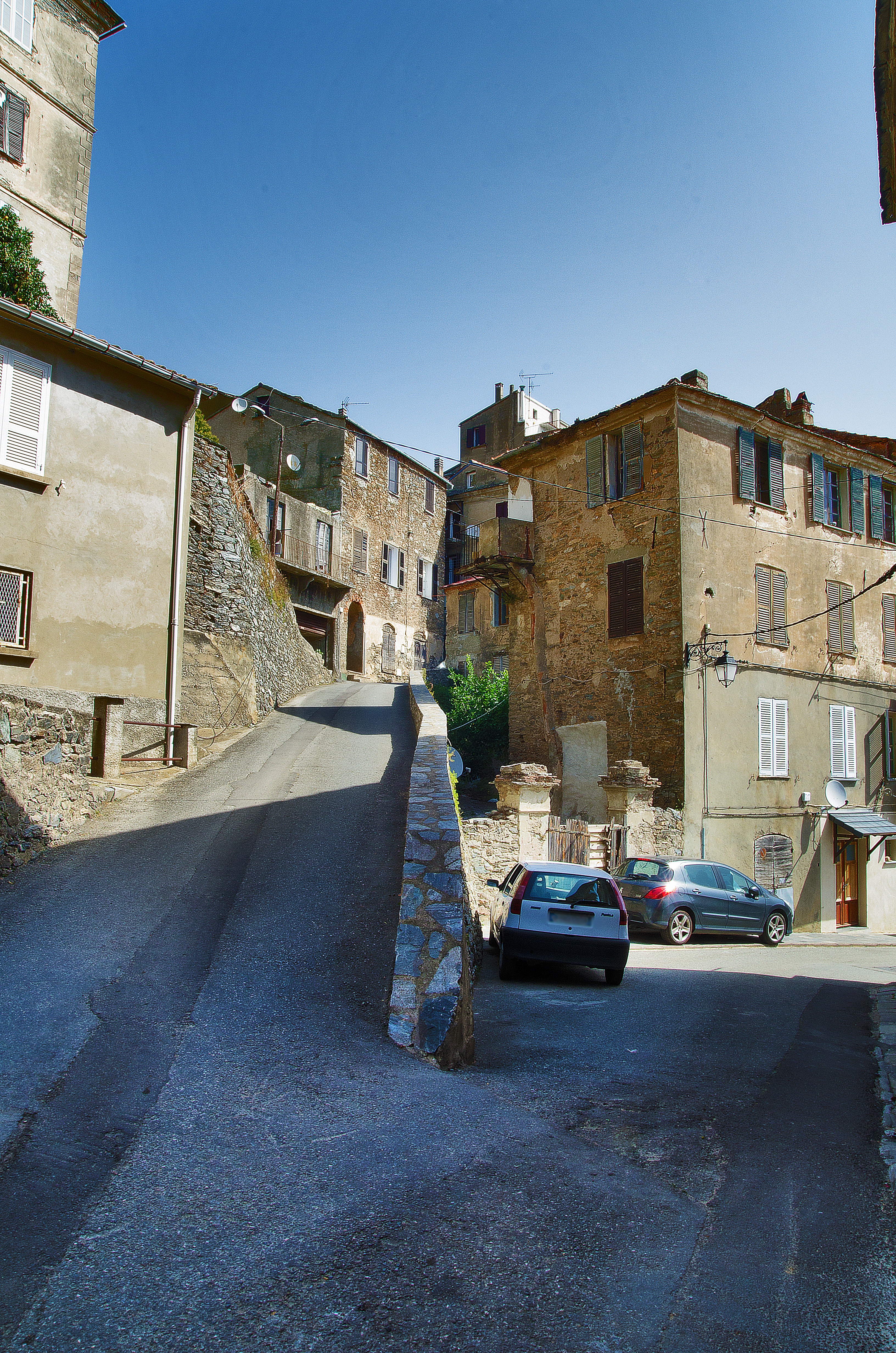
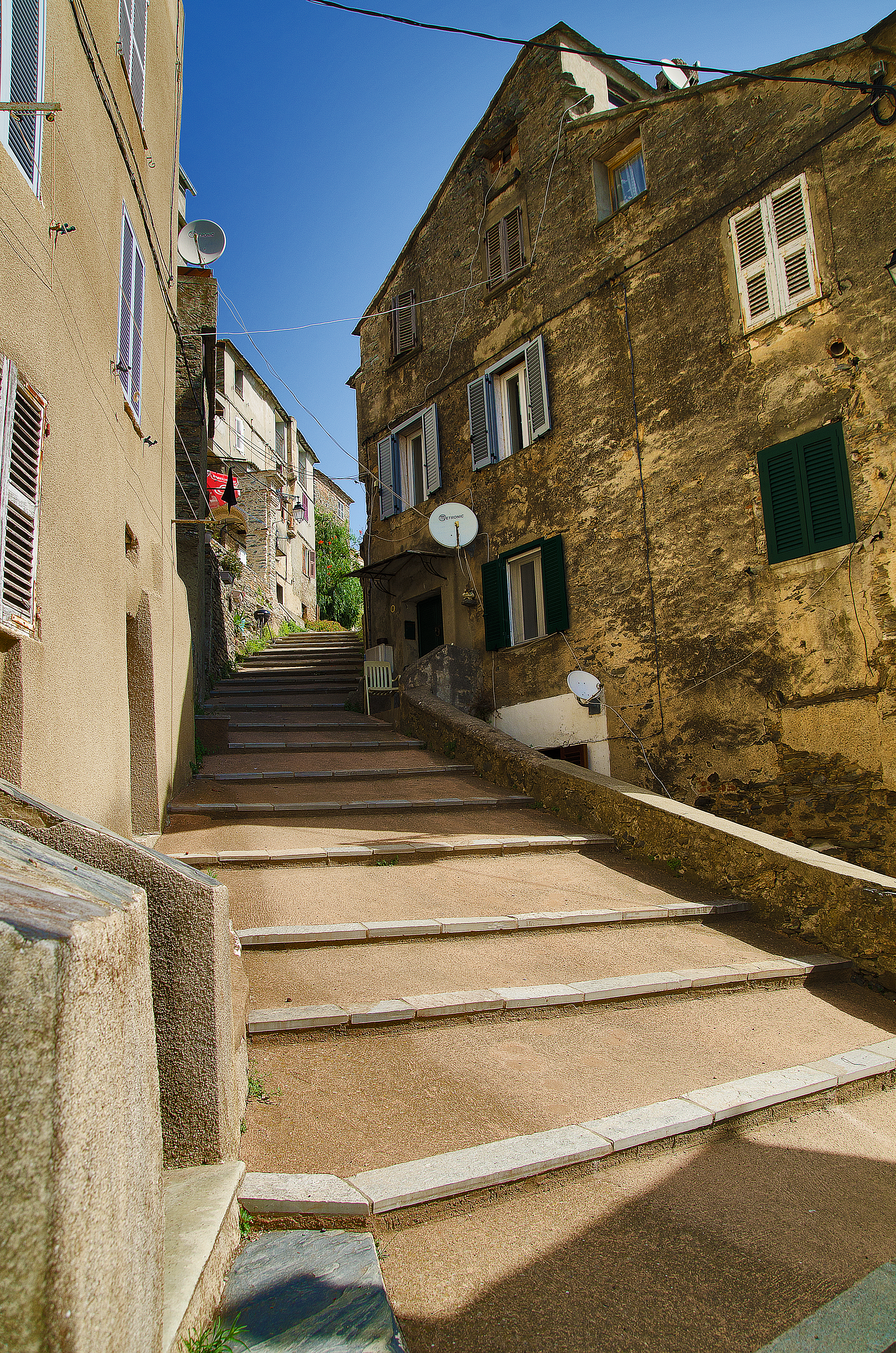
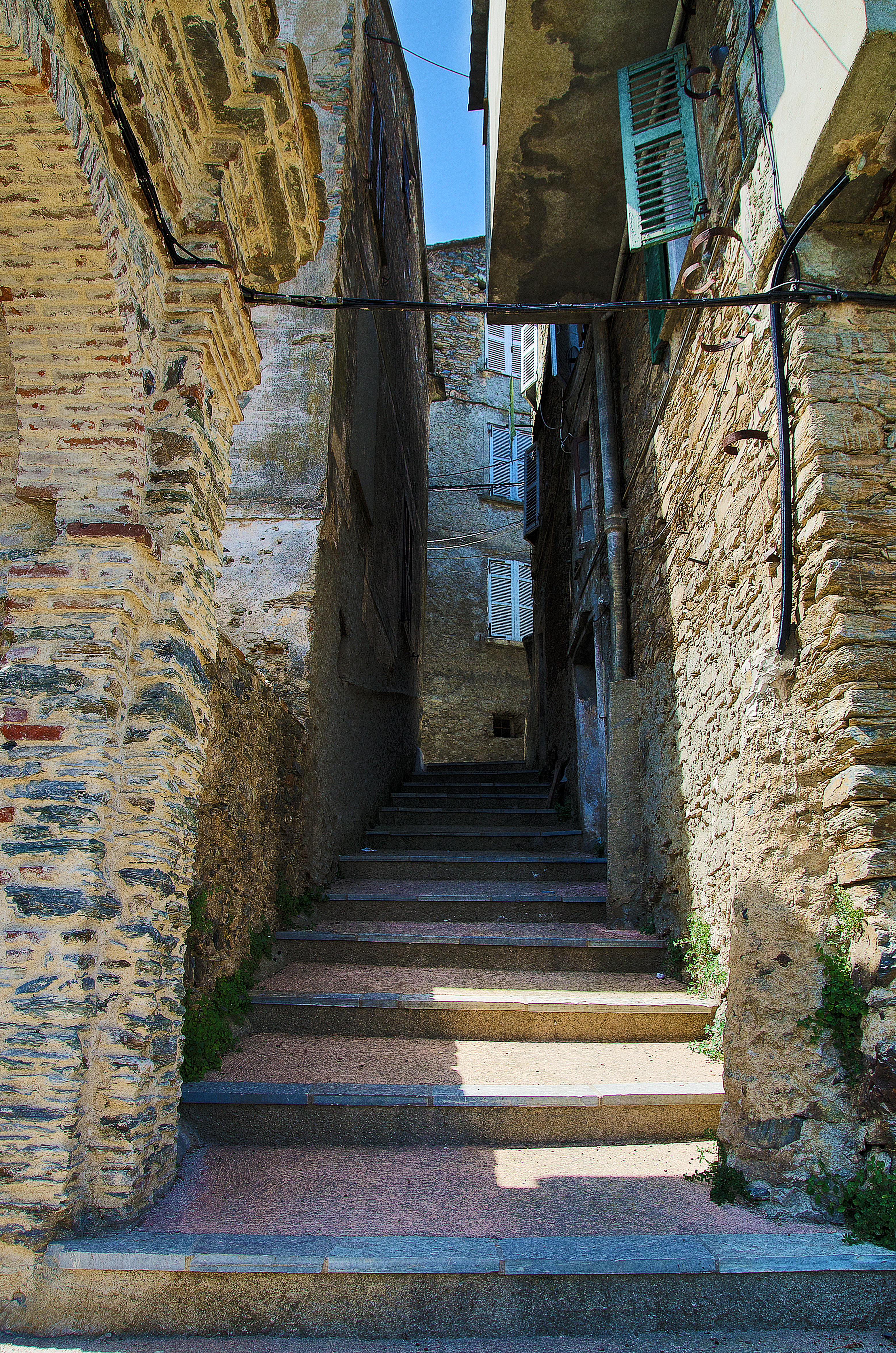
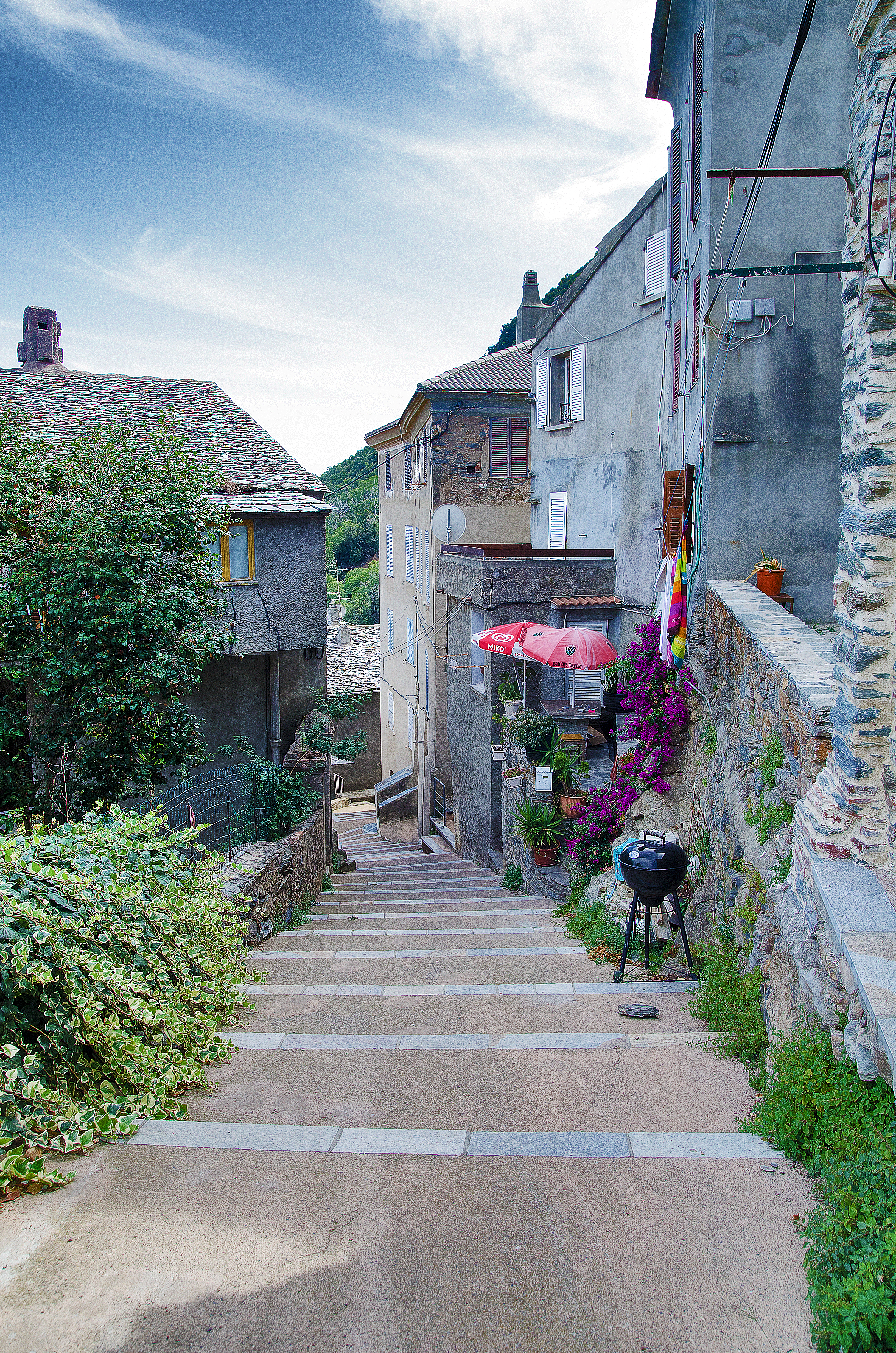
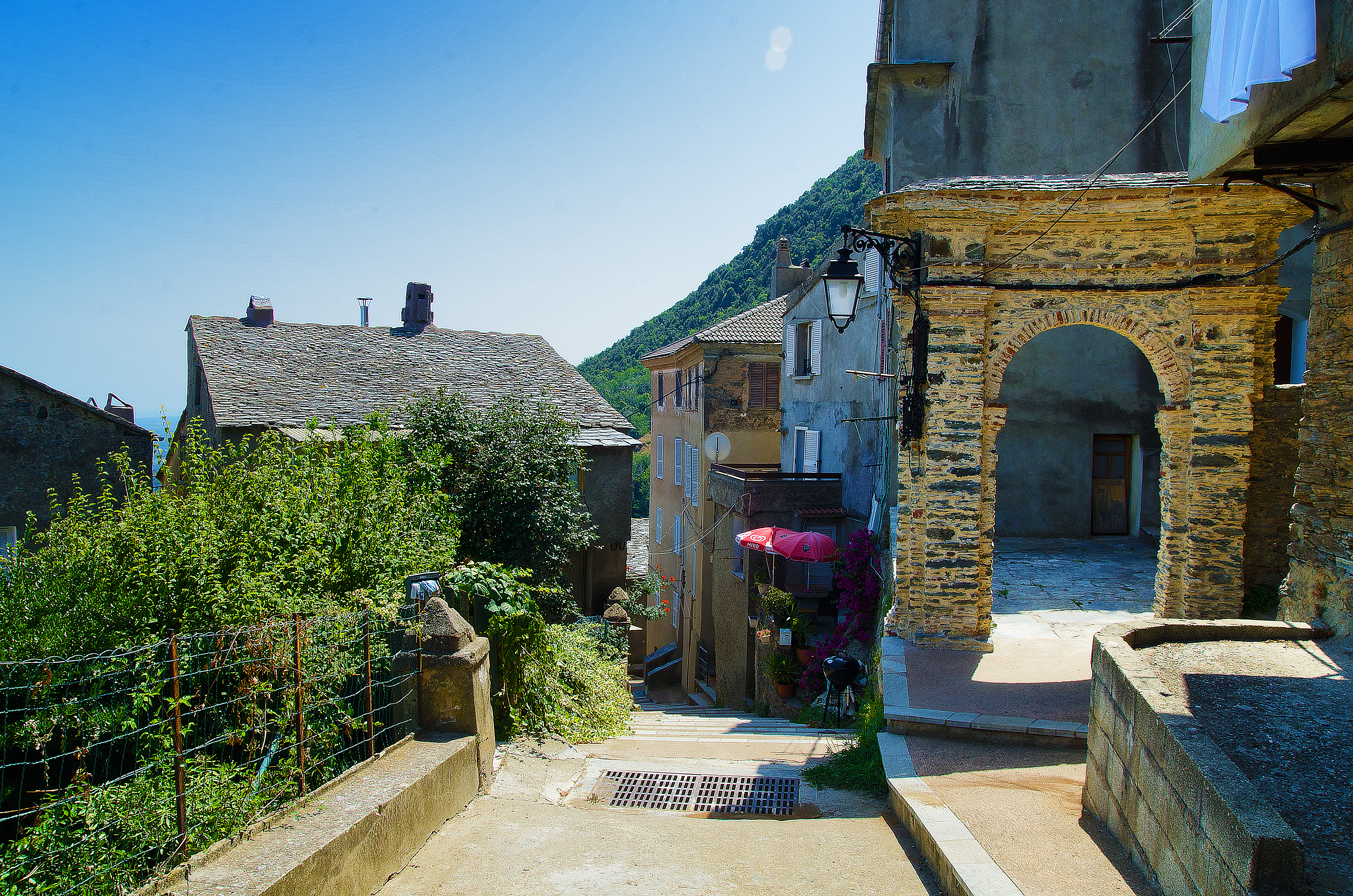
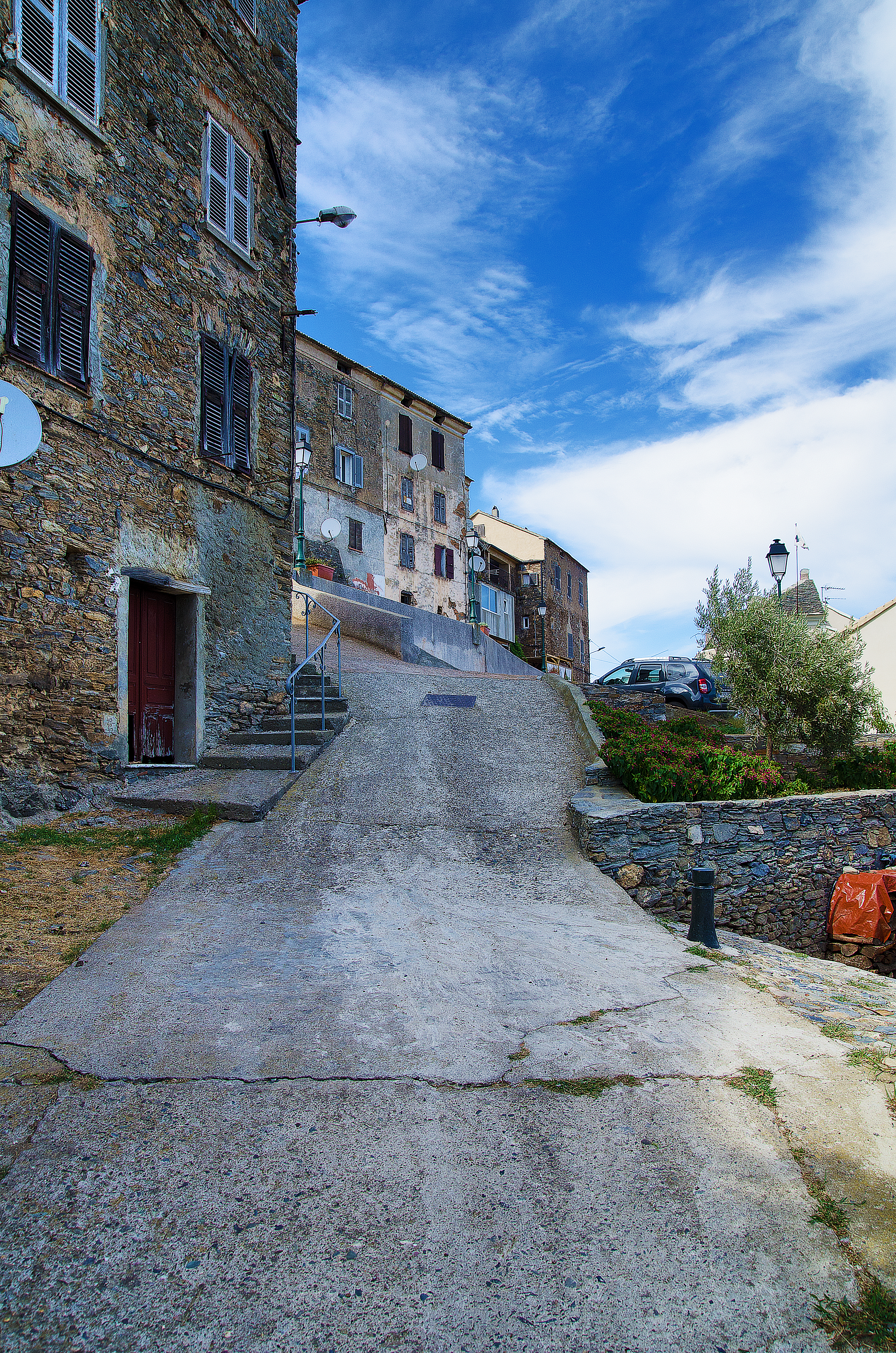
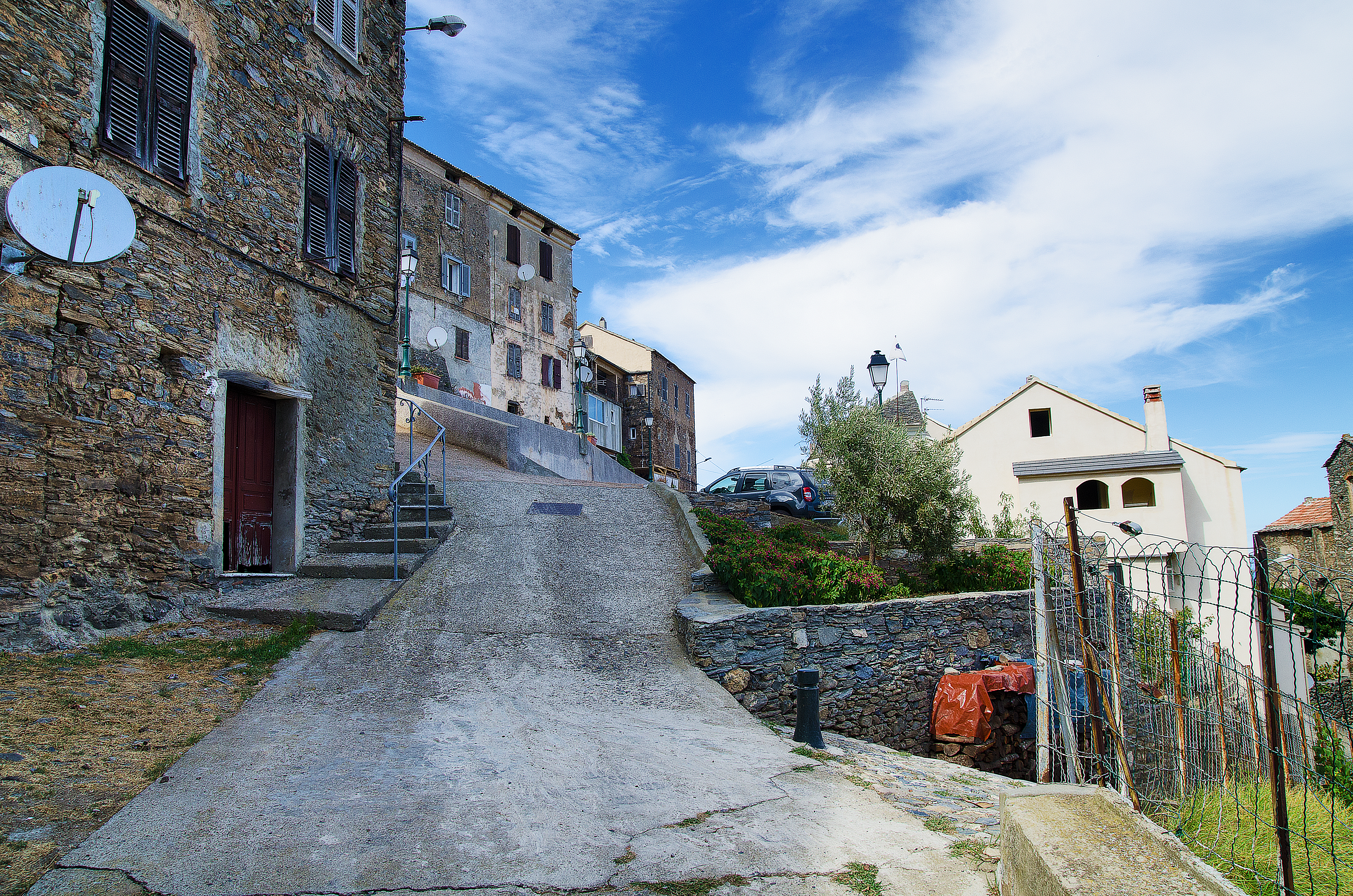
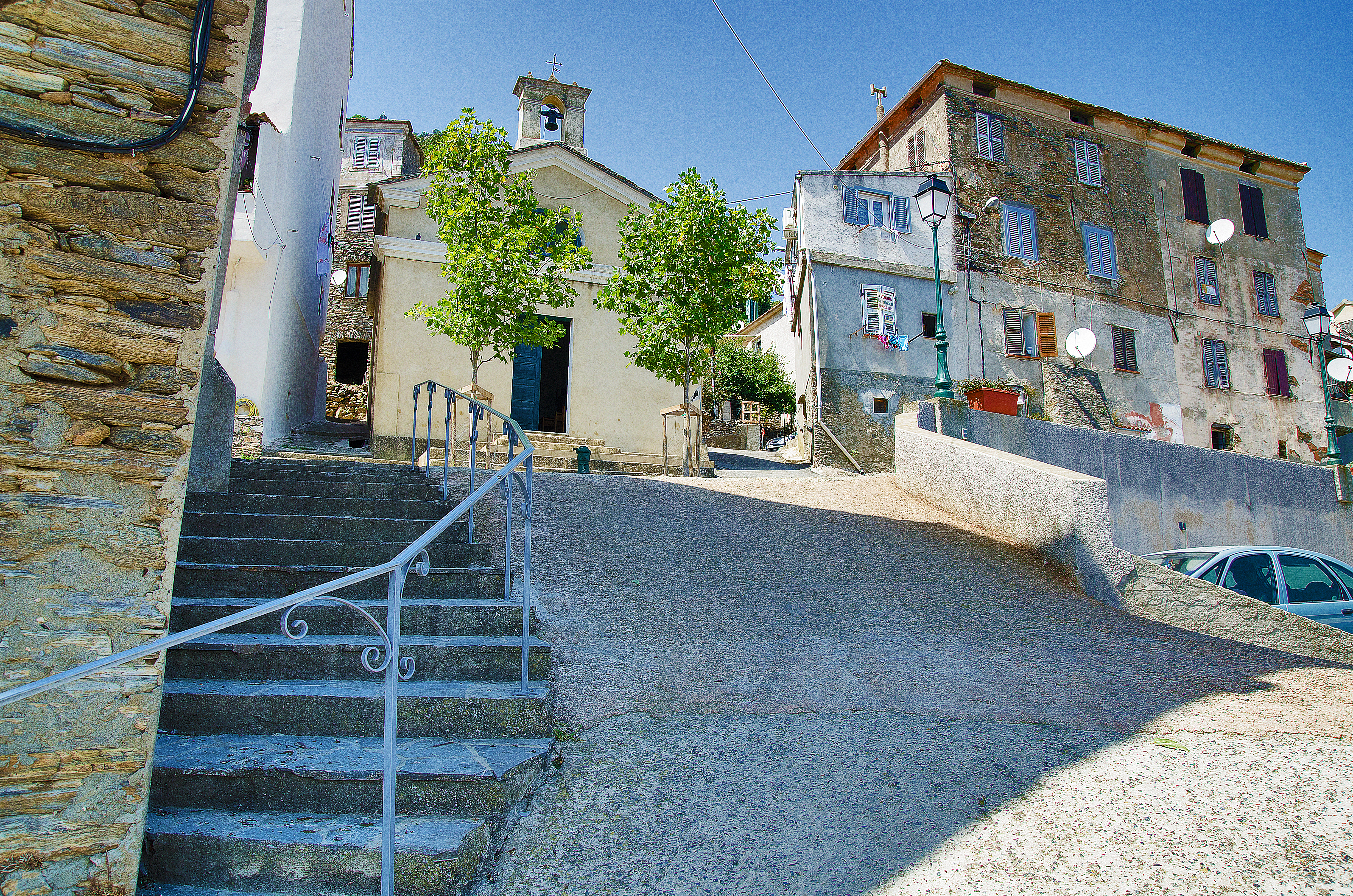
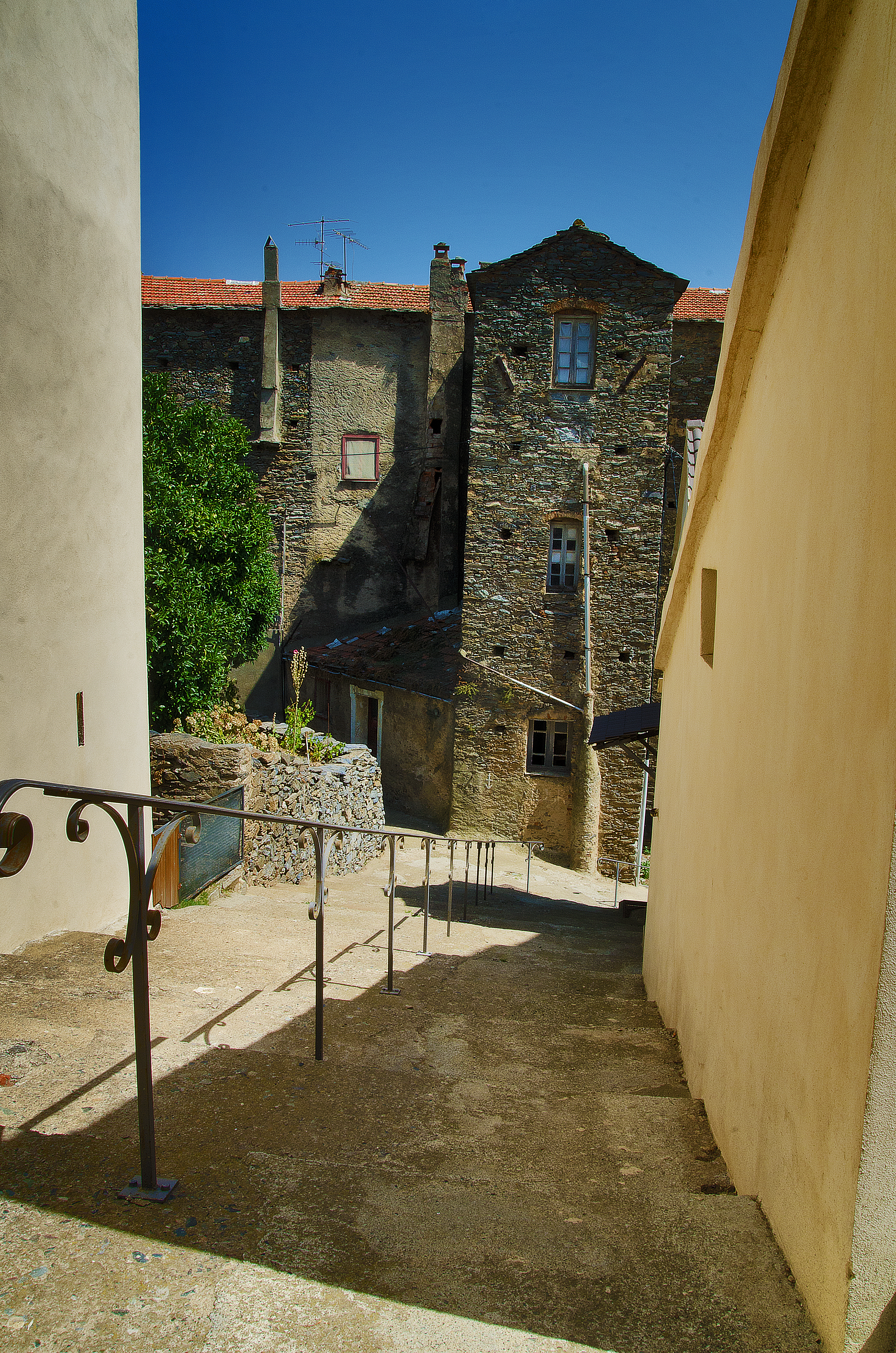
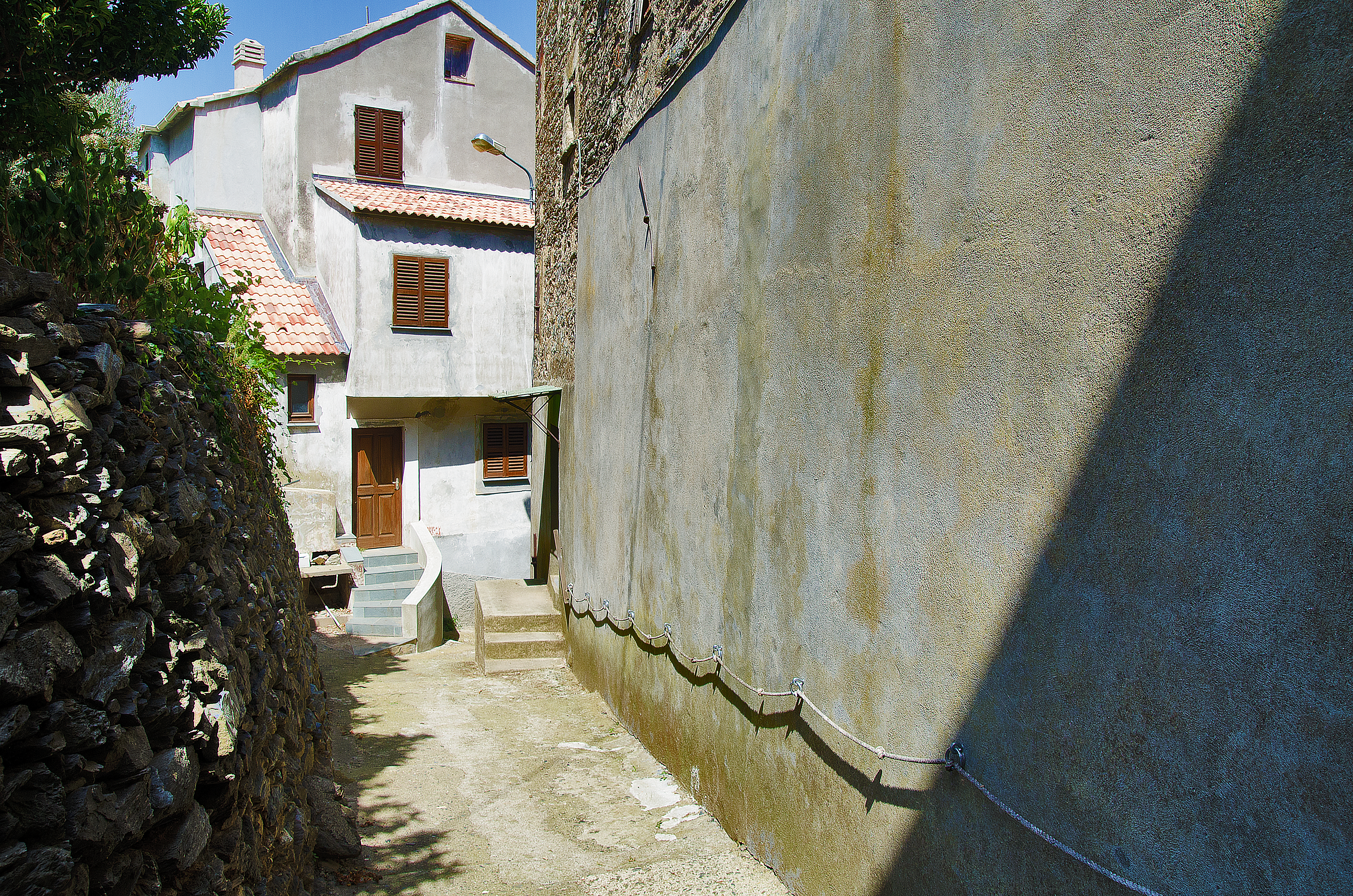
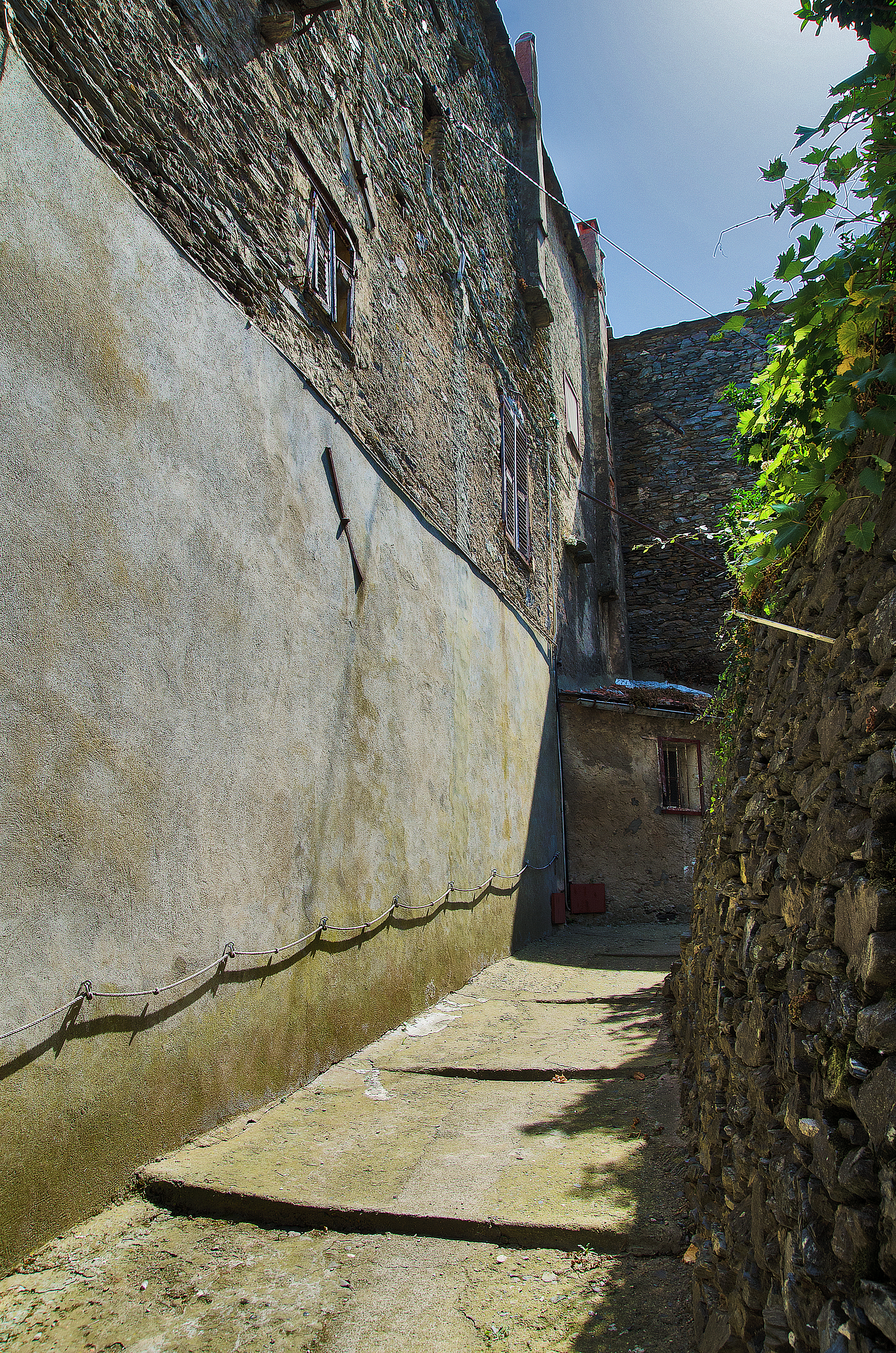
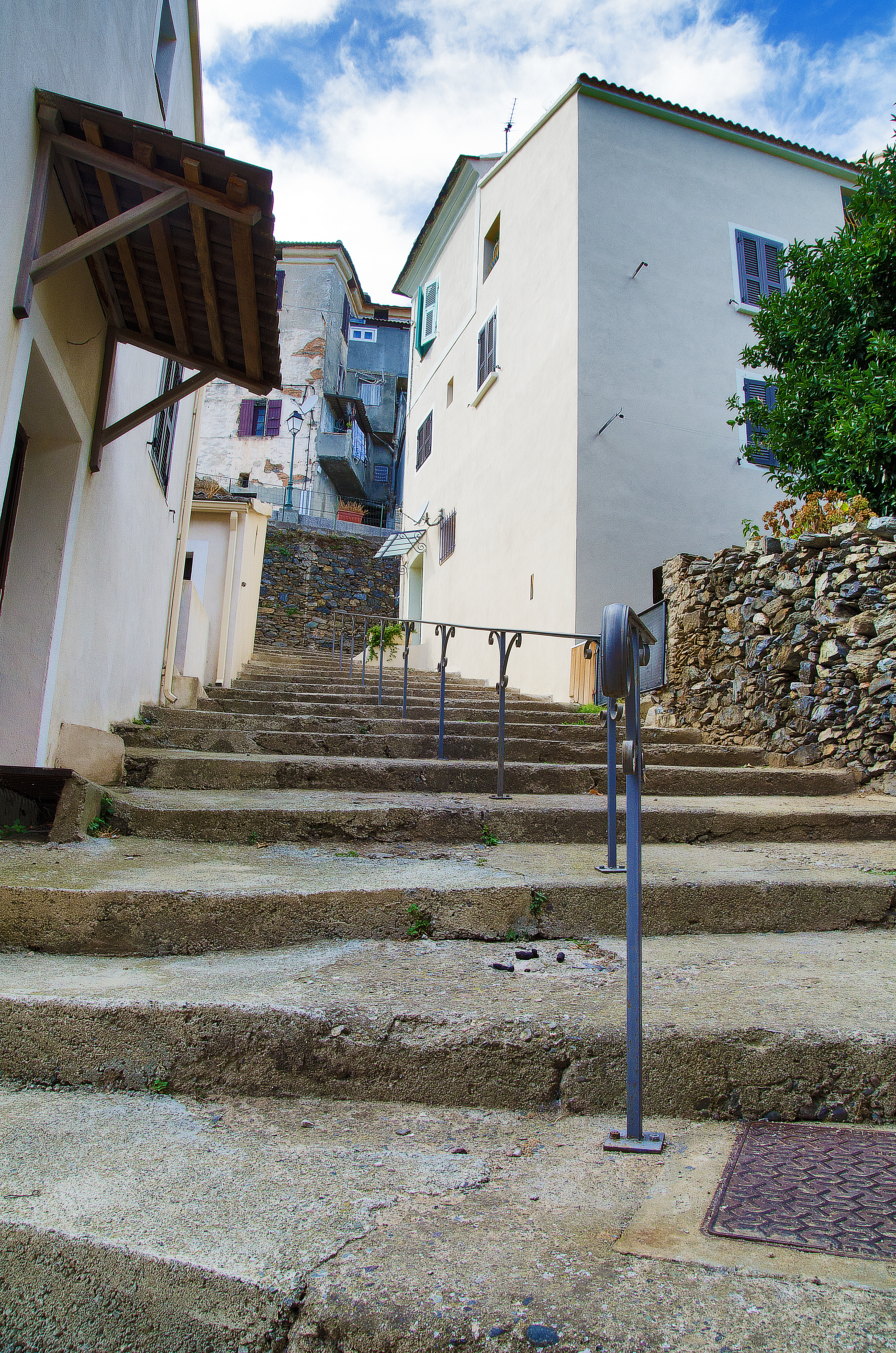
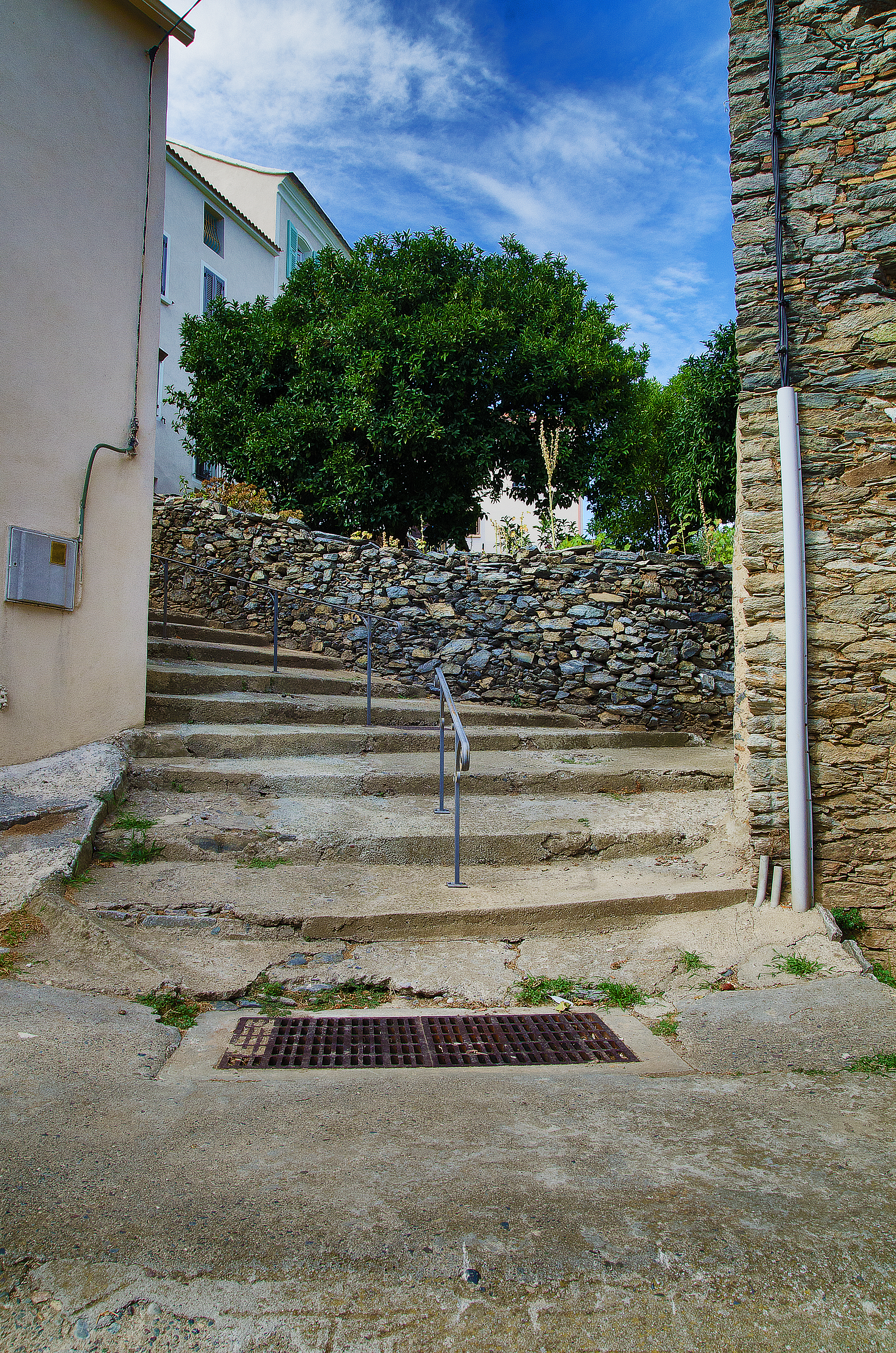
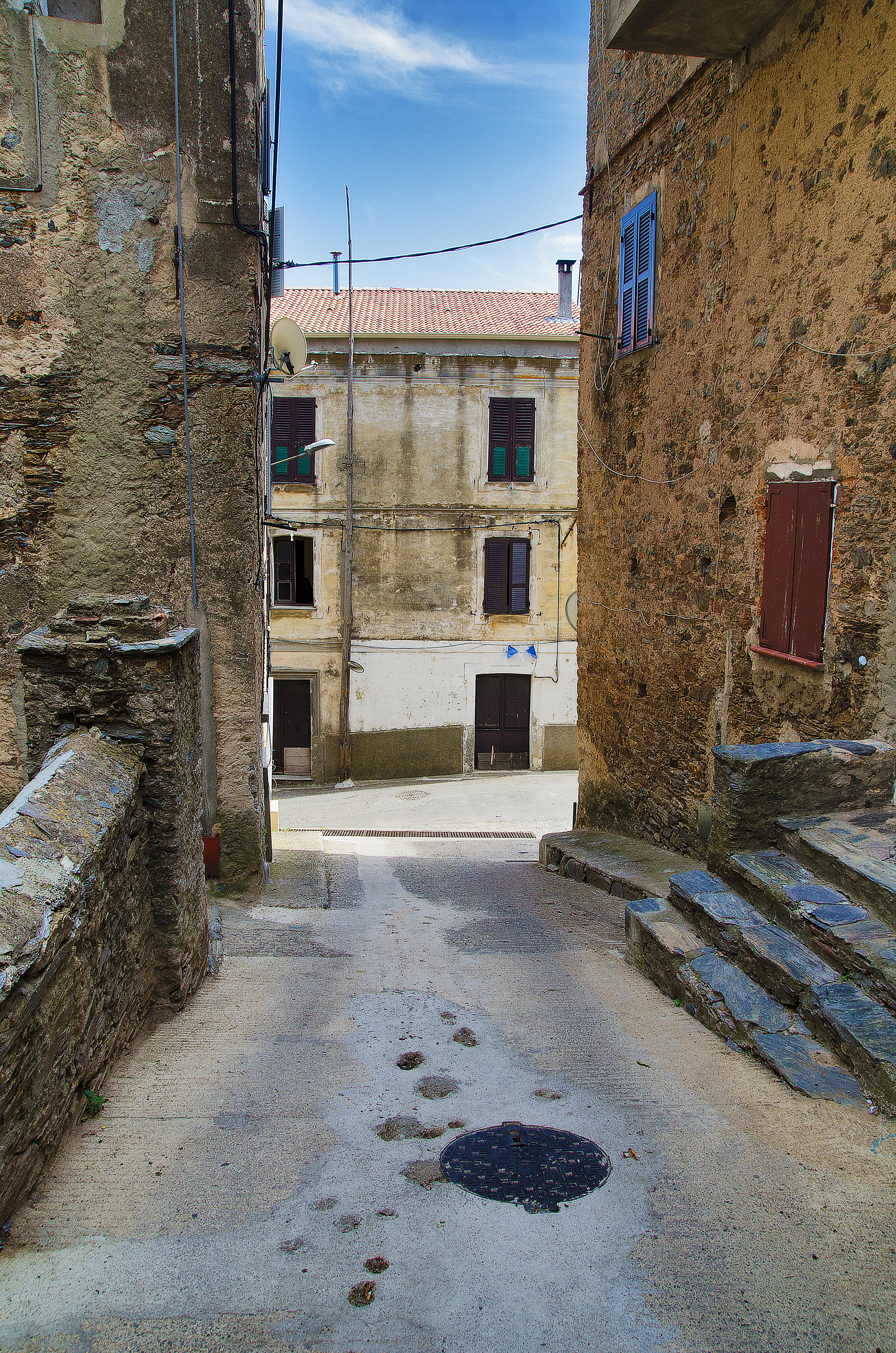
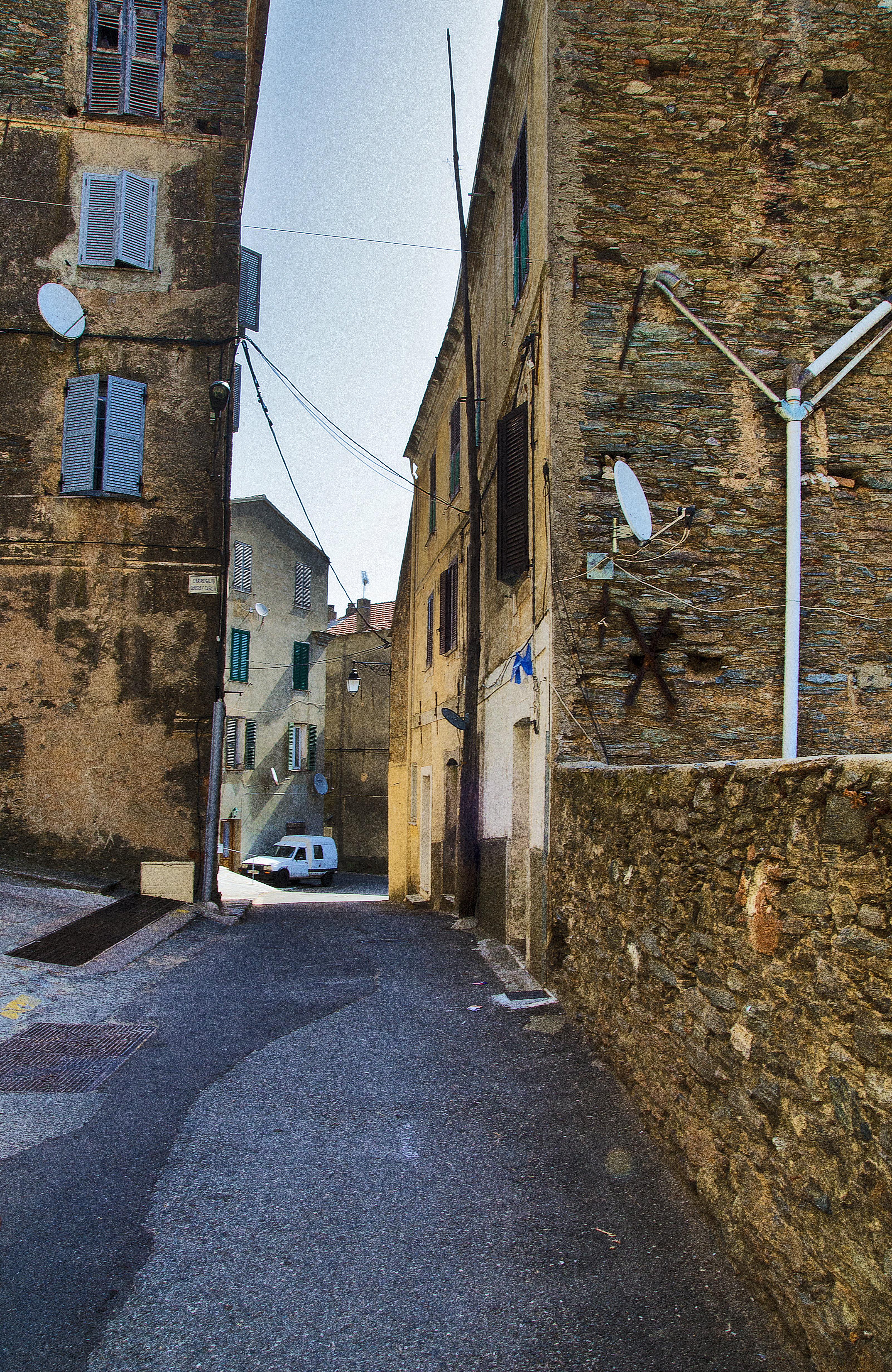
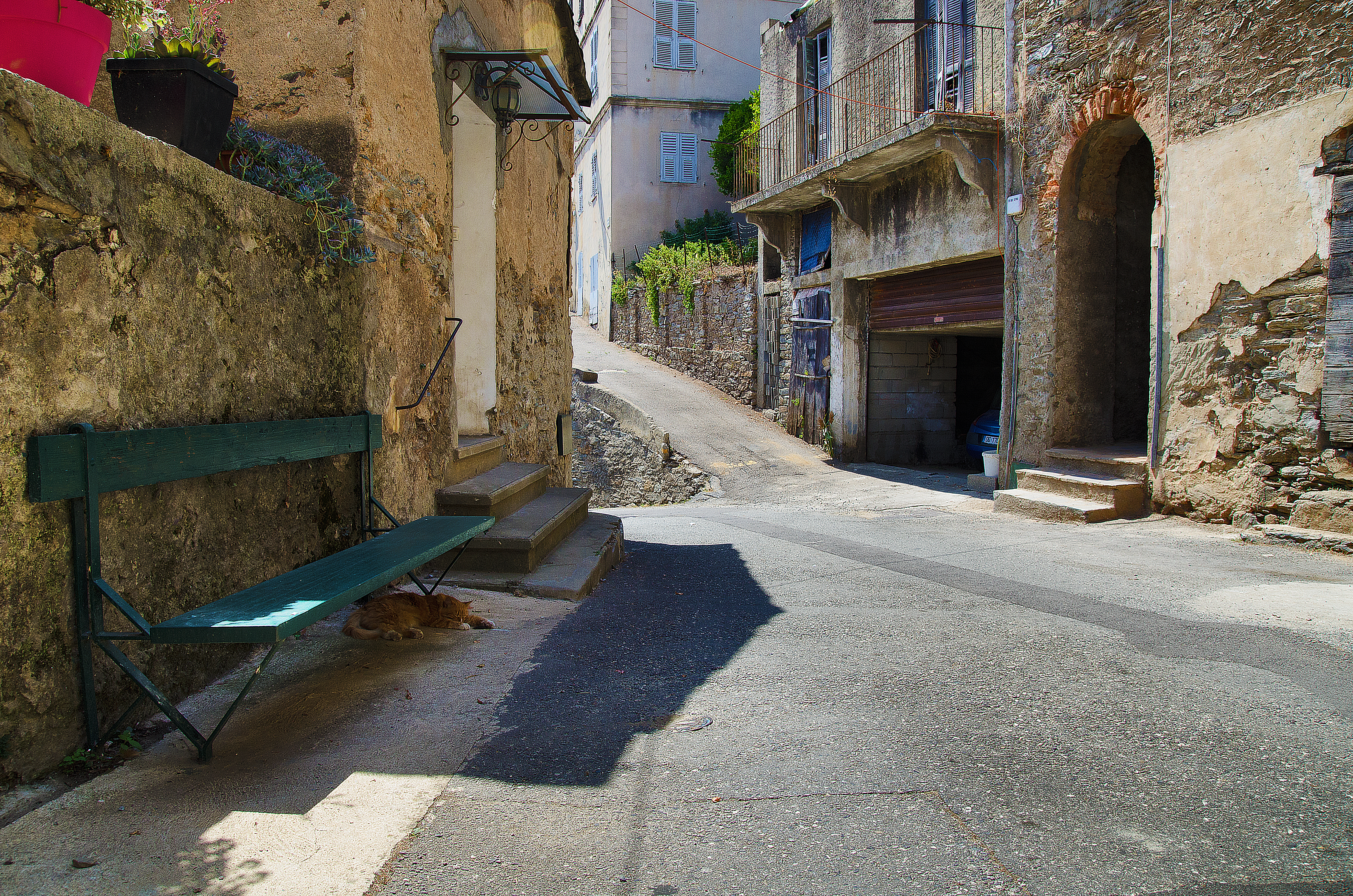
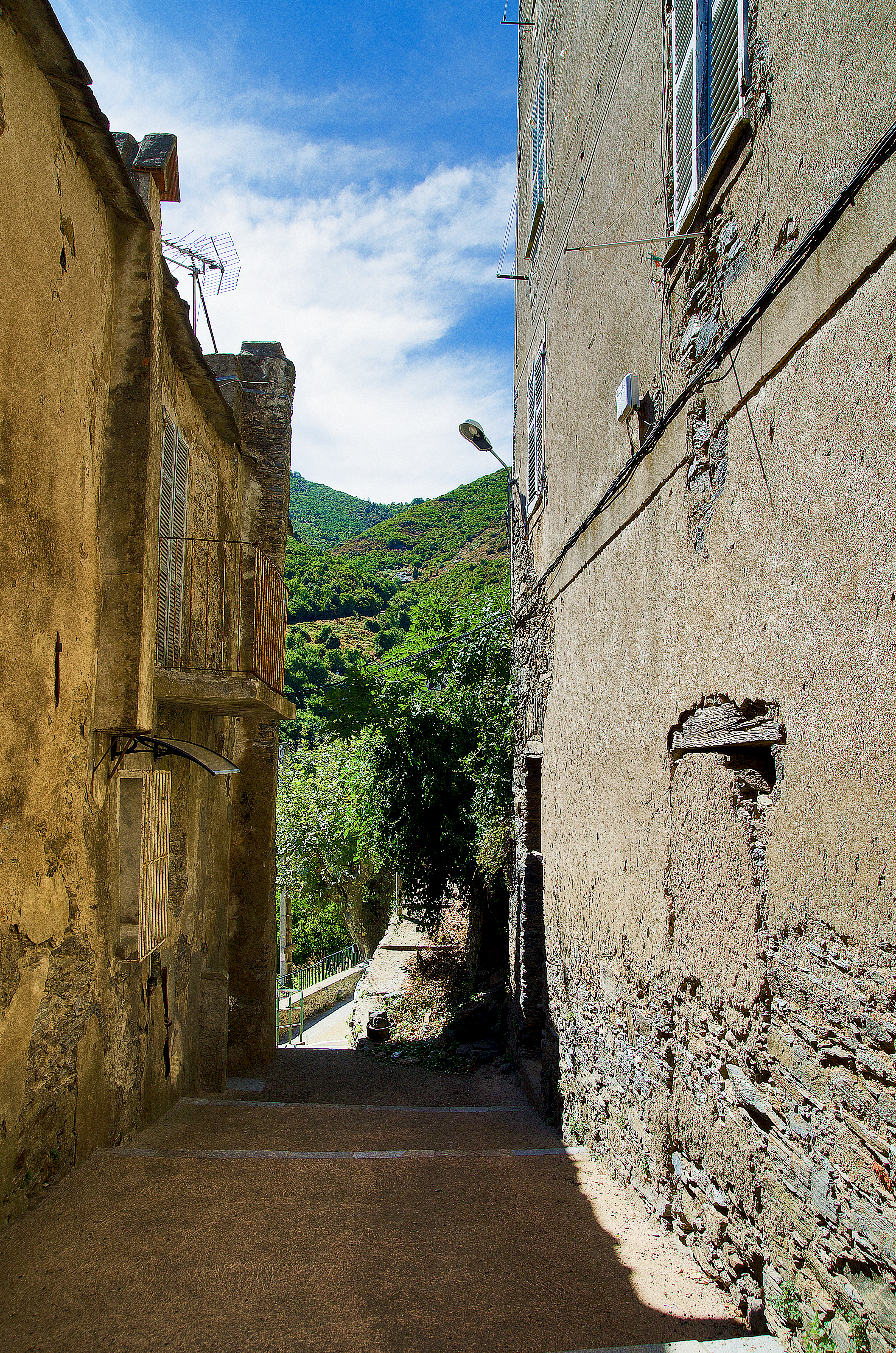
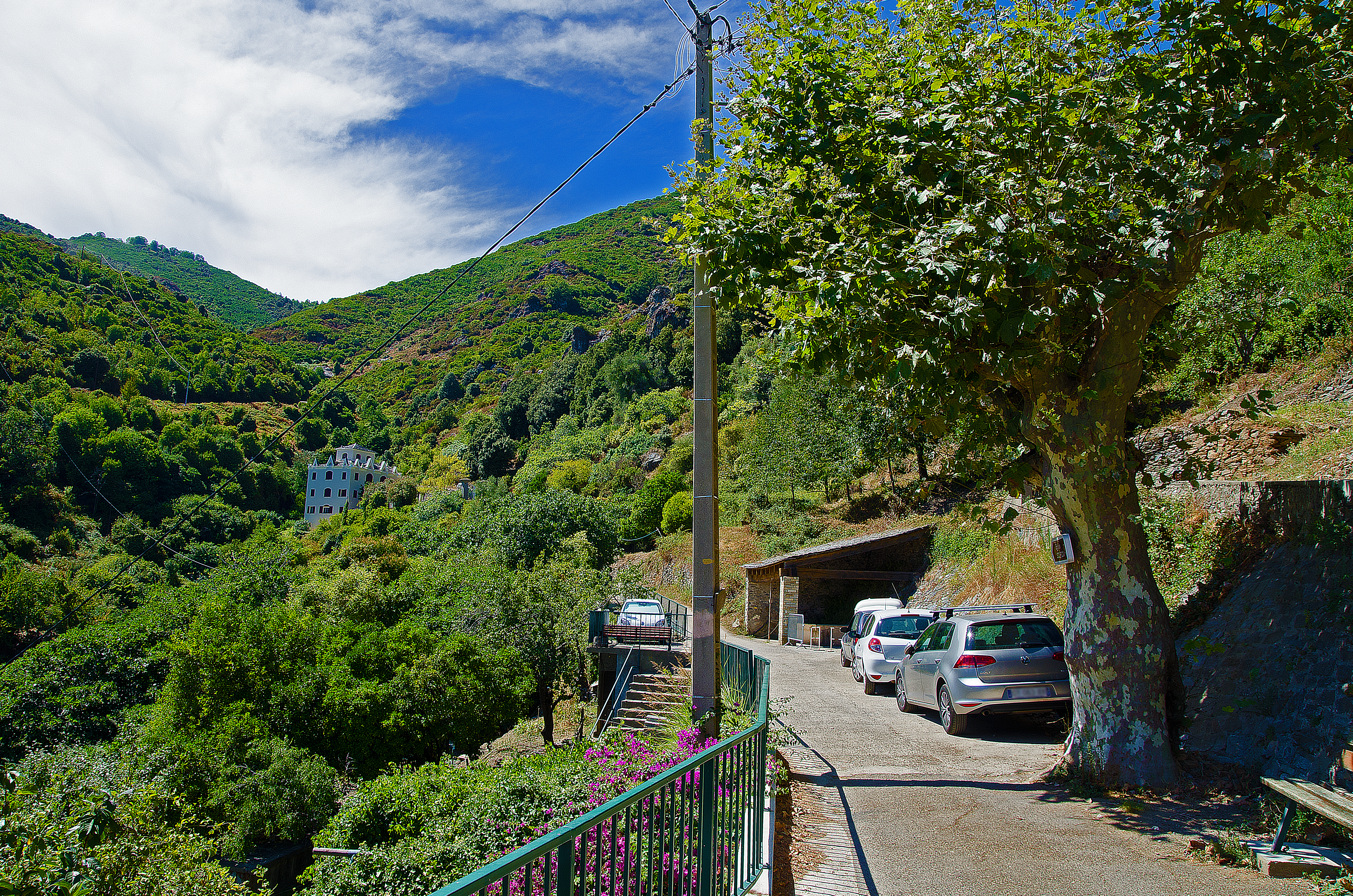
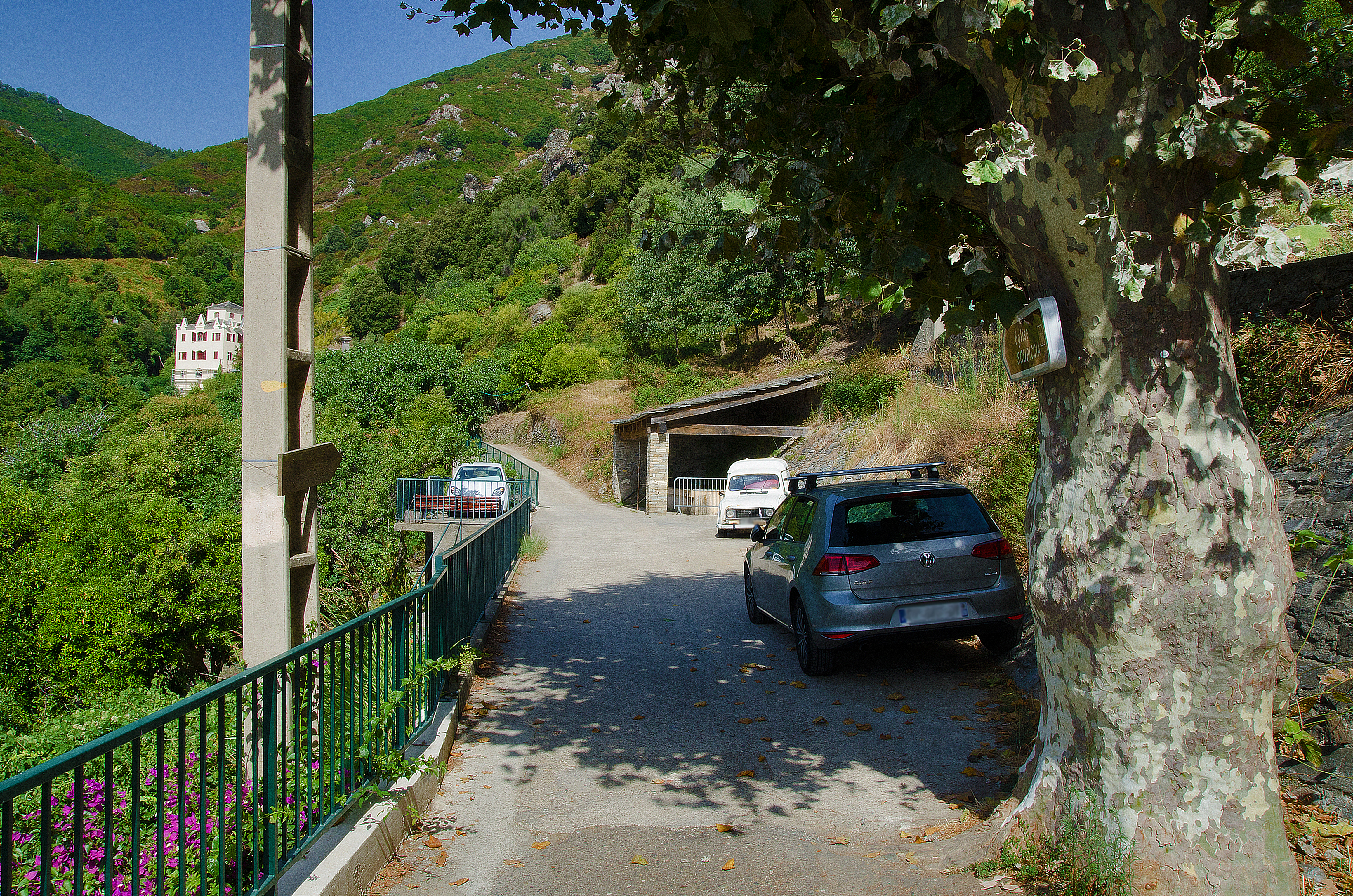
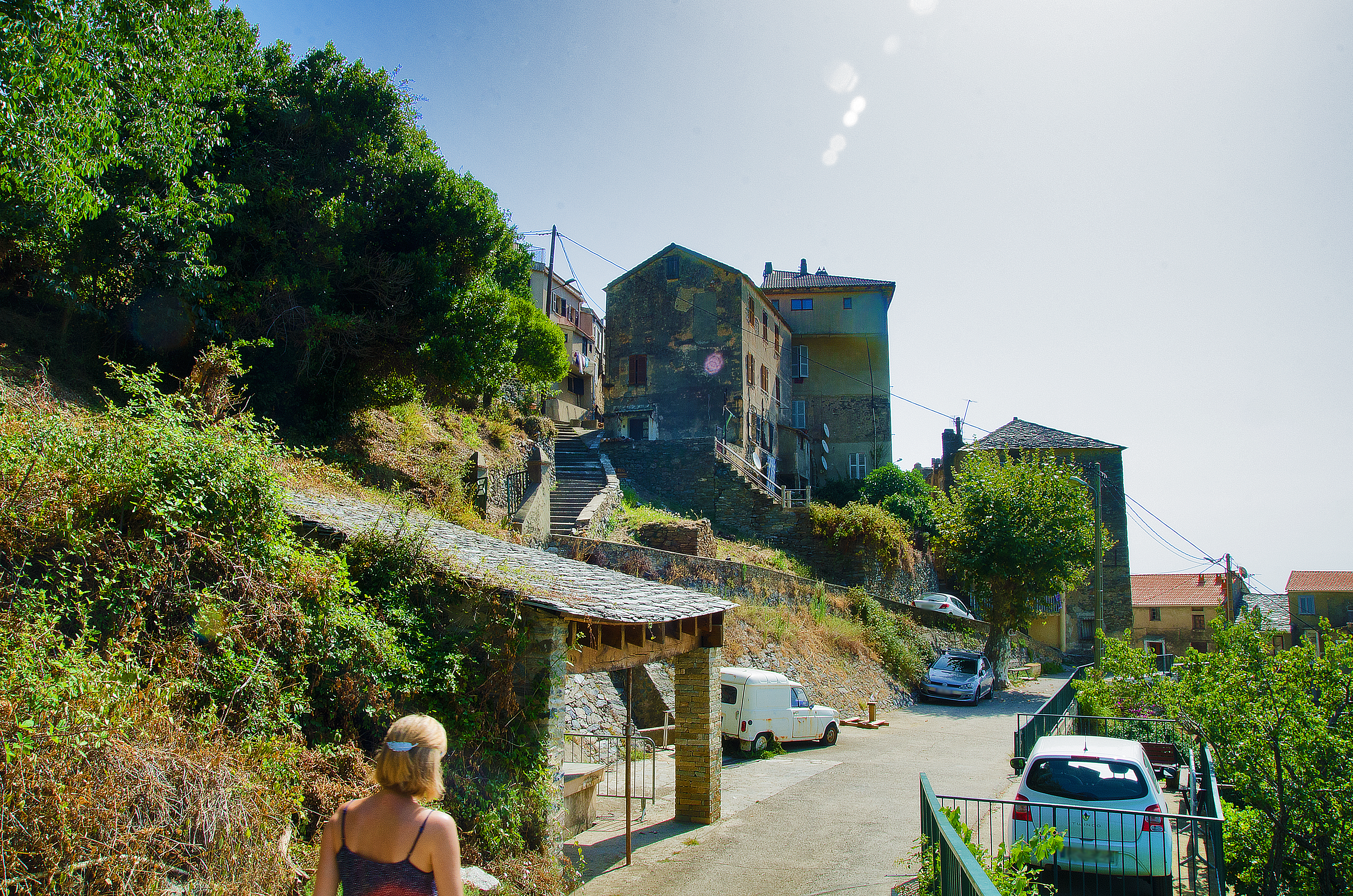
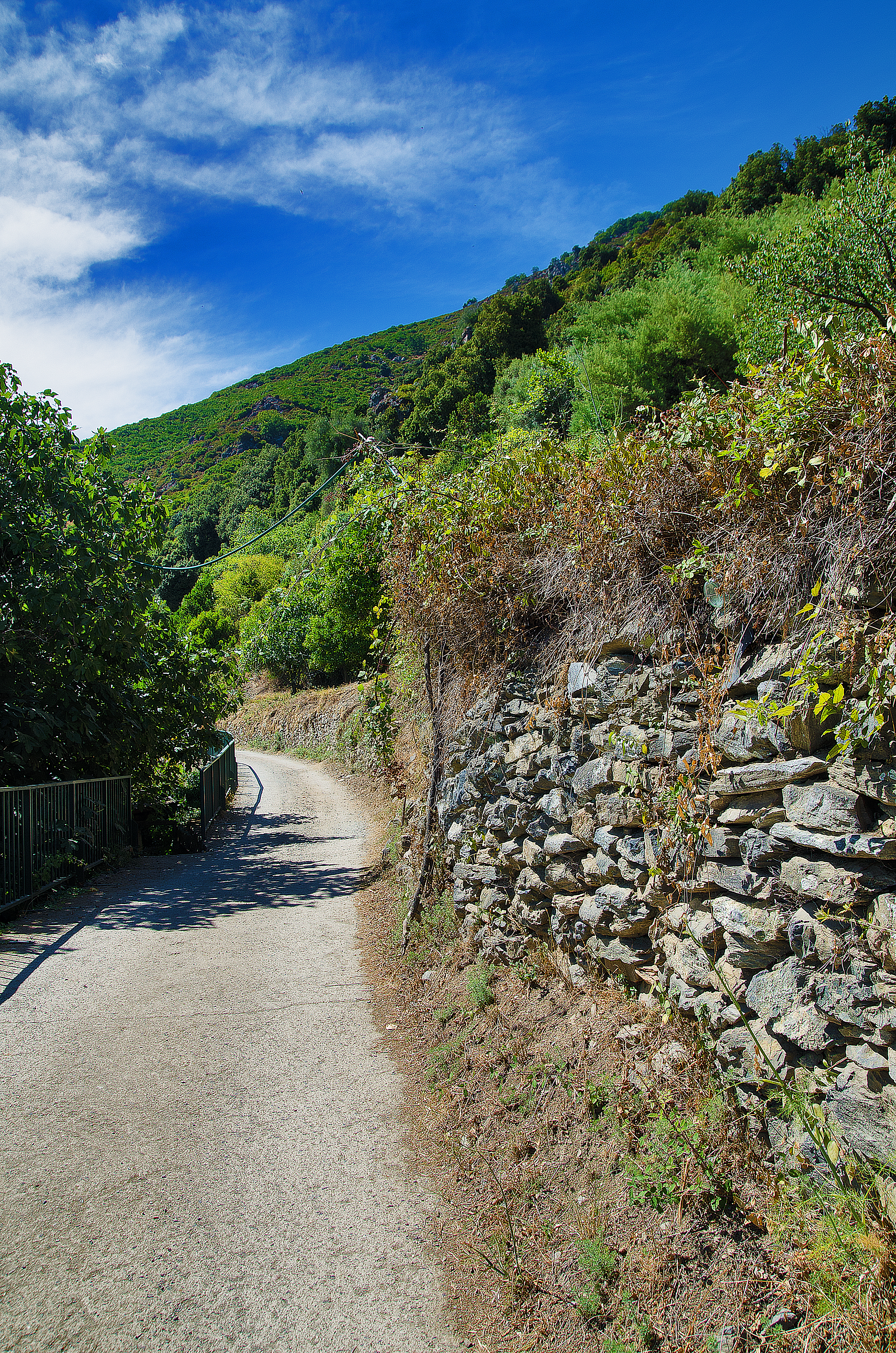
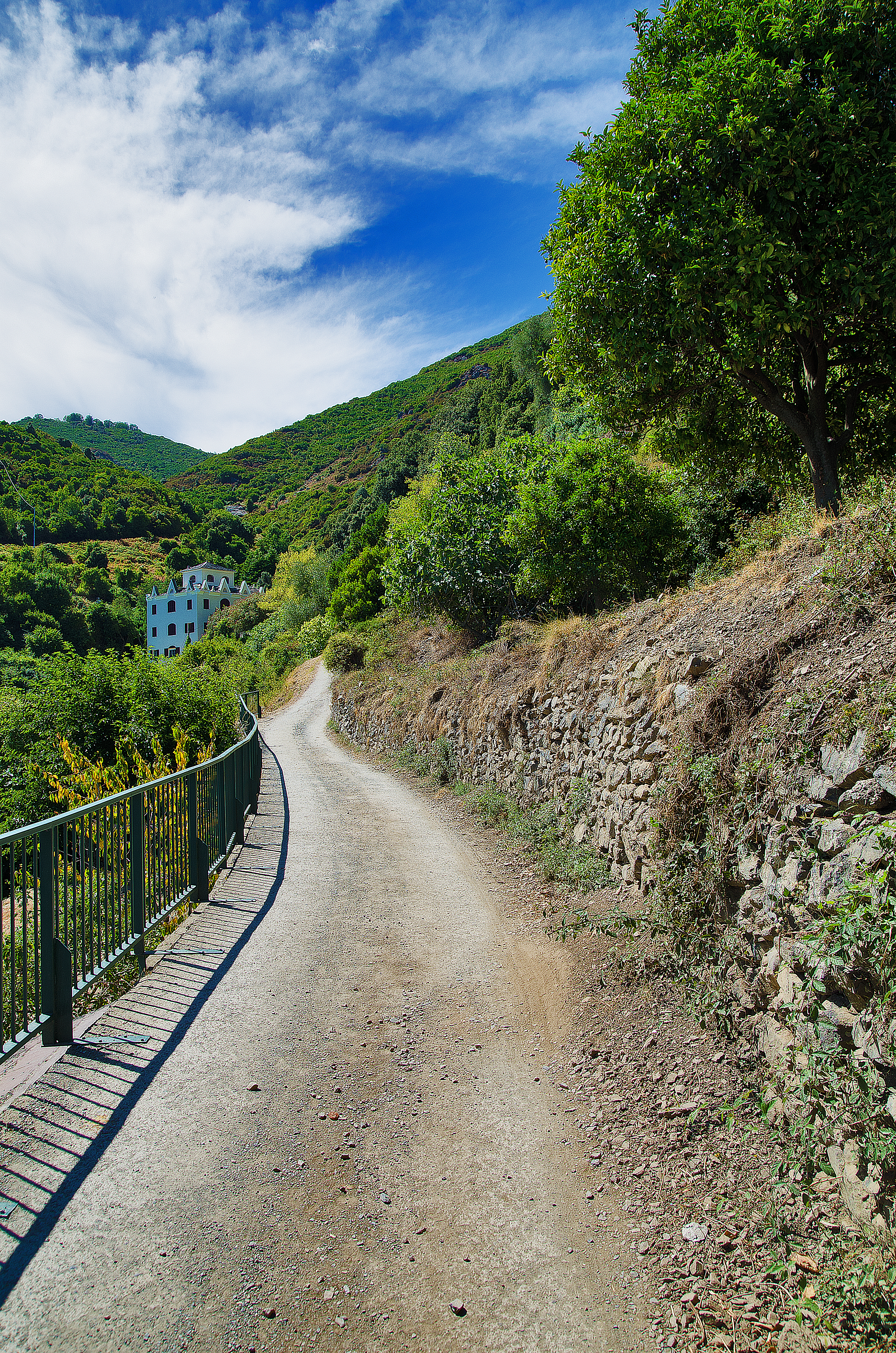
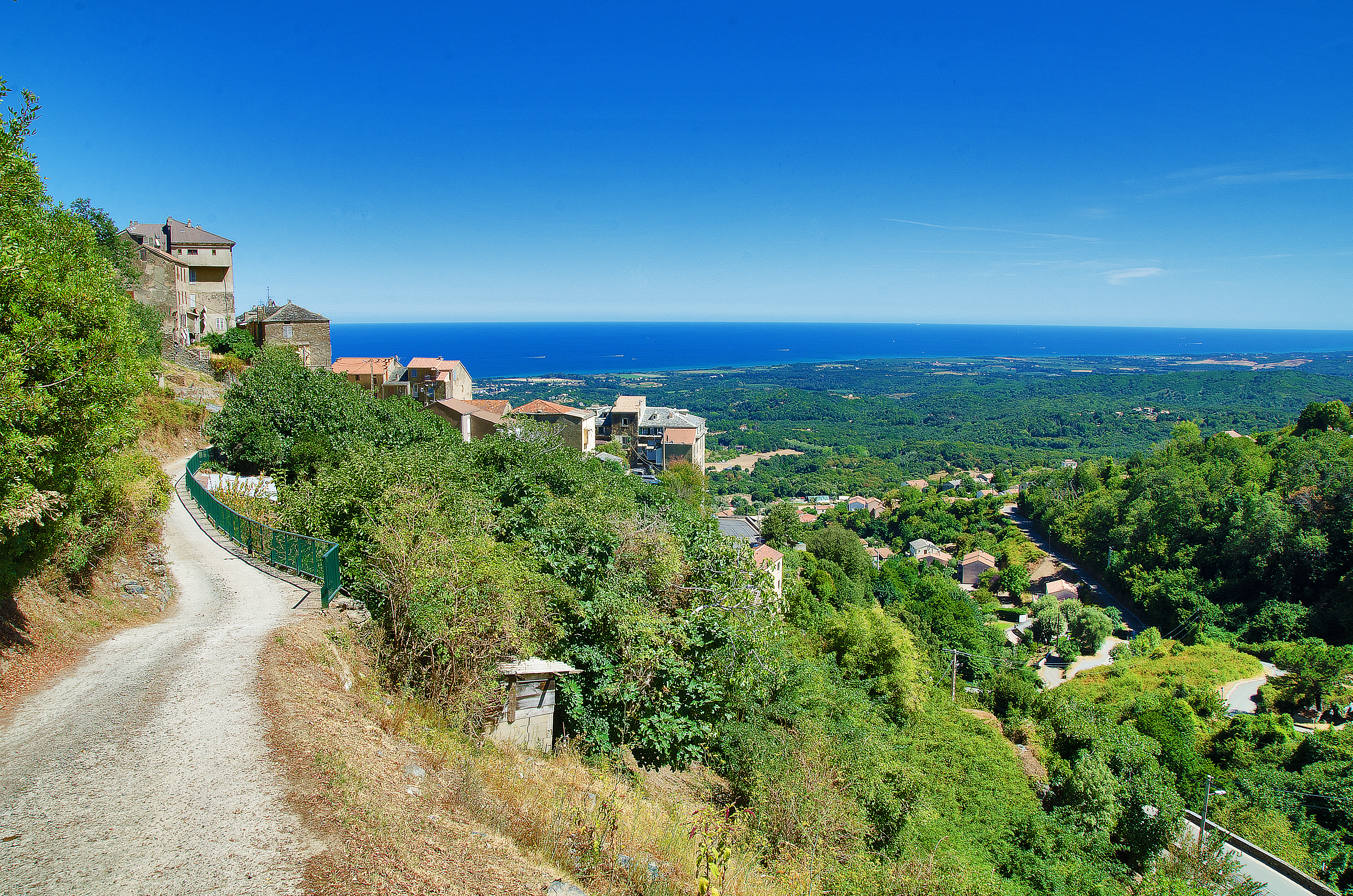
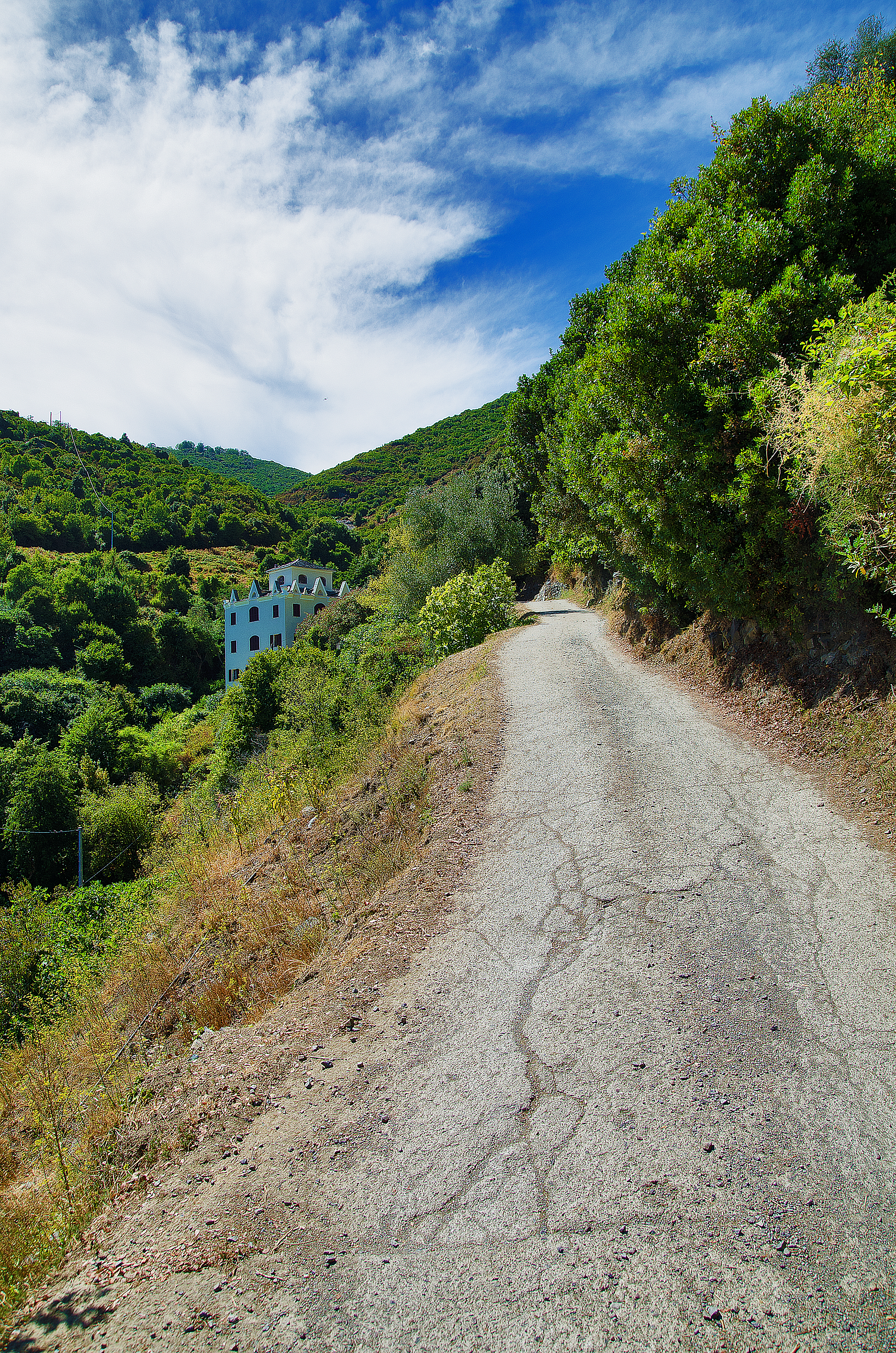
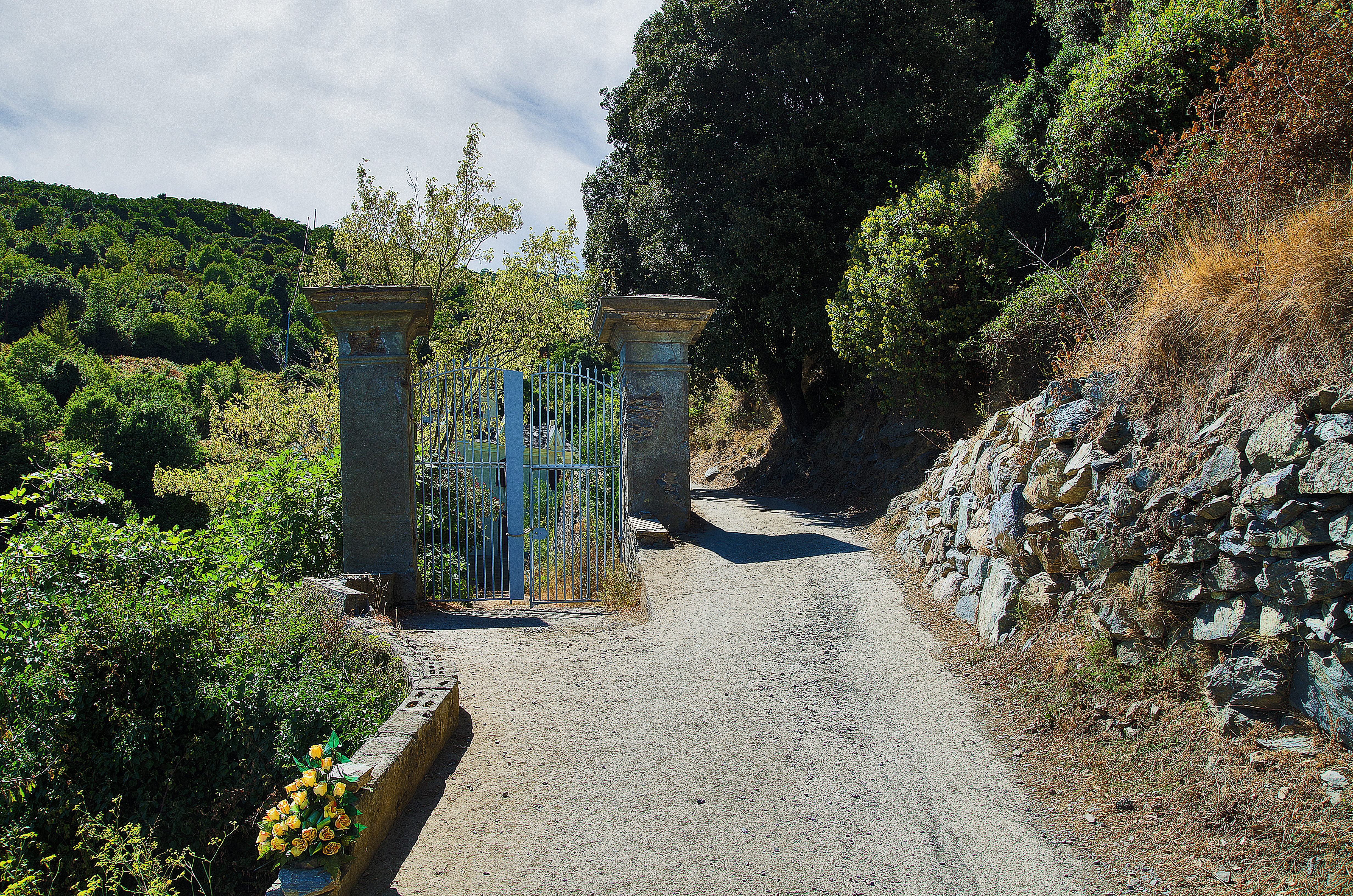
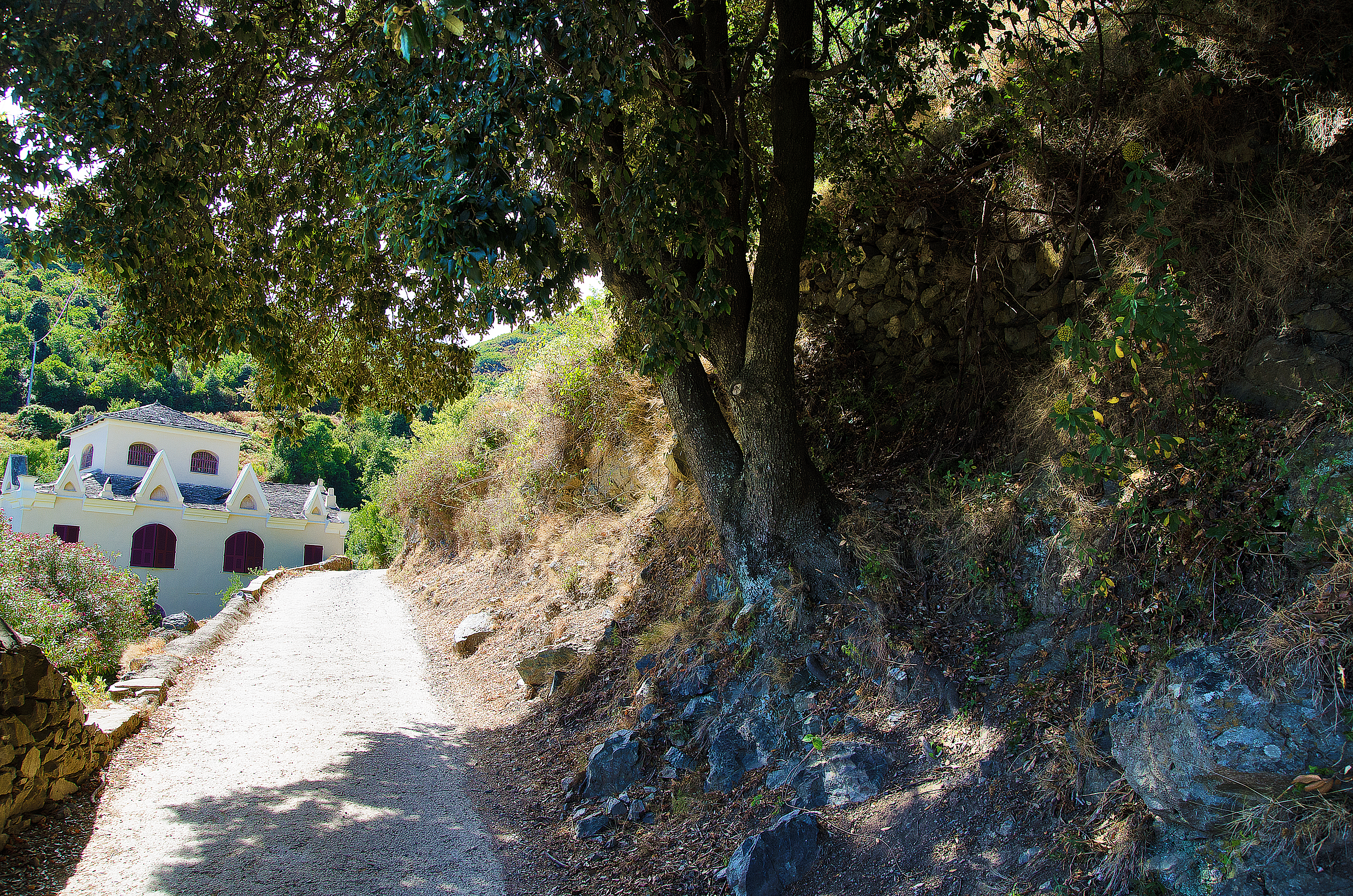
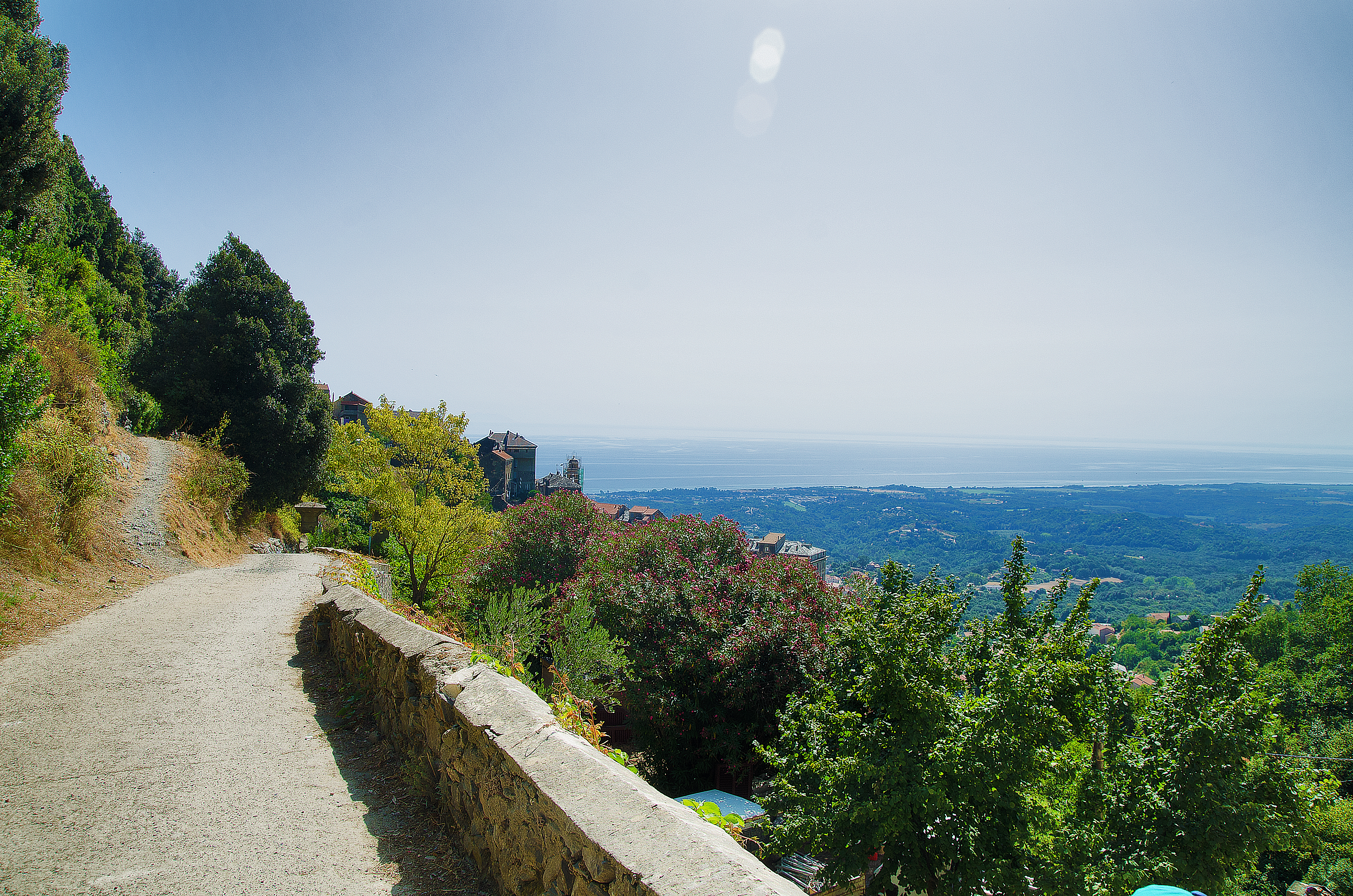
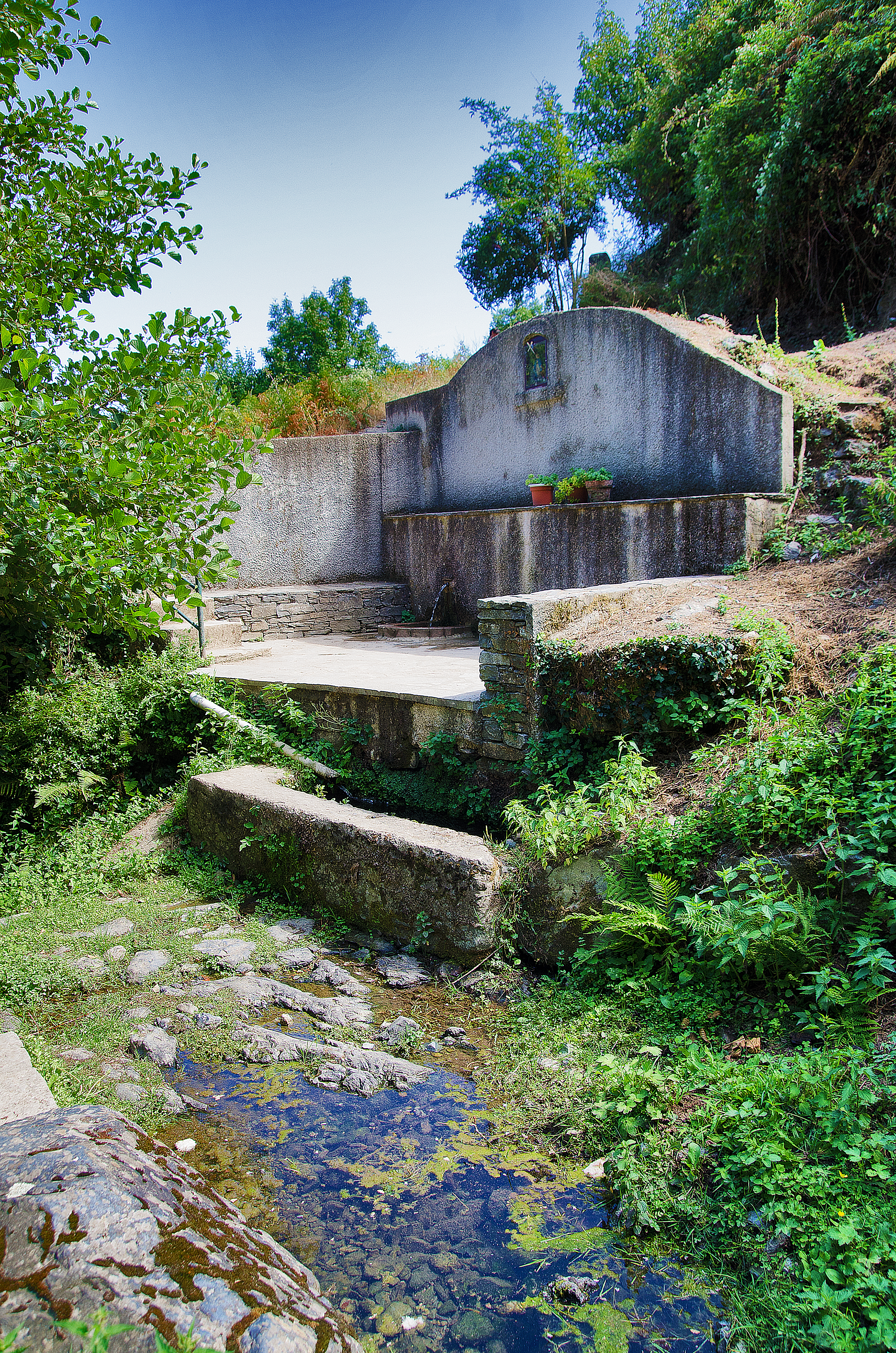
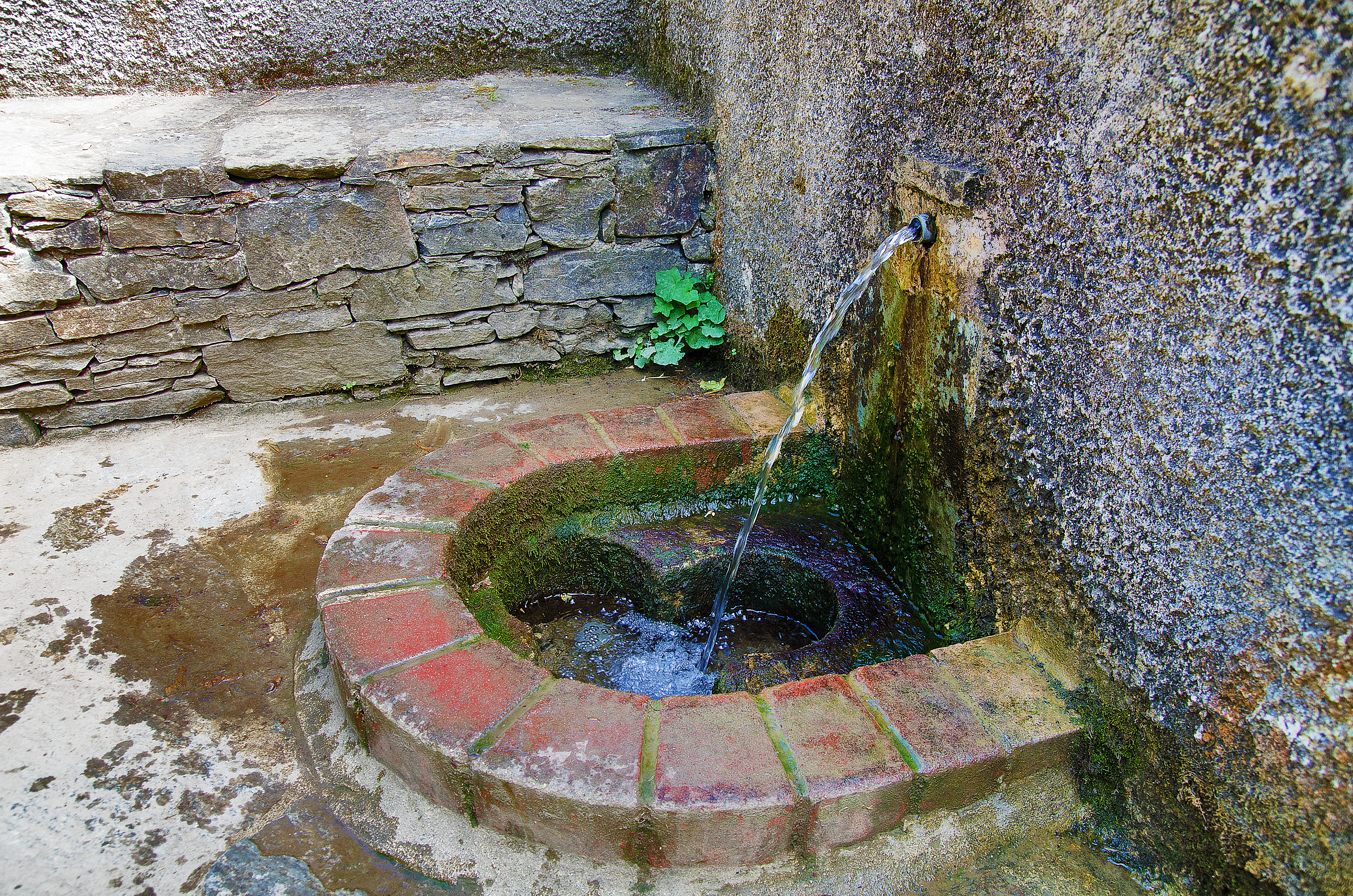
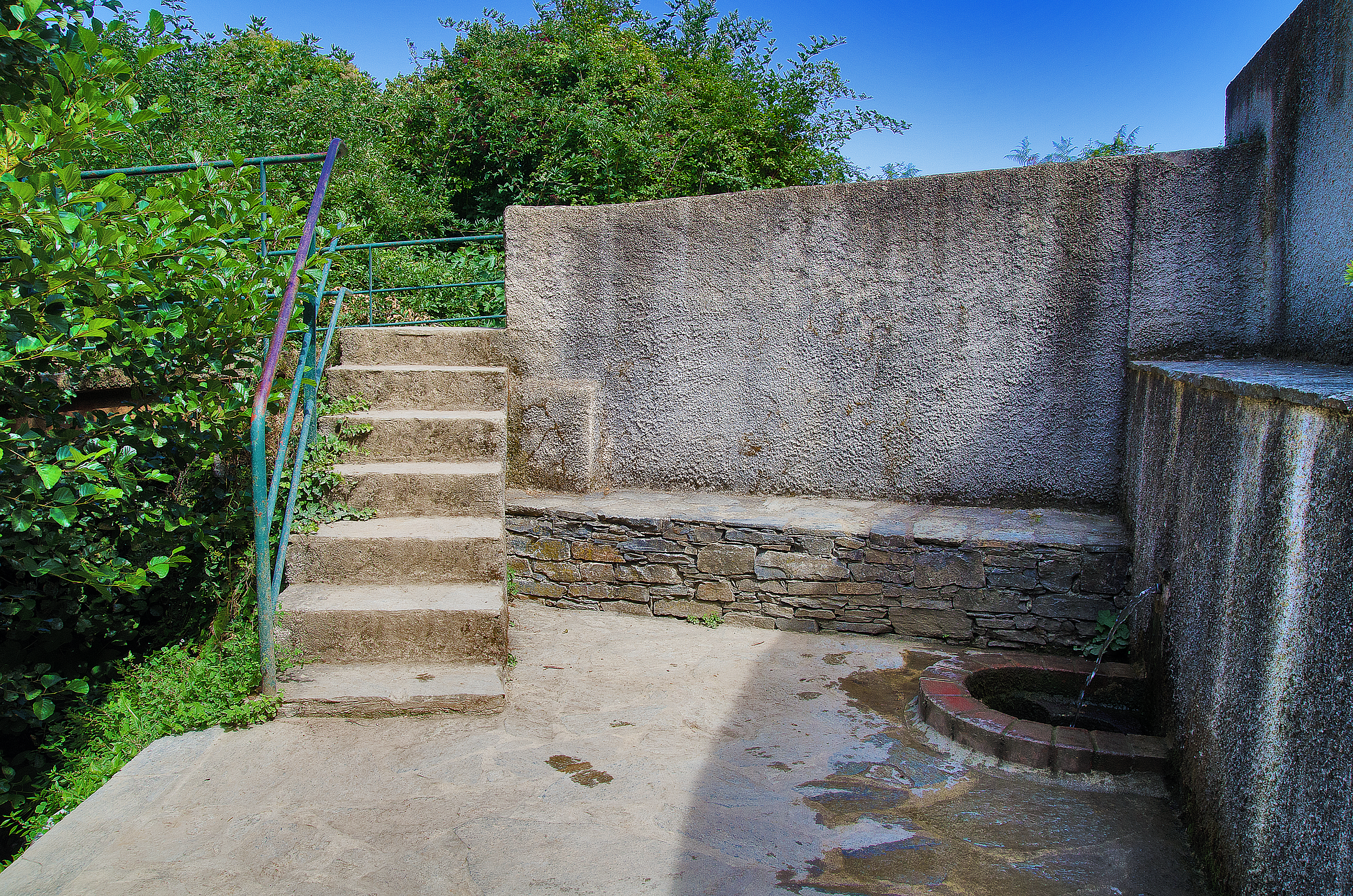
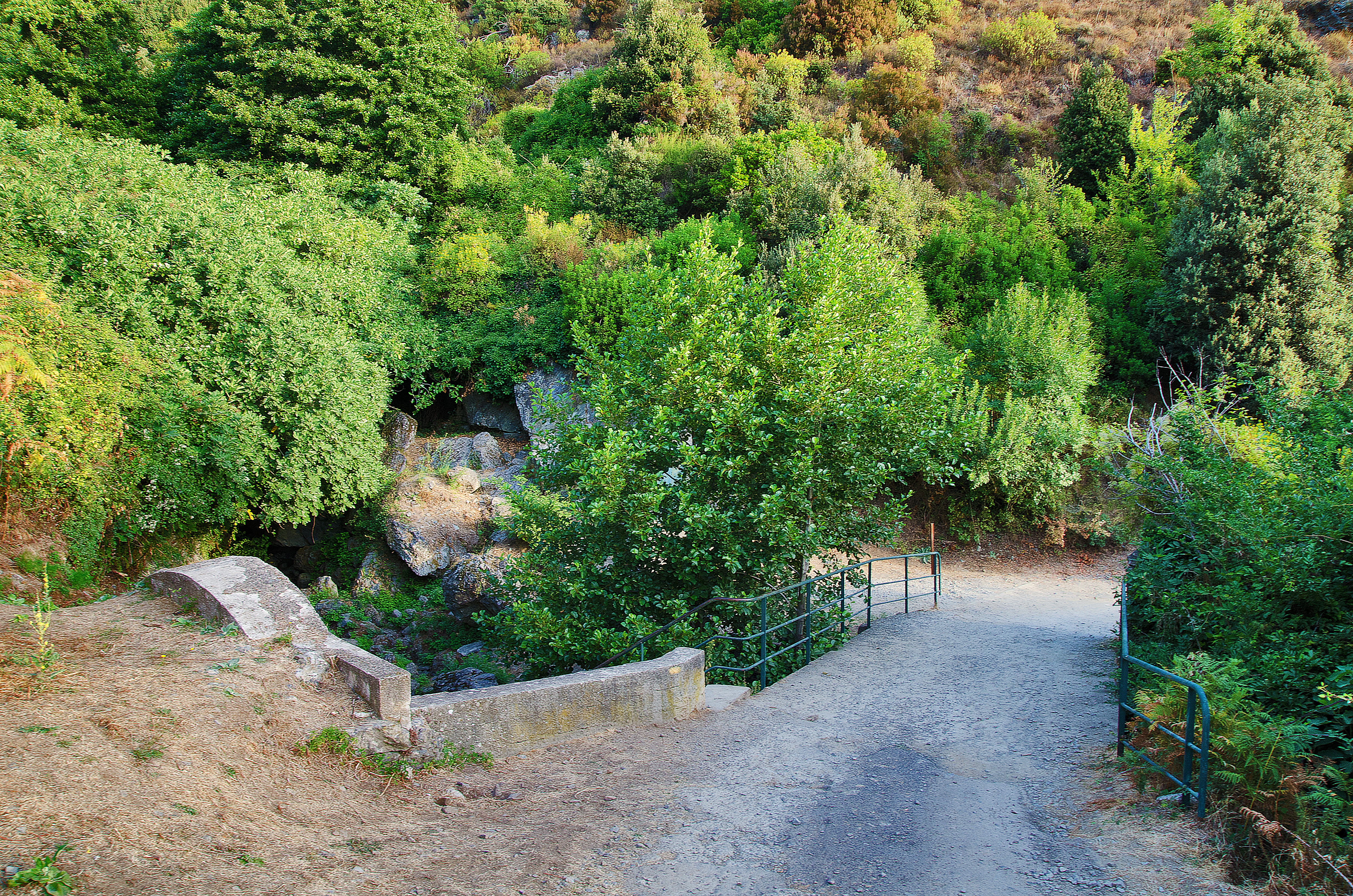
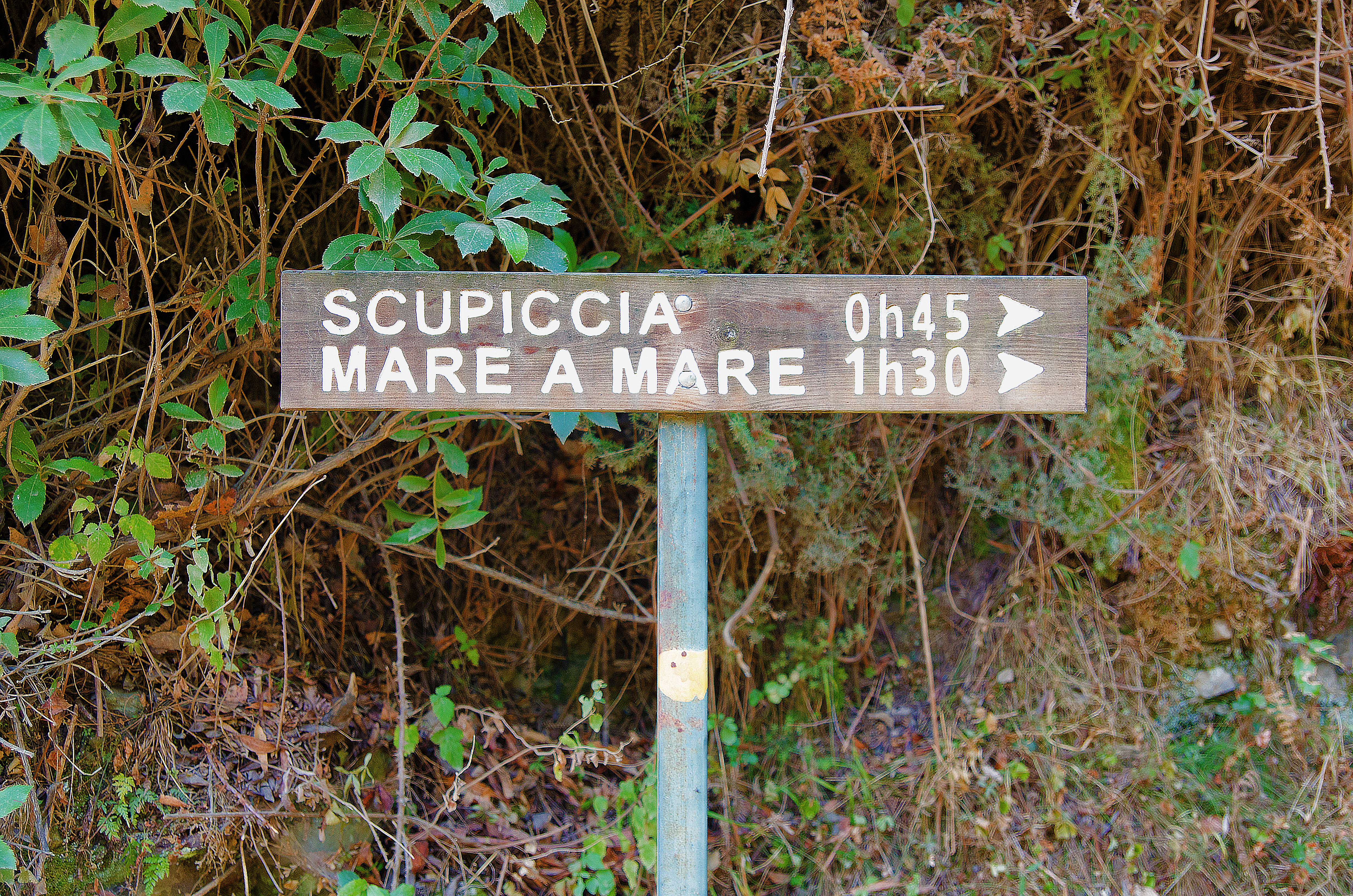
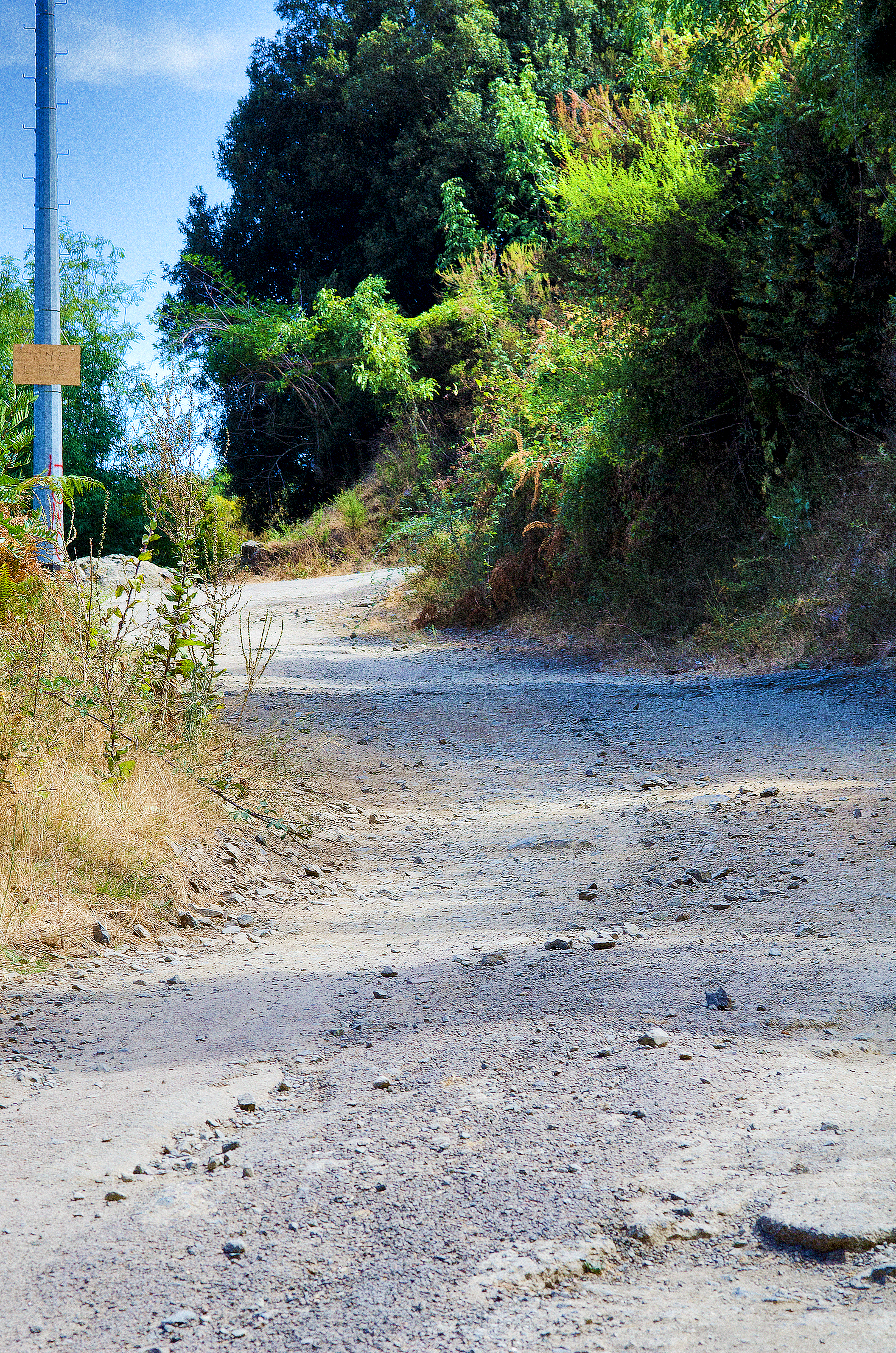
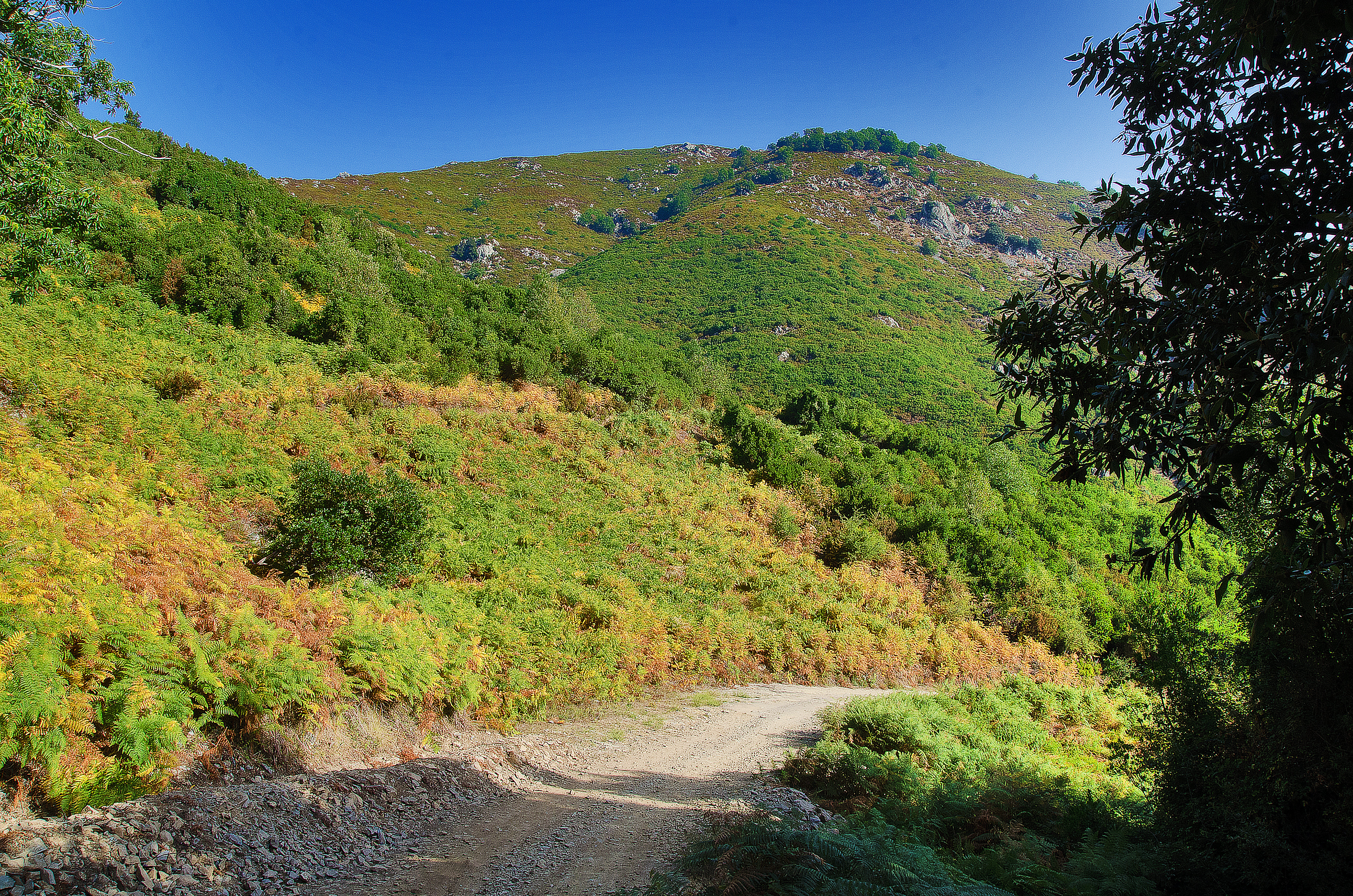
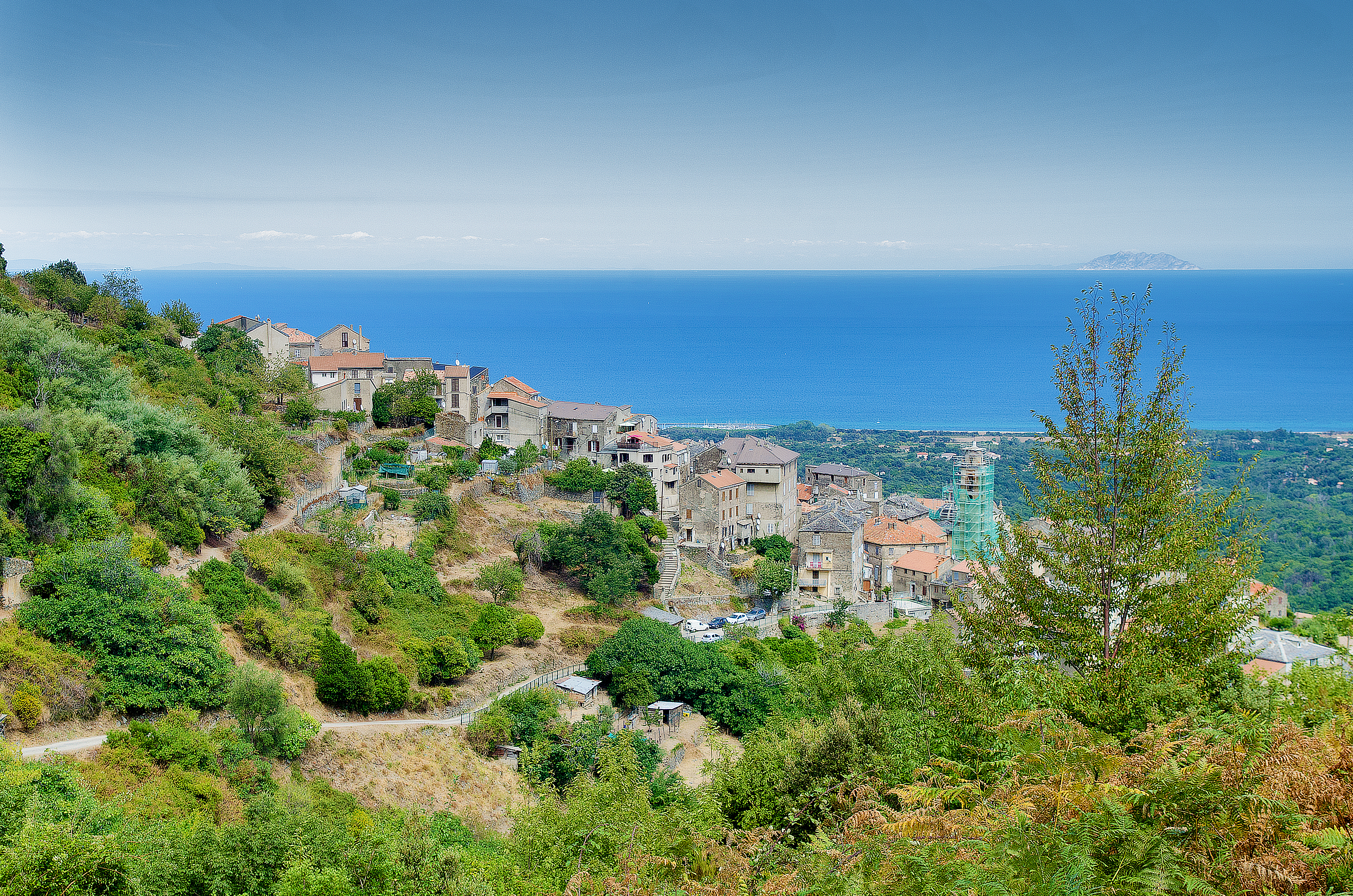
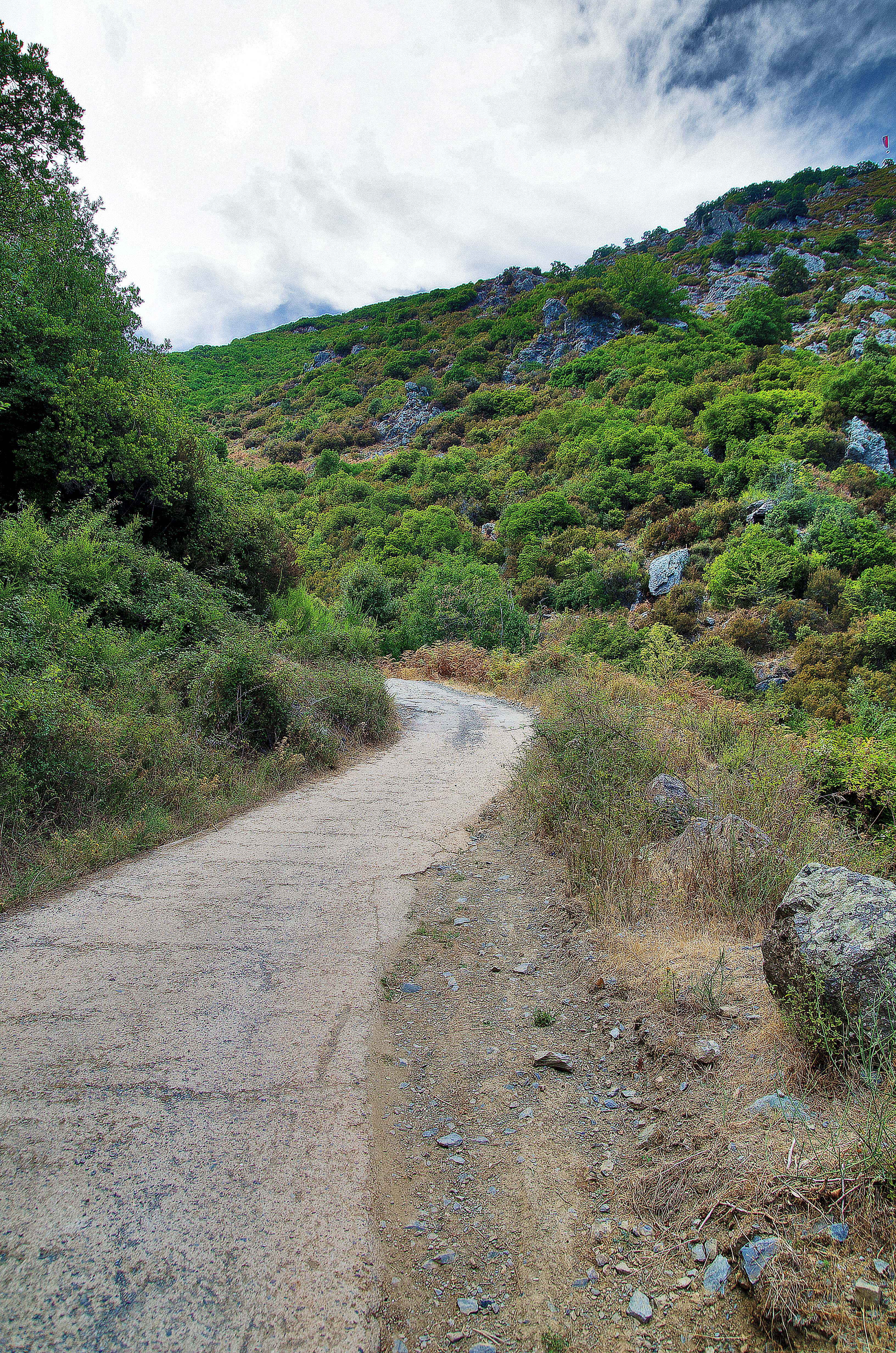
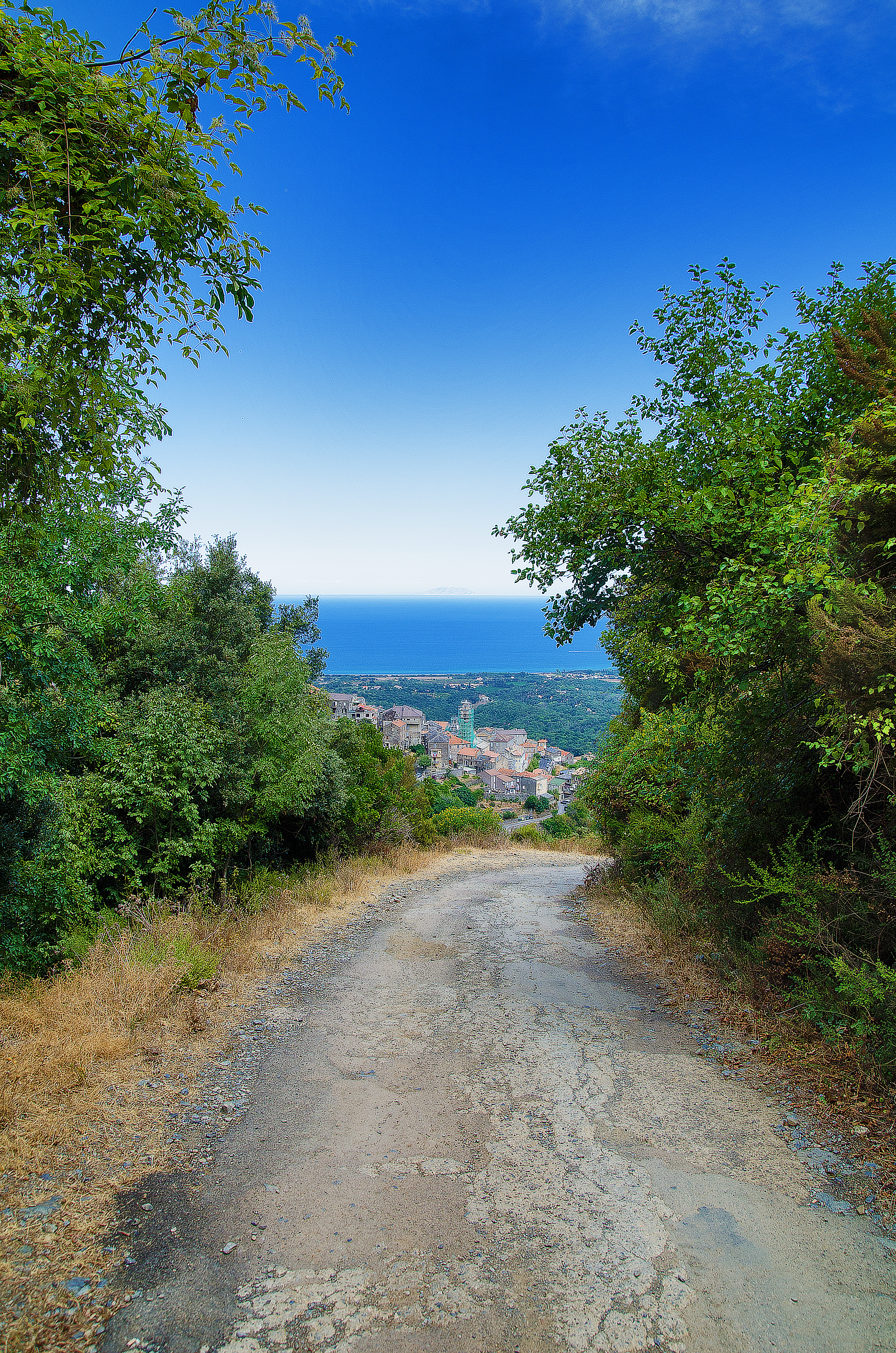
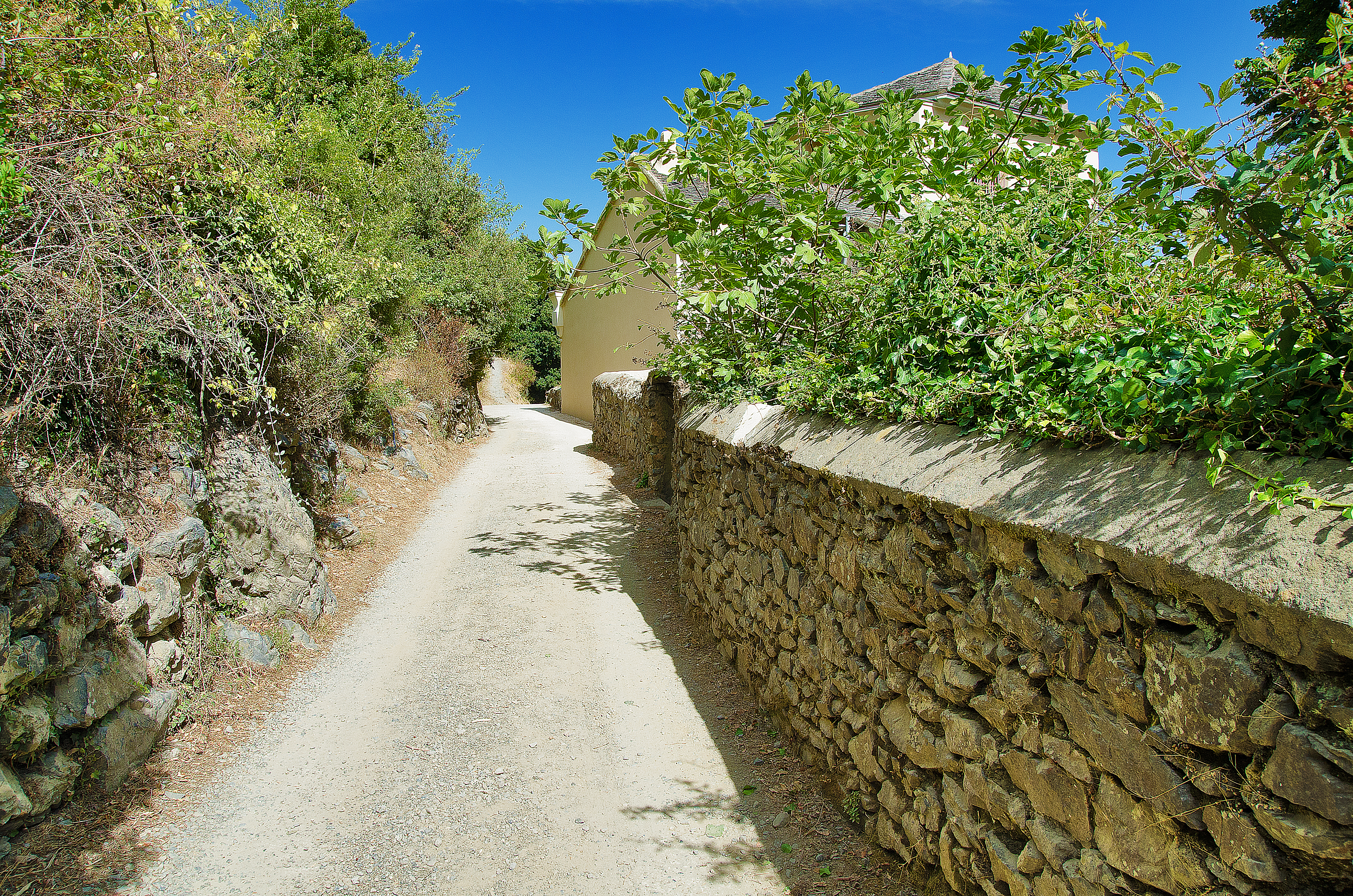
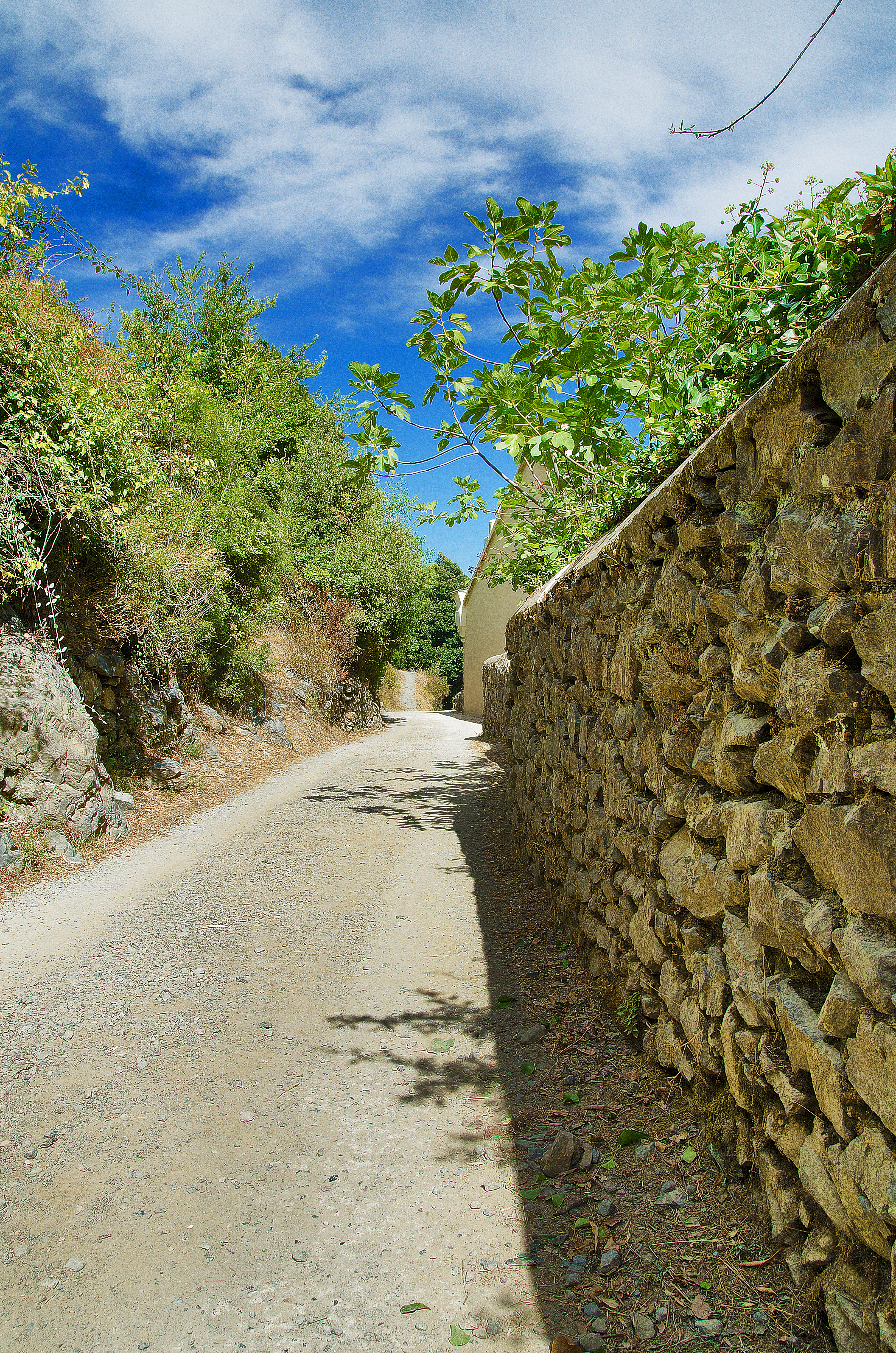
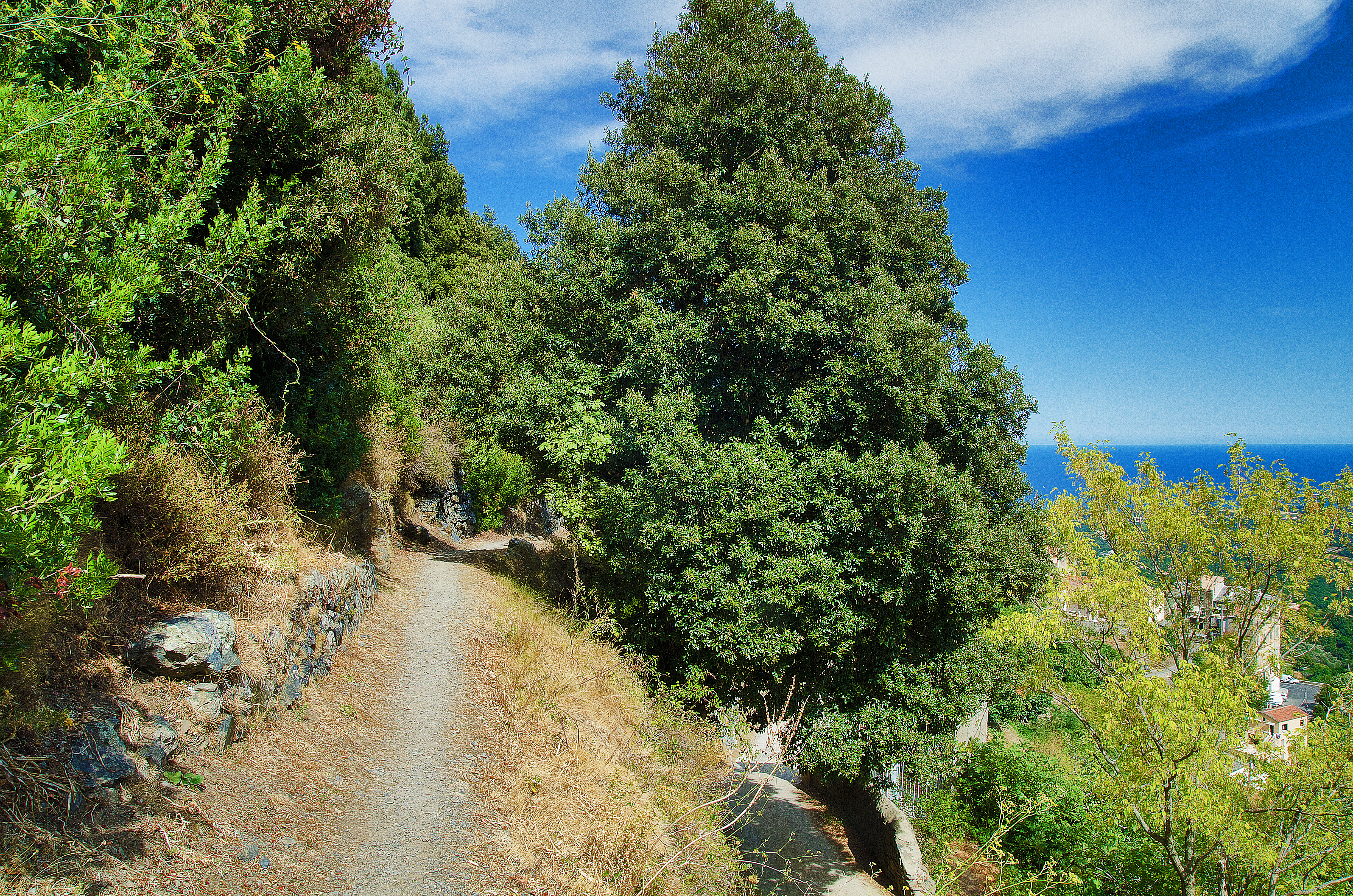
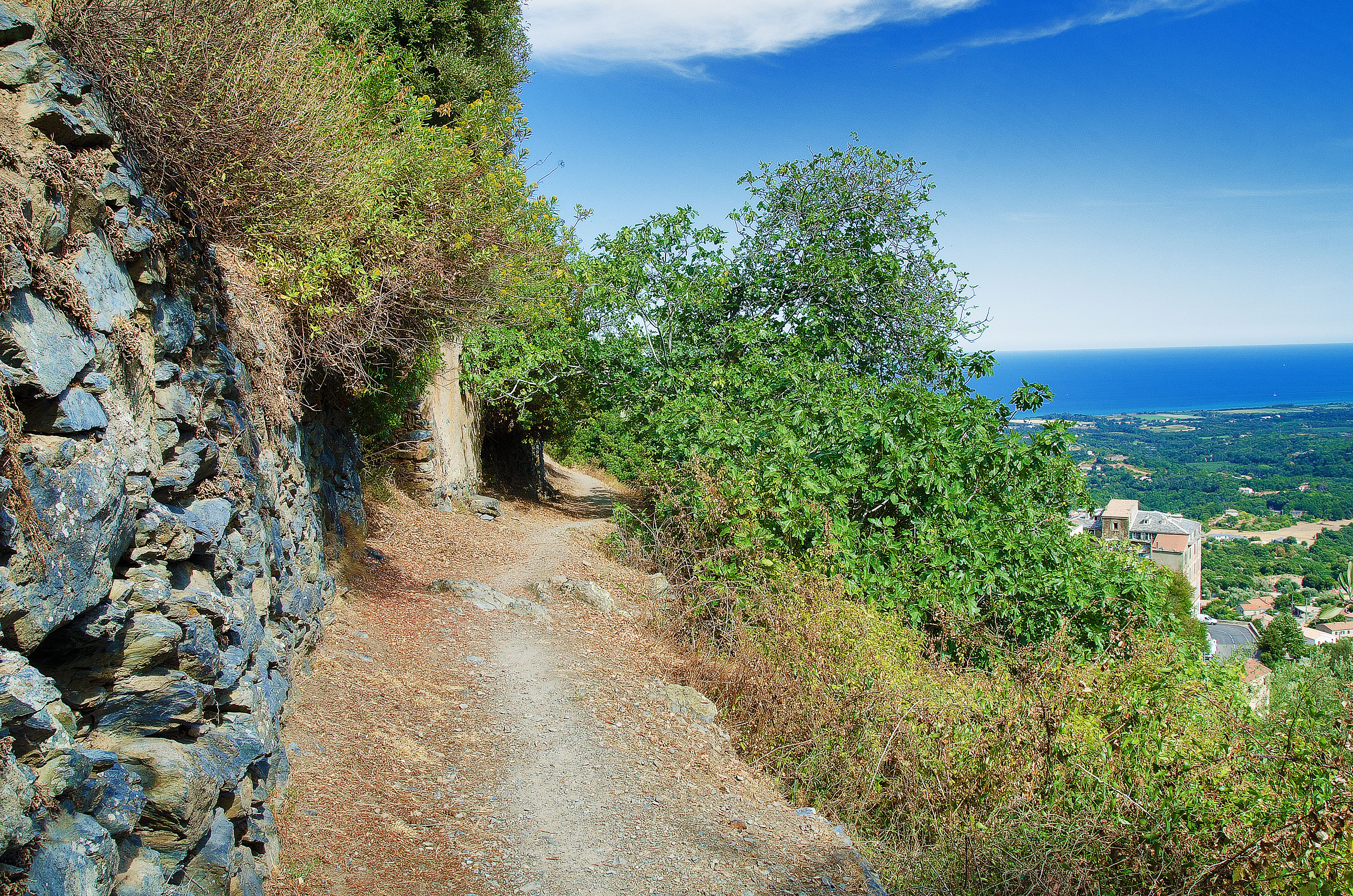
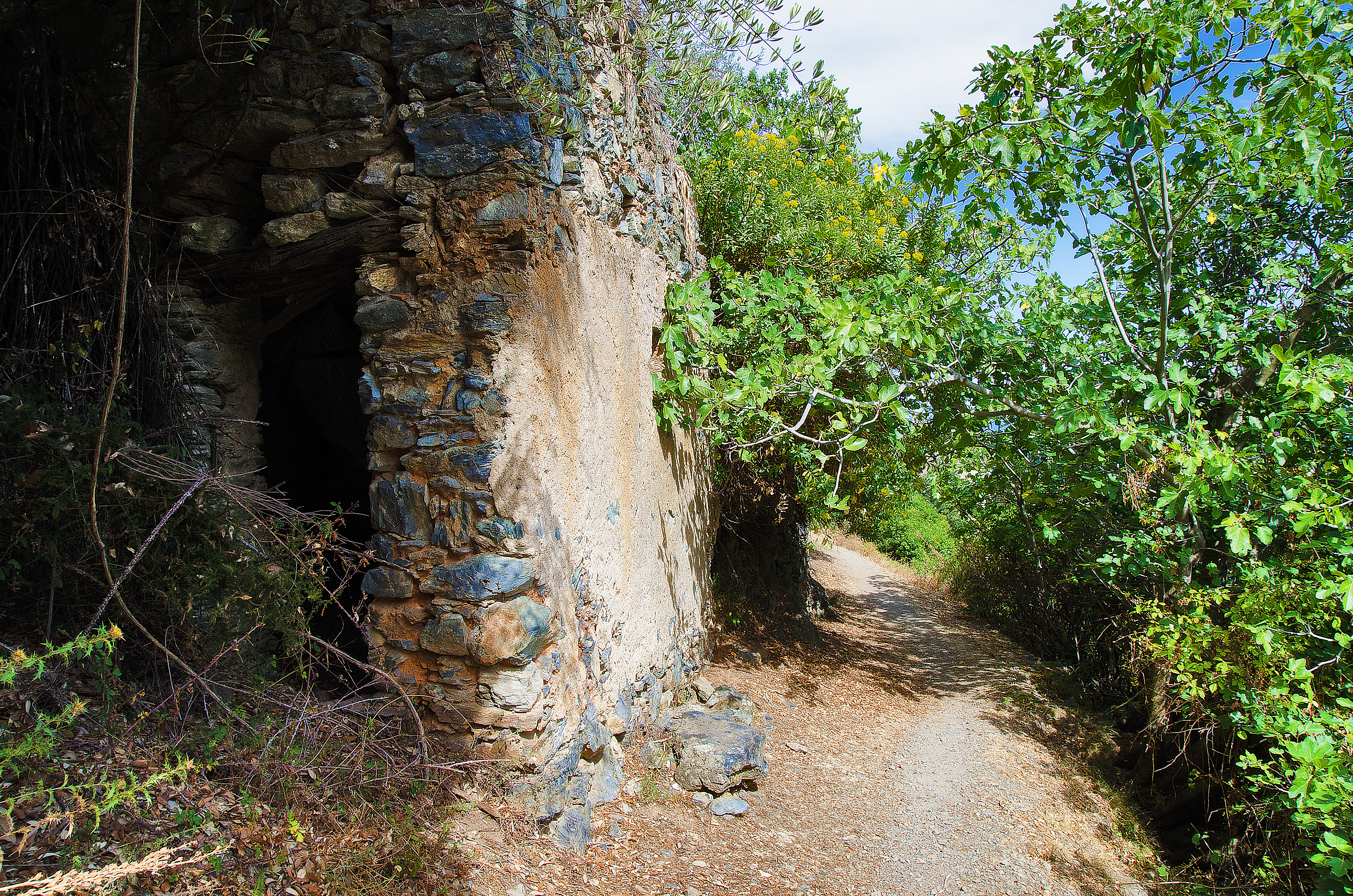
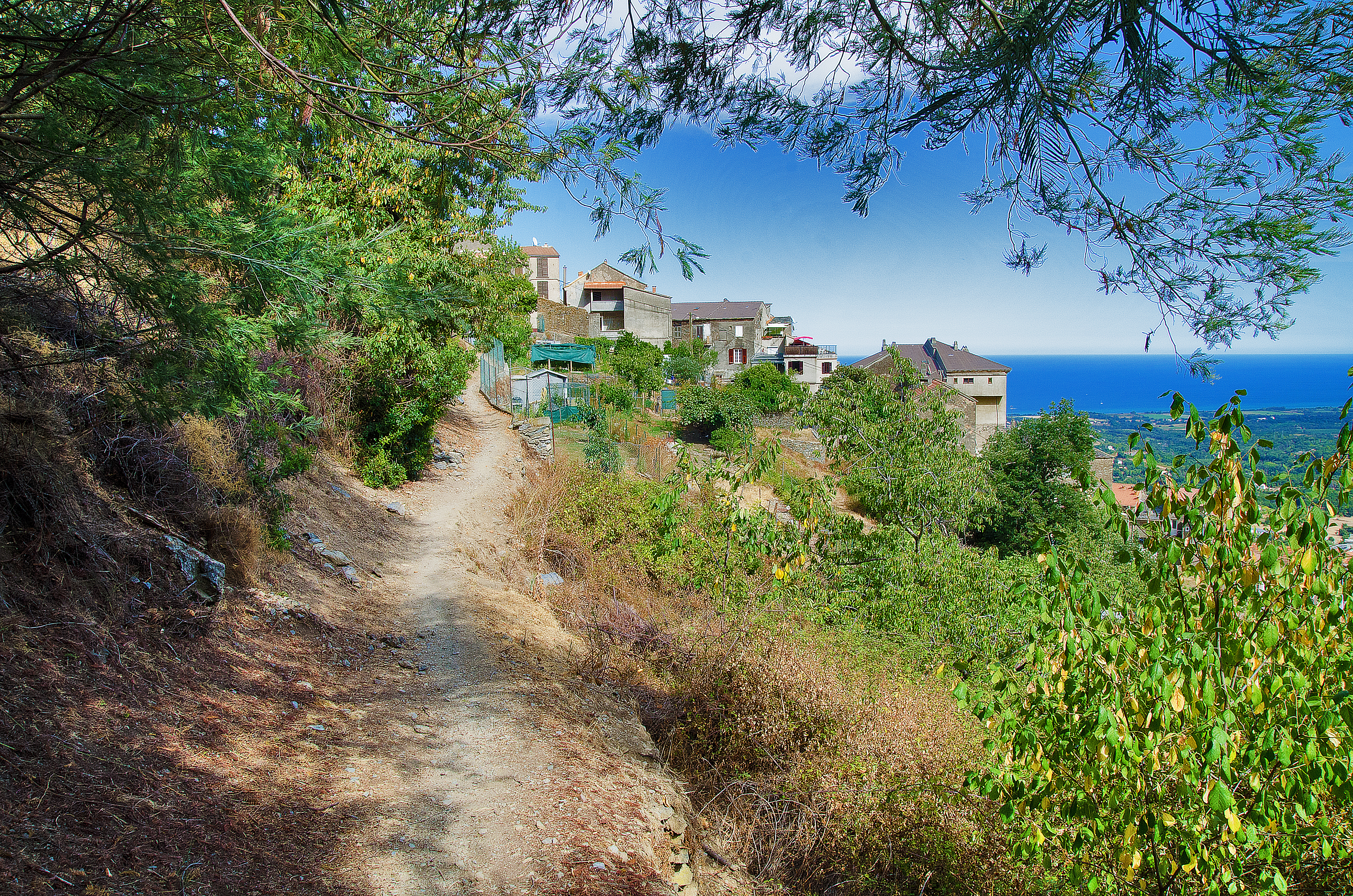
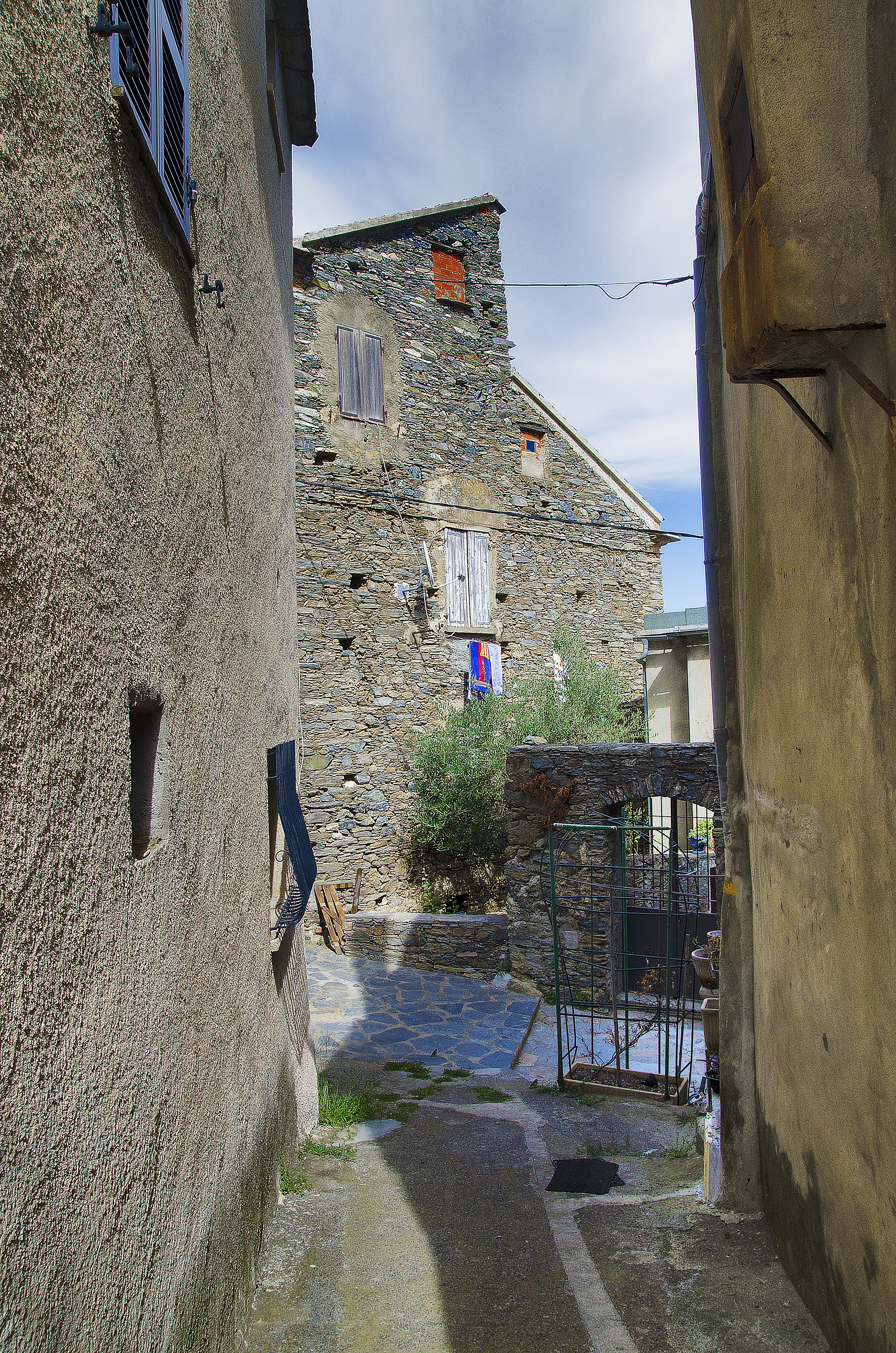
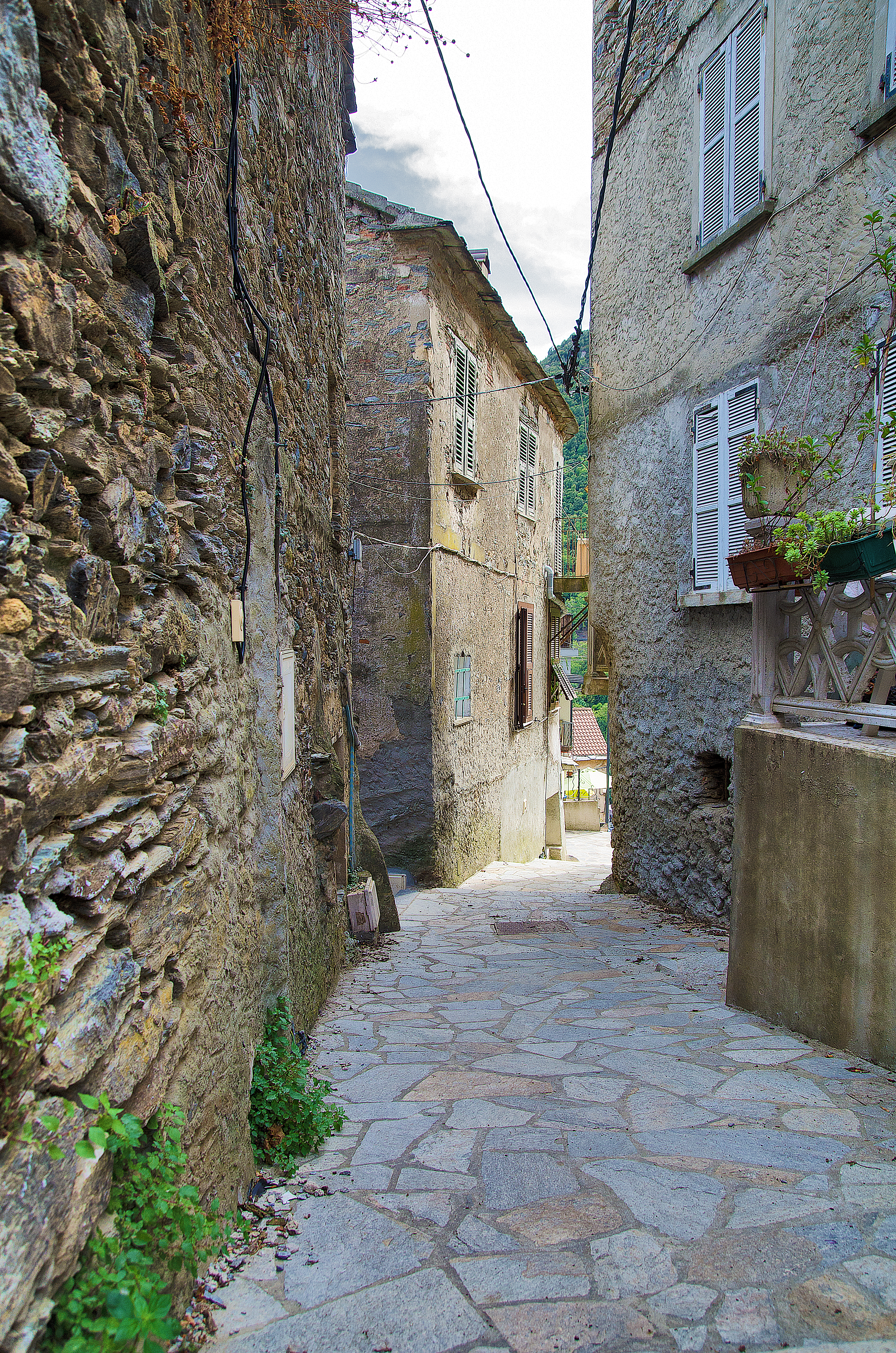
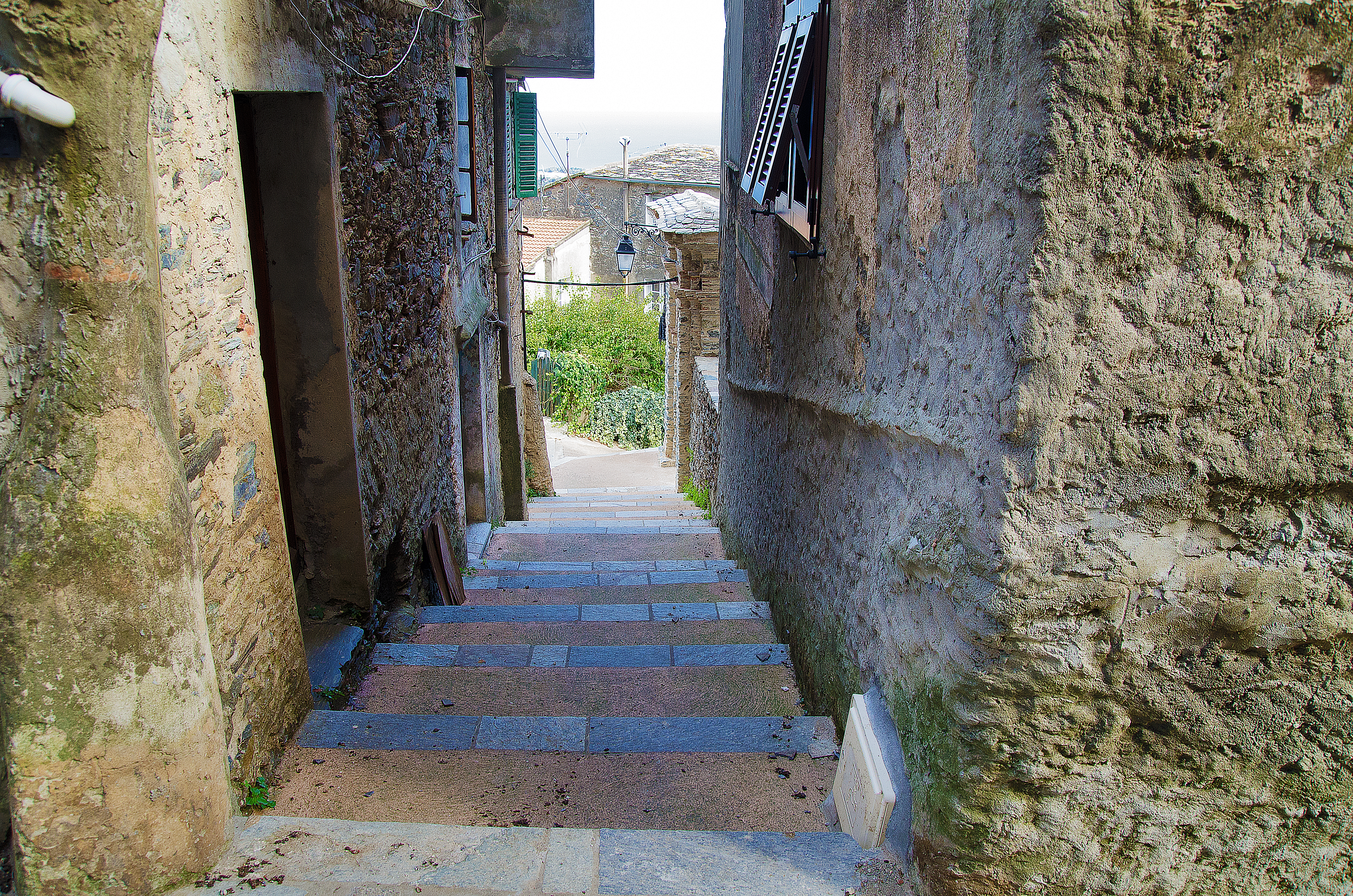
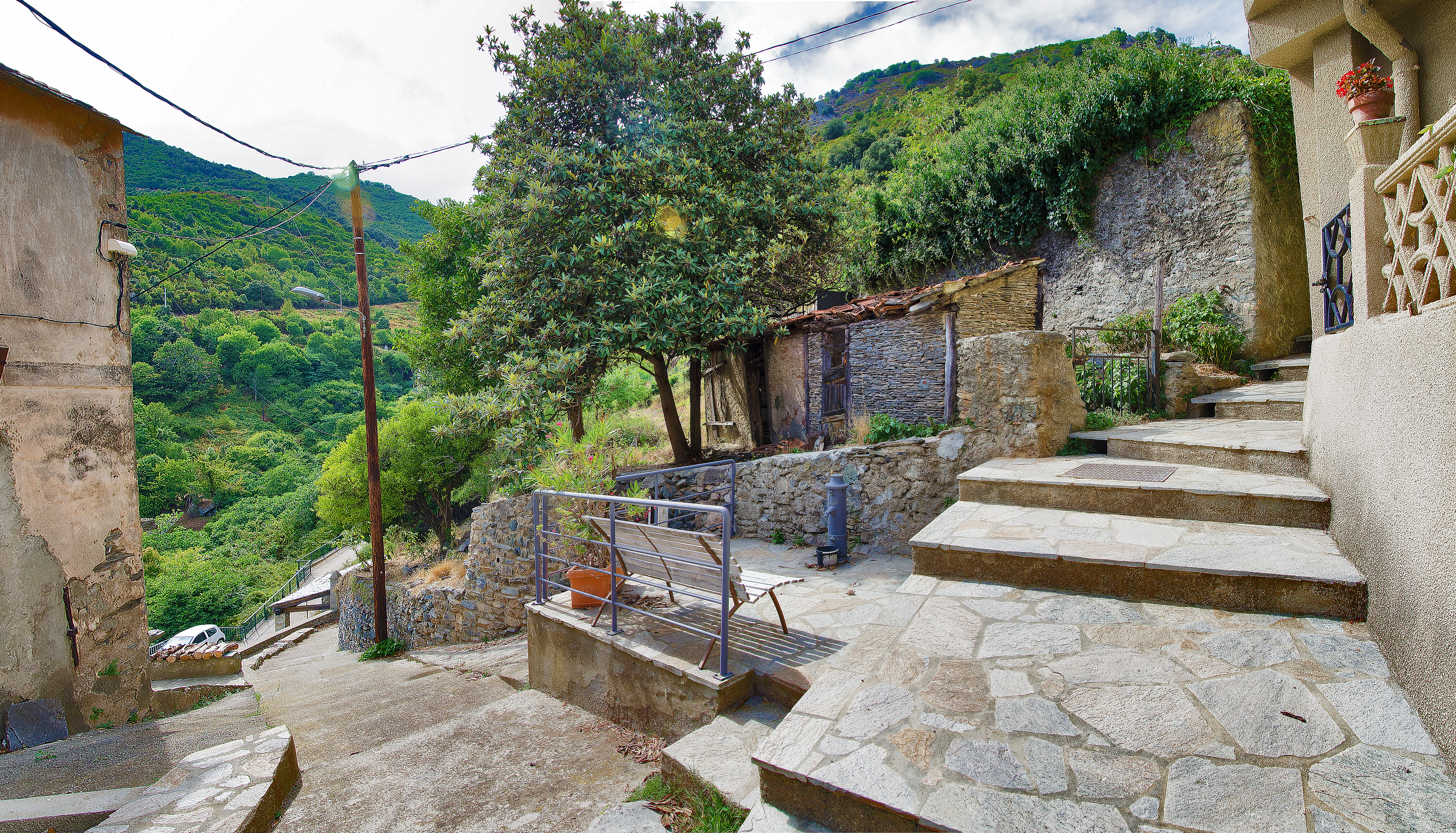

## Héraldique
| Blason de Cervione | Blason  | D'argent à l'aigle au vol abaissé de gueules.    |
| Blason de Cervione | Détails | Le statut officiel du blason reste à déterminer. |